# Chichén Itzá

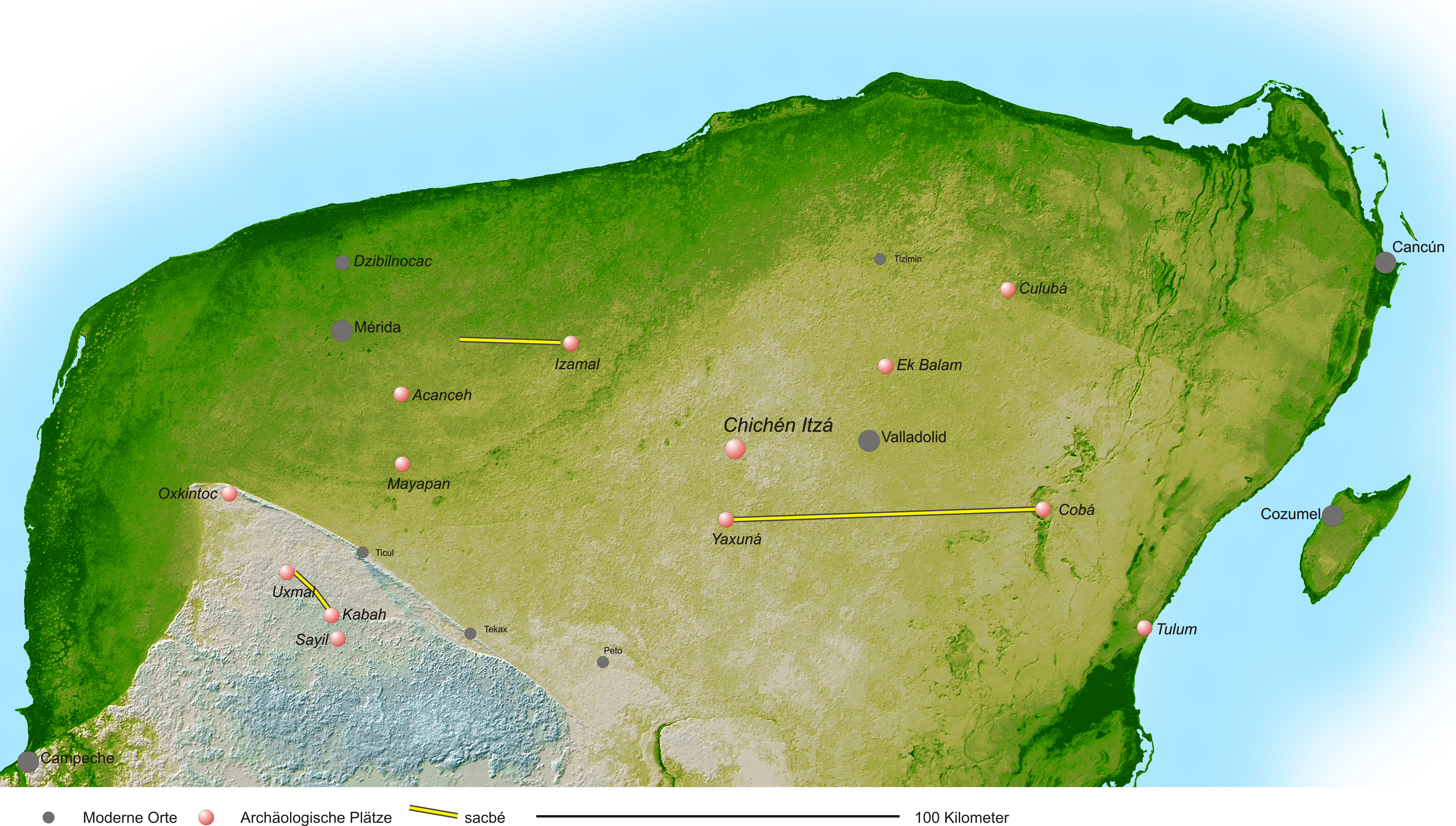
Lage von Chichén Itzá in der Mitte des nördlichen Teils der Halbinsel Yucatán

Koordinaten: 20° 41′ 3″ N, 88° 34′ 7″ W
Chichén Itzá Originalaussprache in Yucatec Mayaⓘ ist eine der bedeutendsten Ruinenstätten auf der mexikanischen Halbinsel Yucatán. Sie liegt etwa 120 Kilometer östlich von Mérida im Bundesstaat Yucatán. Ihre Ruinen stammen aus der späten Maya-Zeit. Mit einer Fläche von 1547 Hektar ist Chichén Itzá einer der ausgedehntesten Fundorte in Yucatán. Das Zentrum wird von zahlreichen monumentalen Repräsentationsbauten mit religiös-politischem Hintergrund eingenommen, aus denen eine große, weitestgehend erhaltene Stufenpyramide herausragt. Im direkten Umkreis befinden sich Ruinen von Häusern der Oberschicht.
Zwischen dem 8. und dem 11. Jahrhundert muss diese Stadt eine überregional bedeutende Rolle gespielt haben. Wie diese genau aussah, konnte bisher jedoch nicht geklärt werden. Einzigartig ist, wie in Chichén Itzá verschiedene Architekturstile nebeneinander auftreten. Neben Bauten in einem modifizierten Puuc-Stil gibt es Bauformen, die toltekische Züge aufweisen. Dies hat man früher oft auf einen direkten Einfluss von Auswanderern aus Zentralmexiko beziehungsweise von Eroberern aus Tula zurückgeführt. Heute geht man eher von diffusionistischen Modellen aus und nimmt eine weitgehende Gleichzeitigkeit verschiedener Stilformen in den Monumentalbauten an.
Durch die touristische Entwicklung von Yucatán ist Chichén Itzá zu jener archäologischen Stätte geworden, die in Mexiko nach Teotihuacán die meisten Besucher anzieht. Von der UNESCO wurde Chichén Itzá 1988 zum Weltkulturerbe erklärt.
Am 30. März 2015 wurde die Gedenkstätte in das Internationale Register für Kulturgut unter Sonderschutz der Haager Konvention zum Schutz von Kulturgut bei bewaffneten Konflikten aufgenommen.

## Etymologie

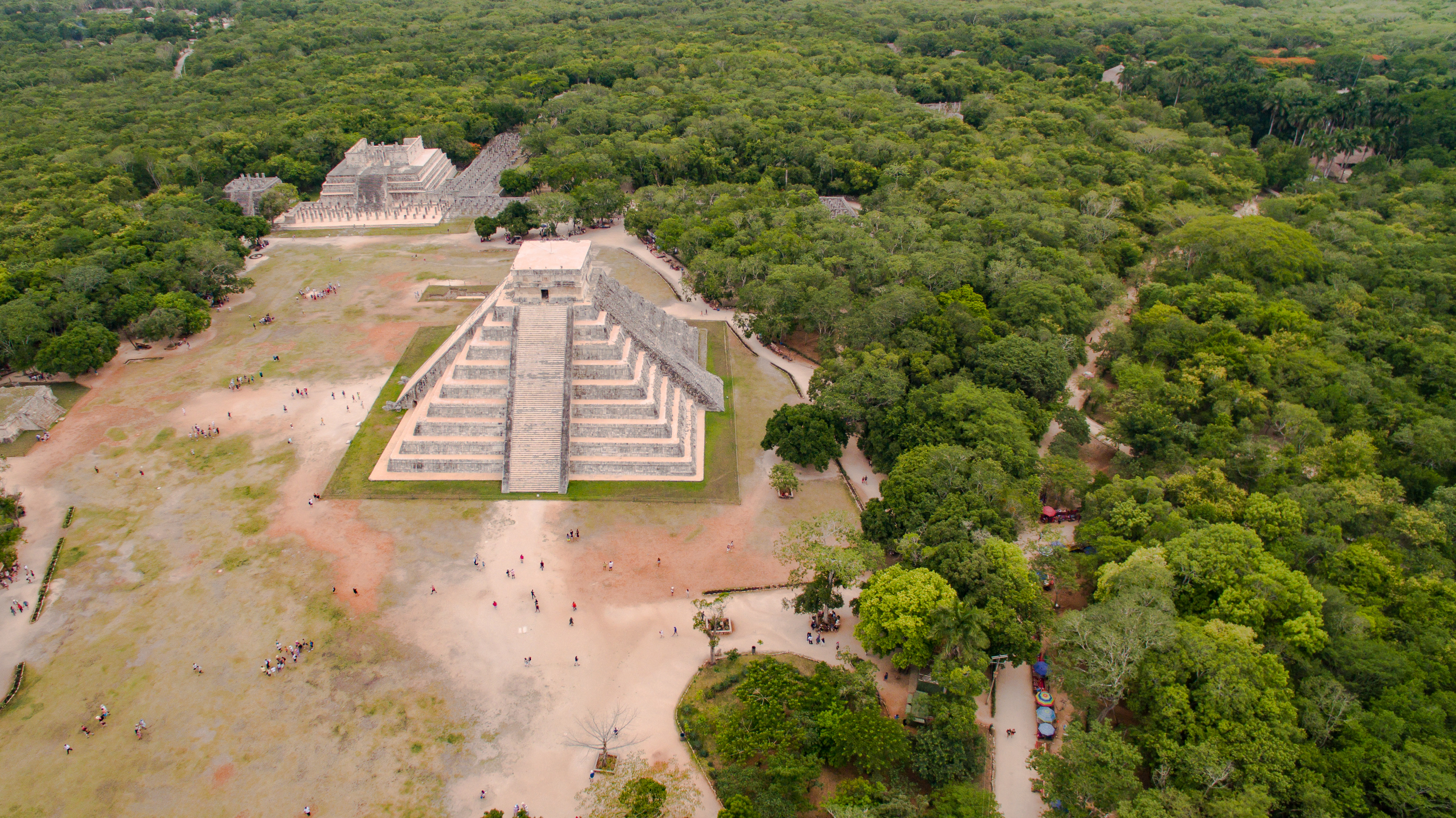
Luftbild Chichén Itzá

Der Name der Stadt entstammt dem yukatekischen Maya und bedeutet „Am Rande des Brunnens der Itzá“. Er ist zusammengesetzt aus den drei Wörtern chi’ („Mund, Rand, Ufer“), ch’e’en („Brunnen“ oder „Höhle mit Wasser“) und itzá (Eigenbezeichnung des Volkes).
Mit dem „Brunnen“ im Namen der Stadt war die wasserführende Doline (Cenote) gemeint, die heute als Cenote Sagrado bezeichnet wird. Chichén Itzá liegt in einem sehr unebenen Karstgelände mit generell aber nur geringen Höhenunterschieden, das von vielen Einsturzdolinen übersät ist (lokal als rejolladas bezeichnet); diese reichen meist nicht bis zum Grundwasserhorizont, bieten aber aus mikroklimatischen Gründen günstige Voraussetzungen für Anpflanzungen. Je eine wasserführende Doline befindet sich nördlich (Cenote Sagrado) und südlich (Cenote Xtoloc, neben dem gleichnamigen kleinen Tempel) des Zentrums. Es ist sicher kein Zufall, dass das zeremoniale Zentrum genau zwischen diesen beiden Cenotes liegt.
Im Chilam-Balam-Buch von Chumayel wird ein anderer Name genannt, den die Stadt vor Ankunft der Itzá getragen hat. Wie dieser Name – Uuc Yabnal – zu verstehen ist, konnte bisher nicht befriedigend geklärt werden.

## Forschungsgeschichte

### Kolonialzeitliche Berichte

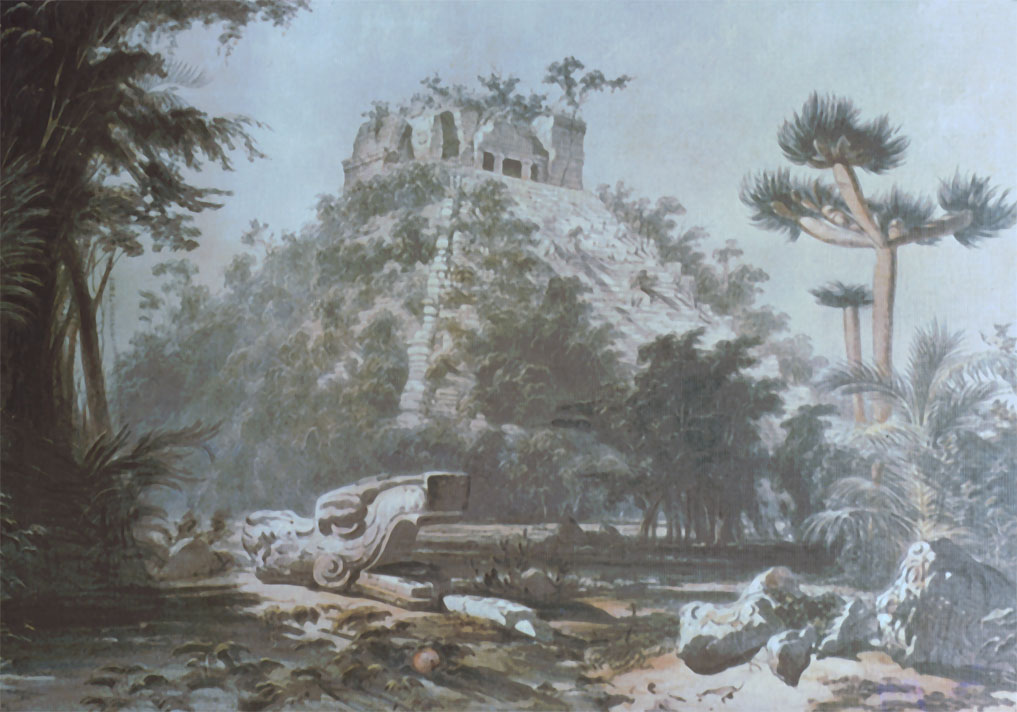
Das Castillo 1843 in einer Zeichnung von Frederick Catherwood

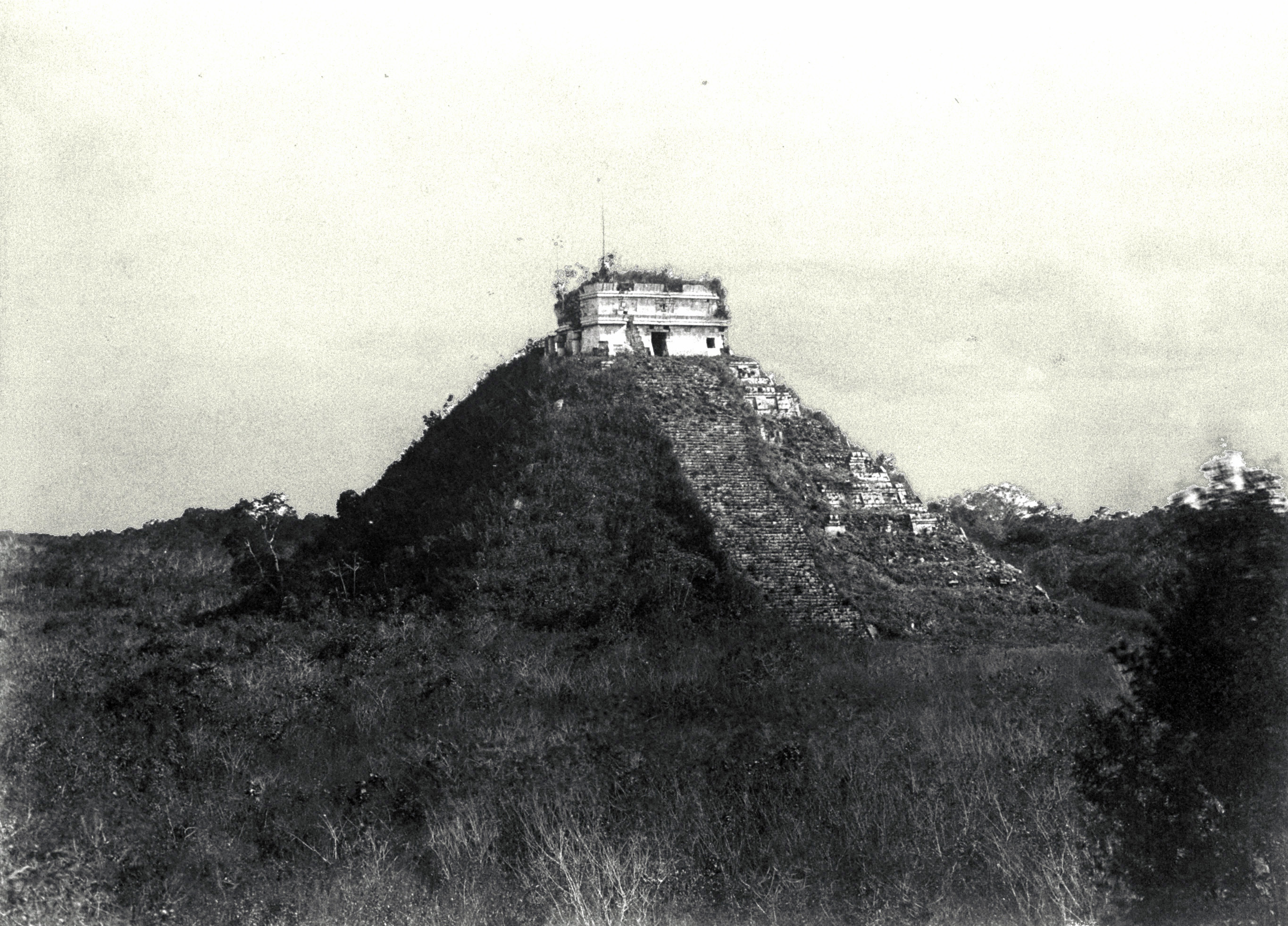
Das Castillo 1892 (Fotografie von Teobert Maler)

Im Jahr 1533 – und damit knapp zehn Jahre bevor die Spanier ihre Eroberung Yucatáns abgeschlossen hatten – errichtete Francisco de Montejo der Jüngere in den Ruinen von Chichén Itzá eine kleine Siedlung unter dem Namen Ciudad Real. Von den damals gebauten einfachen Behausungen konnten archäologisch bisher keine Spuren gesichert werden. Die Siedlung wurde von den Maya belagert und konnte nicht gehalten werden. Diego de Landa (der damals allerdings noch nicht selber vor Ort war) berichtet, dass der Druck so stark gewesen sei, dass die Spanier sich nur heimlich nachts zurückziehen konnten. Landa, der 1549 nach Yucatán kam, gibt eine recht ausführliche Beschreibung von einigen Gebäuden im Zentrum von Chichén Itzá – nämlich vom Castillo und den beiden kleinen Plattformen – sowie von der breiten Straße zum Heiligen Cenote und von Gegenständen, die er dort fand. Eine kurze Notiz über seinen Besuch der Ruinen am 26. Juli 1588 hinterließ Antonio de Ciudad Real.

### Frühe moderne Beschreibungen und Forschungen
Zu den frühesten modernen Besuchern gehörte 1840 Baron Emanuel von Friedrichsthal, damals erster Sekretär der österreichischen Legatschaft in Mexiko. Er nahm auch Daguerreotypien auf, konnte seinen Bericht aber nicht mehr veröffentlichen. Im Jahr 1841 hielten sich John Lloyd Stephens und Frederick Catherwood lange in Chichén Itzá auf und fertigten ausführliche Beschreibungen und Zeichnungen an. Die von Stephens verfassten Berichte machten die mittelamerikanischen Ruinen, darunter auch Chichén Itzá, bei den Interessierten in Nordamerika und Europa bekannt. Sie regten unter anderem den Franzosen Désiré Charnay zu Forschungsreisen an. Er besuchte Chichén Itzá 1860 und nahm dort zahlreiche Fotografien auf.

### Moderne Forschungen

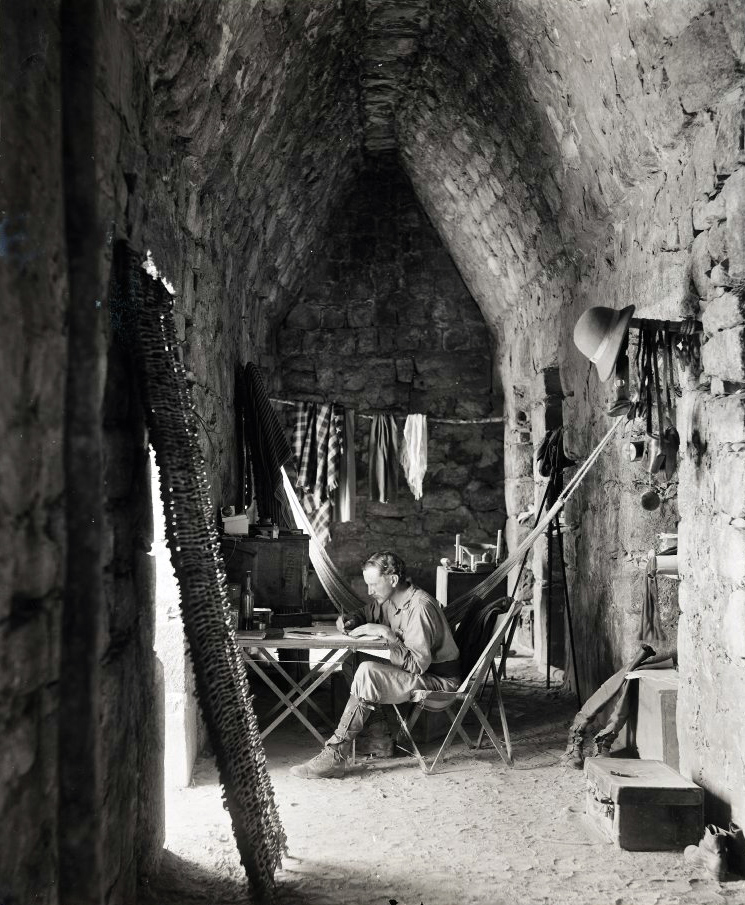
Alfred Maudslay in Chichén Itzá im Jahr 1889

Die ersten Grabungen unternahm der New Yorker Amateur-Archäologe Augustus Le Plongeon ab 1875. Die historischen Darstellungen, die er in seinen Werken ausführlich ausbreitete, gehören allerdings in das Reich der Fantasie. Nach ihm kamen in kurzer Folge Teoberto Maler, der neben Fotografien nur spärliche Aufzeichnungen hinterließ, und der Engländer Alfred Percival Maudslay, der sich ein halbes Jahr der Ruinenstadt widmete. Der amerikanische Diplomat Edward Thompson kaufte 1894 die Hazienda, auf deren Gelände Chichén Itzá liegt, und forschte dort bis in die 1920er Jahre. Unter anderem baggerte er ab 1904 die Ablagerungen im Heiligen Cenote aus, in dem er auch Tauchexpeditionen unternahm. Ihm wurde vorgeworfen, zahlreiche wertvolle Objekte unerlaubt außer Landes gebracht zu haben, allerdings wurde diese Anklage später als unbegründet fallen gelassen.

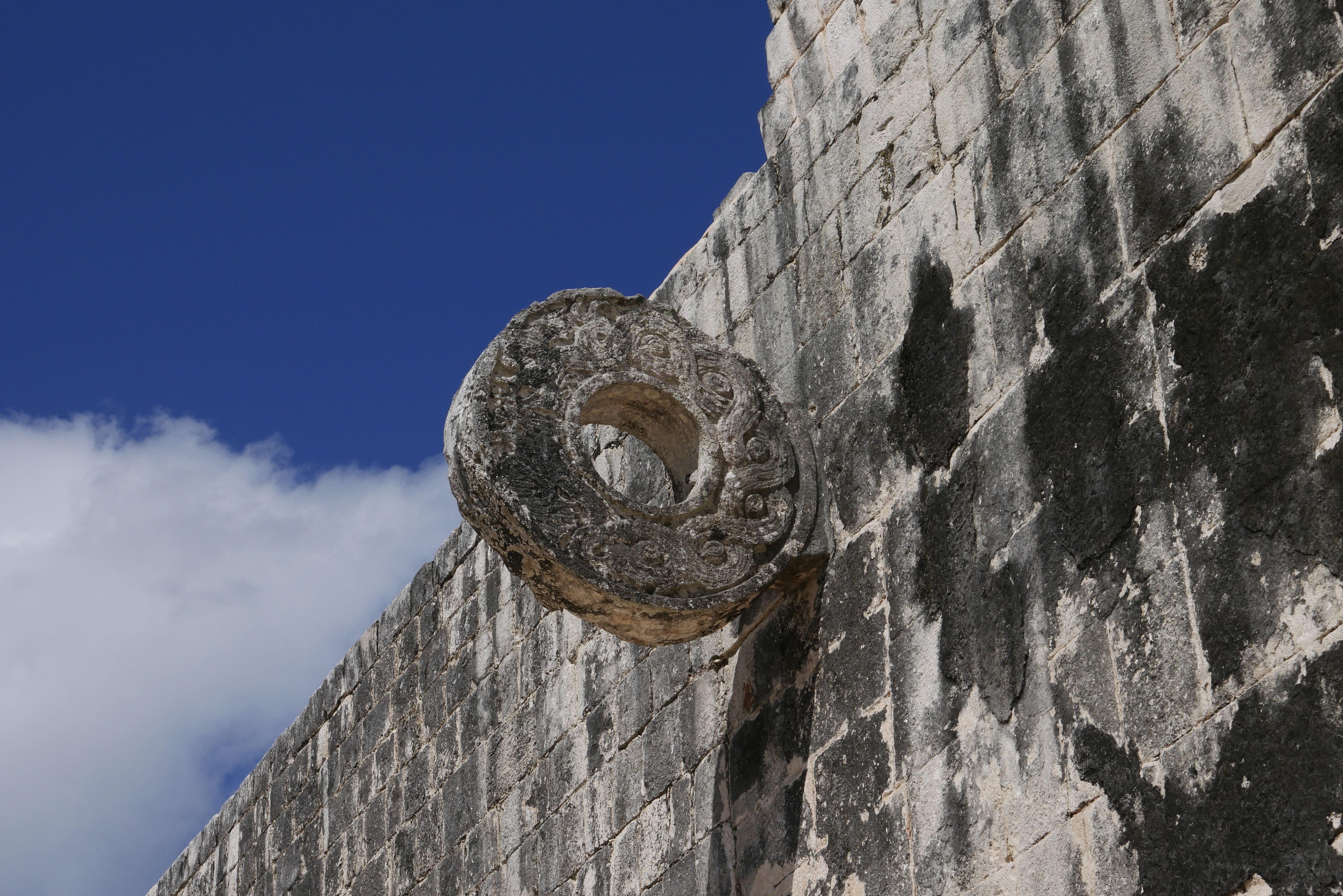
Die Ringe dienten beim Mesoamerikanischen Ballspiel als Tore.

Ab 1924 führte die Carnegie Institution of Washington unter der Leitung von Sylvanus Griswold Morley gemeinsam mit mexikanischen Regierungsstellen Ausgrabungen durch und unternahm Rekonstruktionen. Die Archäologen der Carnegie Institution (darunter auch Eric Thompson) arbeiteten an Ruinen auf der großen Plattform (insbesondere am Kriegertempel), am Caracol, an den Monjas und am Mercado sowie beim weit im Süden gelegenen Tempel der drei Türbalken. Von den Archäologen der mexikanischen Altertumsbehörde wurden Restaurierungsarbeiten am Castillo, am großen Ballspielplatz, am Tzompantli, bei der Plattform der Adler und der Jaguare sowie bei der Plattform der Venus durchgeführt. Die umfangreichen Grabungen der Carnegie Institution in Chichén Itzá legten den Grundstein für die auf der gefundenen Keramik beruhenden Chronologie des gesamten nördlichen Yucatán. Wissenschaftler der Carnegie Institution entwickelten auch die Ansicht, dass sich in Chichén Itzá die Kultur einheimischer Maya und eingewanderter Tolteken begegneten, was sich an unterschiedlichen Baustilen erkennen ließe. Durch die Carnegie Institution und später durch das mexikanische INAH (Instituto Nacional de Antropología e Historia) wurde auch eine genaue Kartierung von Chichén Itzá vorgenommen, die ein Vielfaches der heute touristisch zugänglichen Fläche umfasst.
Neuere Ausgrabungen und Restaurierungen durch das INAH seit den 1980er Jahren (meist unter Leitung des Deutschen Peter J. Schmidt) konzentrierten sich auf Nachuntersuchungen und Konsolidierungen im Zentrum von Chichén Itzá (Komplettierung des Castillos, des Tempels des großen Opfertisches, des östlichen Teils des Tausend-Säulen-Komplexes, Osarios) und Neugrabungen im Süden (gesamte Grupo de la Fecha). 2009 begannen neue Grabungen im Umfeld des Castillos unter Rafael Cobos.
Im März 2019 wurde die Entdeckung der Balamkú‑Höhle, die etwa 2,7 km südlich des Castillo liegt bekannt. Die annähernd unberührte Fundstätte enthielt über 200 vollständig erhaltene Räuchergefäße und weitere Opfergaben aus der Spät‑ bis Endklassik, was auf ihre besondere rituelle Bedeutung verweist.

### Aktuelle Probleme
Die Geschichte des Besitzes von Chichén Itzá ist ungewöhnlich und hat nicht unerheblichen Einfluss auf die Erforschung und Konservierung: Nach Edward Thompsons Tod im Jahr 1935 verkauften seine Erben die Hazienda an die seit dem 19. Jahrhundert einflussreiche yukatekische Familie Barbachano, die dort inzwischen zwei Hotels betreibt. Obwohl das Gelände von Chichén Itzá offiziell zur archäologischen Stätte erklärt wurde und damit eigentlich Bundesterritorium (zona federal) ist, hatte dies keine privatrechtlichen Konsequenzen. Im März 2010 verkaufte der letzte Besitzer, Hans Jürgen Thies Barbachano, einen Teil des Geländes von Chichén Itzá in der Größe von 80 Hektar, der die wichtigsten Gebäude der alten Stadt umfasst, an die Regierung von Yucatán für 220 Millionen Pesos (rund 13 Millionen Euro). Auf dem Gelände der alten Stadt befinden sich nicht nur mehrere Hotels, sondern auch Siedlungen der einheimischen Bevölkerung.

## Geschichtsquellen

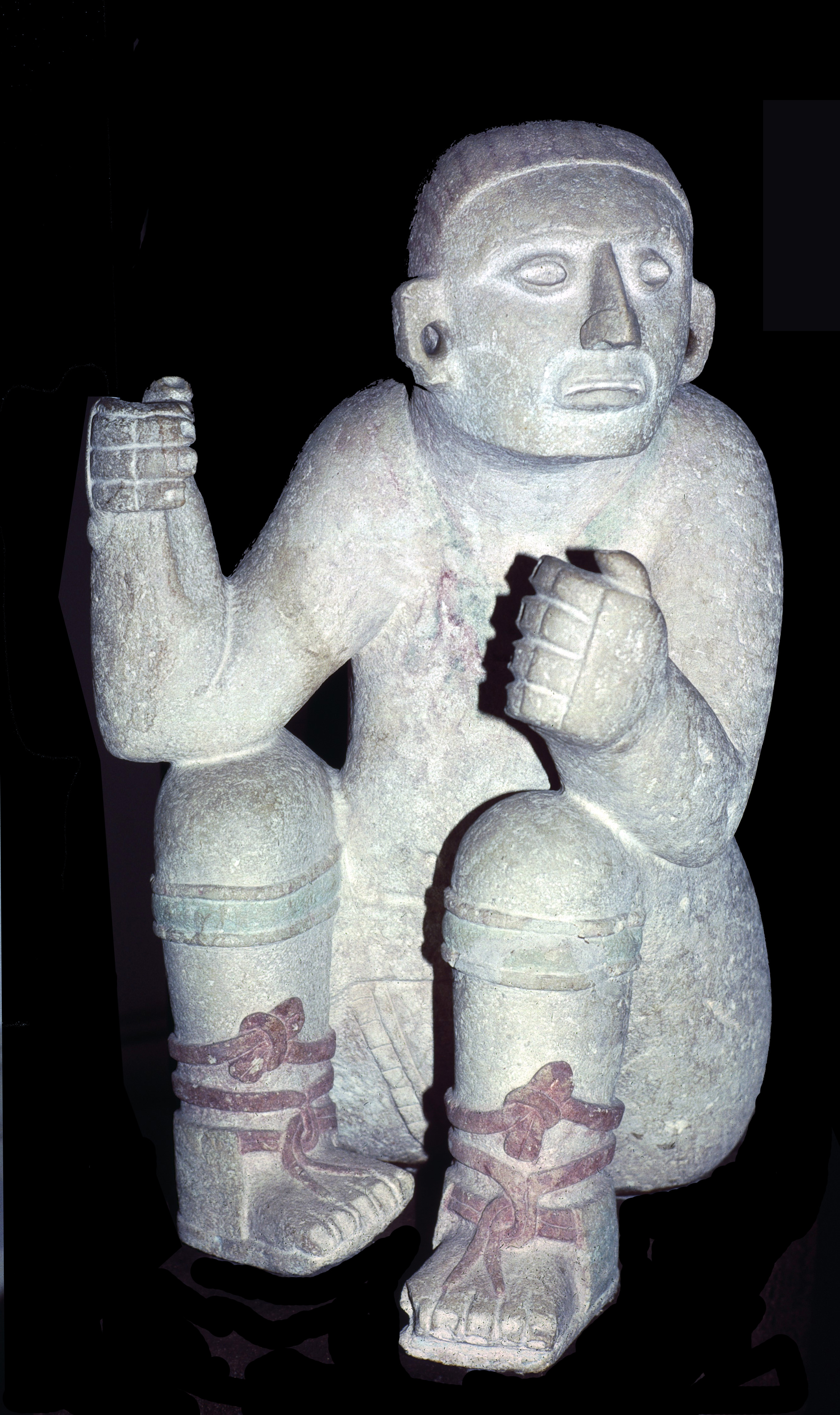
Standartenträger (Museum Mérida)

Für die Geschichte von Chichén Itzá bieten sich drei verschiedene Arten von Informationsquellen an, die jeweils unterschiedliche Themenbereiche erhellen:
- die archäologischen Befunde aus Ausgrabungen und Aufnahme von Oberflächenfunden sowie Vermessungen
- Die Inschriftentexte in der Hieroglyphenschrift der Maya
- Die schriftlichen Berichte aus der Zeit nach der spanischen Eroberung

Es ist nicht ungewöhnlich, dass sich die Informationen der drei Quellenarten nicht decken und zu einem beträchtlichen Grad sogar widersprechen, weil sie in unterschiedlichen Situationen entstanden. Archäologische Befunde sind das unbeabsichtigte Ergebnis des menschlichen Lebens und deshalb nicht bewusst verändert oder fokussiert. Allerdings wirken die ungleichmäßigen Chancen, dass sich Spuren aus verschiedenen Lebensbereichen in materiellen Funden niederschlagen sowie die Erhaltungsbedingungen im Boden als Filter, durch den nur Teile der vergangenen Lebenswirklichkeit erkennbar sind. Zeitgenössische Schriftdenkmäler unterliegen hingegen einer anderen thematischen Auswahl: hier waren es die lokalen Machthaber, die sich und ihre Dynastien und deren Taten zur eigenen Verherrlichung in Stein meißeln ließen. Die dritte Gruppe der Quellen, die Jahrhunderte nach den geschilderten Ereignissen verfasst wurden, sind durch den Blickwinkel ihrer Autoren und die mit der Niederschrift verfolgten Absichten geformt. Hier unterscheiden sich die Texte von spanischen Klerikern und die von indianischen Dorfschreibern ganz fundamental. Außerdem spielen der jeweils unterschiedliche Zugang der Autoren zu den Informationen und die unvermeidlichen Verzerrungen, denen diese bereits vorher unterworfen waren, eine entscheidende Rolle.

### Archäologische Quellen
Nach den Typen gefundener Keramik weist Chichén Itzá eine Besiedlungsgeschichte von annähernd zweitausend Jahren auf. Bauten sind allerdings erst für die spätklassische Zeit um 750 n. Chr. nachzuweisen, was der kulturellen Entwicklung im Puuc-Stil weiter südwestlich entspricht. Dem folgen im Endklassikum unterschiedliche Bauformen, die bis in die 1970er Jahre mit einem toltekischen Einfluss oder gar einer Anwesenheit von Auswanderern oder Eroberern aus Tula in Verbindung gebracht wurden. In dieser Zeit entstanden vor allem die Bauten auf der Großen Terrasse mit dem Ballspielplatz, dem Castillo, dem Kriegertempel und dem Tausendsäulen-Komplex bis zum so genannten Mercado, aber auch in anderen Teilen der inzwischen enorm angewachsenen Stadt. Heute geht man von einer weitgehenden Gleichzeitigkeit der „toltekischen“ und einem modifizierten Puuc-Stil zugehörigen Monumentalbauten aus. Wie die teils frappierenden stilistischen Ähnlichkeiten zwischen Tula und Chichén Itzá historisch zu erklären sind, ist bisher nicht gelöst.
Chichén Itzá herrschte direkt, wie die Inschriftentexte in nahe gelegenen Orten zeigen, über ein kleineres Gebiet. Es wird angenommen, dass Isla Cerritos als der Hafen für die Handelsaktivitäten diente, die sich in Materialien aus dem nord- und zentralmexikanischen Hochland, aus Guatemala, aus Costa Rica und dem westlichen Panamá erkennen lassen. Im Postklassikum wurde die Stadt langsam entvölkert und nur noch von Pilgern besucht, die Opfergaben darbrachten, wie dies auch bei vielen anderen Orten nachgewiesen ist.

### Hieroglypheninschriften mit Daten
Die folgende Übersicht der Daten in Hieroglypheninschriften von Chichén Itzá und den nahegelegenen Orten Halakal und Yula beruht auf einer Liste von Nikolai Grube und wurde aktualisiert. Sie zeigt, dass Hieroglypheninschriften (von zwei Ausnahmen abgesehen) nur für den sehr kurzen Zeitraum von rund 60 Jahren vorhanden sind.
| Lange Zählung  | tun | k’atun … ajaw | Kalenderrunde     | Greg. Kal. | Monument                                     |
| -------------- | --- | ------------- | ----------------- | ---------- | -------------------------------------------- |
| [10.0.2.7.13]  |     |               | 9 Ben 1 Sak       | 4.8.832    | Templo de las Jambas Jeroglíficas            |
| [10.1.15.3.6]  |     |               | 11 Kimi 14 Pax    | 17.11.864  | So genannter Ballcourt Stone (Lesung unklar) |
| [10.1.17.5.13] |     |               | 11 Ben 11 Kumk’u  | 9.7.867    | Hacienda, sog. Türbalken des Wassertrogs     |
| [10.2.0.11.8]  |     |               | 10 Lamat 6 Sek    | 2.4.870    | Halakal Türbalken                            |
| [10.2.0.1.9]   |     |               | 6 Muluk 12 Mak    | 5.9.869    | Casa Colorada, HG Band                       |
| [10.2.0.15.3]  | 1   | 1             | 7 Ak’b’al 1 Ch’en | 6.6.870    | Casa Colorada, HG Band                       |
| [10.2.1.0.0]   | 1   | 1             |                   | 870        | Akab Dzib Türbalken                          |
| [10.2.4.2.1]   |     |               | 2 Imix 4 Mak      | 874        | Yula Türbalken 2                             |
| [10.2.4.8.4]   |     |               | 8 K’an 2 Pop      | 7.1.874    | Yula Türbalken 1                             |
| [10.2.4.8.12]  |     |               | 3 Eb 10 Pop       | 12.1.874   | Yula Türbalken 2                             |
| 10.2.9.1.9     |     |               | 9 Muluk 7 Sak     | 30.7.878   | So genannter Türbalken der Initialserie      |
| [10.2.10.0.0]  | 10  | 1             |                   | 879        | Templo de los Tres Dinteles, Türbalken 1     |
| [10.2.10.0.0]  | 10  | 1             |                   | 879        | Templo de los Tres Dinteles, Türbalken 2     |
| [10.2.10.0.0]  | 10  | 1             |                   | 879        | Templo de los Tres Dinteles, Türbalken 3     |
| [10.2.10.11.7] |     |               | 8 Manik 15 Wo     | 8.2.880    | Monjas Türbalken 1                           |
| [10.2.10.11.7] |     |               | 8 Manik 15 Wo     | 8.2.880    | Monjas Türbalken 2                           |
| [10.2.10.11.7] |     |               | 8 Manik 15 Wo     | 8.2.880    | Monjas Türbalken 3                           |
| [10.2.10.11.7] |     |               | 8 Manik 15 Wo     | 8.2.880    | Monjas Türbalken 4                           |
| [10.2.10.11.7] |     |               | 8 Manik 15 Wo     | 8.2.880    | Monjas Türbalken 5                           |
| [10.2.10.11.7] |     |               | 8 Manik 15 Wo     | 8.2.880    | Monjas Türbalken 6                           |
| [10.2.10.11.7] |     |               | 8 Manik 15 Wo     | 8.2.880    | Monjas Türbalken 7                           |
| [10.2.11.0.0]  | 11  | 1             |                   | 880        | Akab Dzib                                    |
| [10.2.12.1.8]  |     |               | 9 Lamat 11 Yax    | 13.7.881   | Templo de los Cuatro Dinteles, Türbalken 1   |
| [10.2.12.2.4]  |     |               | 12 K’an 7 Sak     | 29.7.881   | Templo de los Cuatro Dinteles, Türbalken 2   |
| [10.2.12.1.8]  |     |               | 9 Lamat 11 Yax    | 13.7.881   | Templo de los Cuatro Dinteles, Türbalken 3   |
| [10.2.12.1.8]  |     |               | 9 Lamat 11 Yax    | 13.7.881   | Templo de los Cuatro Dinteles, Türbalken 4   |
| [10.2.13.13.1] |     |               | 4 Imix 14 Sip     | 26.2.883   | Monjas, Östlicher Anbau, Gewölbedeckstein    |
| [10.2.17.0.0]  | 17  | 1             |                   | 886        | Caracol Stele 1                              |
| [10.3.1.0.0]   | 1   | 12            |                   | 890        | Stele 2                                      |
| [10.8.10.6.4]  |     |               | 10 K’an 2 Sotz’   | 998        | Osario, Pfeiler                              |
| [10.8.10.11.0] |     |               | 2 Ajaw 18 Mol     | 998        | Osario, Pfeiler                              |

Alle Daten der Langen Zählung in eckigen Klammern sind berechnet. Die Schreibweise der Daten auf den Monumenten ist entweder ausschließlich als Kalenderrunde oder ausschließlich oder zusätzlich in der Schreibweise „tun [Zahl] im k’atun der mit dem Tag [Zahl] ajaw endet“. Der k’atun 1 ajaw wird in der Langen Zählung als 10.2.0.0.0 ausgedrückt.

### Kolonialzeitliche und spätere Texte

#### Chilam-Balam-Bücher
Von den unter der Sammelbezeichnung Chilam-Balam-Bücher bekannten Dorfbüchern aus Yucatán aus dem 17. und 18. Jahrhundert enthalten drei (die nach den Auffindungsorten Tizimín und Chumayel benannten, sowie der Codex Pérez) chronikartige Auflistungen von Jahren in der Form von k’atun [Zahl] ajaw. Unter diesen Jahresangaben sind stichwortartige, vielfach wenig klare Aussagen zu Ereignissen. Da sich die 13 möglichen Benennungen der knapp 20 Jahre dauernden k’atun nach rund 256,27 Jahren wiederholen, sind damit keine eindeutigen Zeitaussagen innerhalb eines größeren Zeitraumes möglich. Zur Festlegung von europäischen Jahreszahlen müssen daher auch andere Gesichtspunkte herangezogen werden, die mit dem Fortgang der Forschung wechseln. Die Widersprüche zwischen der zeitlichen Einordnung in den verschiedenen Abschnitten der Chilam-Balam-Texte führen zu weiteren Interpretationsproblemen. Die Chilam-Balam-Bücher enthalten auch noch Prophezeiungen, in denen Geschehnisse wieder mit k’atun-Daten verknüpft werden. Diese Geschehnisse sind teilweise Reflexionen historischer Ereignisse und können eventuell zu deren Erhellung herangezogen werden.

#### Spanische Schriften des 16. Jahrhunderts
Die wichtigste Quelle ist der (nur in einer späteren, vermutlich stark bearbeiteten Kopie erhaltene) Bericht des Franziskaners und späteren Bischofs Diego de Landa. Daneben geben Informationen die 50 Relaciones [geográficas] de Yucatán, Berichte aus den Jahren von 1577 bis 1581, die anhand eines offiziellen Fragebogens über alle Aspekte des Landes von lokalen Verwaltungsbeamten unter Heranziehung indigener Informanten verfasst wurden. Für Teile von Yucatán gehen viele der Berichte auf Informationen des Maya-Chronisten Gaspar Antonio Chi zurück und sind deshalb nicht als voneinander unabhängig zu werten. Werke anderer, meist spanischer Autoren enthalten nur einzelne Angaben.

## Geschichtsrekonstruktion
Die rekonstruierte Geschichte unterscheidet sich je nach herangezogener Quelle fundamental. Während die Hieroglyphentexte die Selbstdarstellung eines kleinen Ausschnittes einer Herrscherdynastie bieten, bestehen die kolonialzeitlichen und späteren Schrifttexte aus weitgehend unverbundenen, knappen Einzelmeldungen, die sich nur zu fragwürdigen Darstellungen verbinden lassen. Insgesamt ist der Großteil der Geschichte von Chichén Itzá weiterhin (und vermutlich auf Dauer) unbekannt.

### Geschichte nach Hieroglypheninschriften

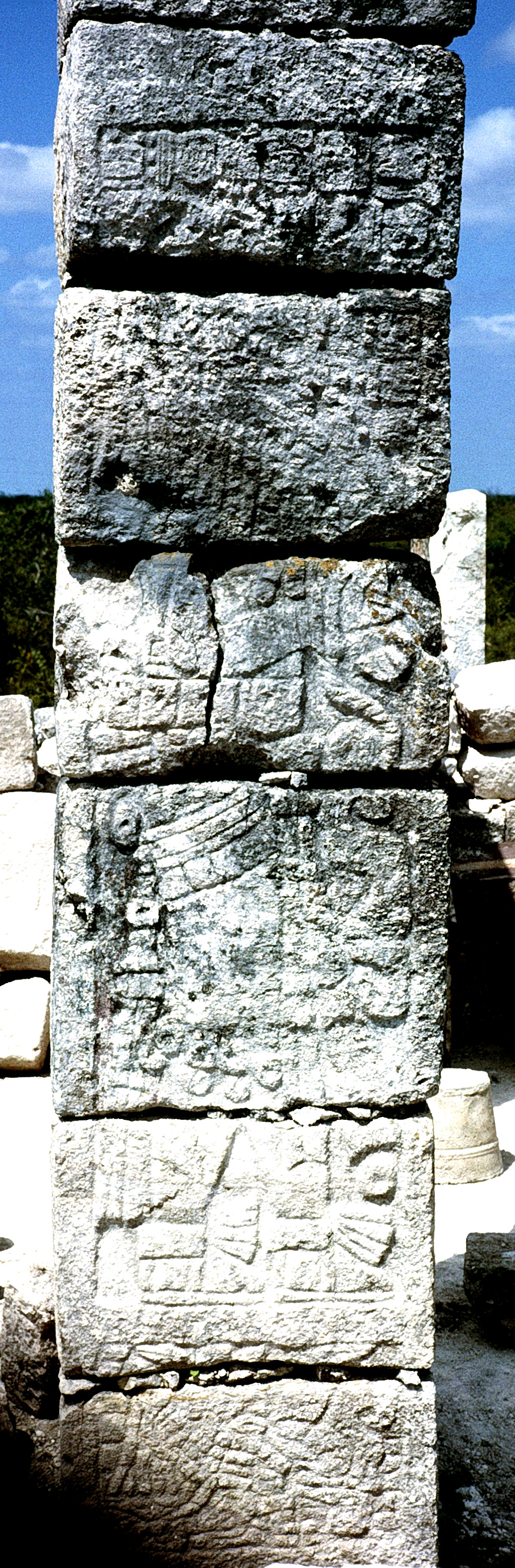
Späteste Inschrift am Kopf des Pfeilers des Tempelraumes im Osario

Die Inschriften umfassen nur einen relativ kurzen Zeitraum in der Geschichte von Chichén Itzá, im Wesentlichen einer Herrscherfamilie, insbesondere ihrer wichtigen Exponenten.
Nach den Inschriften hatte anfangs Ek Balam, das deutlich nach dem weit im Süden gelegenen Kerngebiet der Klassischen Mayakultur orientiert war, die Vorherrschaft im nördlichen Yucatán inne. Auch Chichén Itzá scheint anfangs Ek Balam untergeordnet gewesen zu sein. Die Serie der Inschriften in Chichén Itzá, die mit Maya-Daten verlässlich datiert sind, beginnt mit einem langen horizontalen Band im vorderen Raum des Roten Hauses (Casa Colorada). In dieser Inschrift setzen sich ihre Verfasser deutlich von den Inschriften von Ek Balam ab, indem sie eine lokale Sprachform benutzen, die später als Yukatekisches Maya in Erscheinung tritt.
In der Inschrift wird für das Jahr 869 zunächst von einer Zeremonie berichtet, die K’ak’upakal K’awiil („Feuer ist der Schild des K'awiil“) vorgenommen hat, die herausragende Persönlichkeit in den Inschriften von Chichén Itzá. Ein knappes Jahr später fanden Feuerzeremonien statt, in denen K’ak’upakal und K’inich Jun Pik To’ok’, Herrscher von Ek Balam, beteiligt waren, sowie ein offenbar ranggleiches Mitglied der aus der Kolonialzeit bekannten Kokom-Familie. K’ak’upakal wird zum letzten Mal in einer Inschrift von 890 erwähnt. Der Name seines Bruders, der zweiten wichtigen Persönlichkeit von Chichén Itzá, wird vorläufig als K’inil Kopol gelesen. Er trägt wie sein Bruder einen sonst nicht vorkommenden Herrschertitel, wird aber nur in Inschriften zwischen 878 und 881 genannt. Ihre Mutter war Frau K’ayam, während der Vater mit einem nicht befriedigend gelesenen Namen noch undeutlich bleibt, was einer Betonung der mütterlichen Deszendenz in Chichén Itzá entsprechen dürfte.
K’ak’upakal und K’inich Jun Pik To’ok’ treten auch auf einem Monument im nahe gelegenen Halakal, vermutlich zusammen mit einem noch nicht identifizierten lokalen Herrscher auf. Auch im benachbarten Yula erscheint K’ak’upakal, zusammen mit dem örtlichen Herrscher To’k’ Yaas Ajaw K’uhul Um und anderen Personen im Zusammenhang mit Feuerzeremonien. In dem heute als Akab Dzib bekannten Gebäude von Chichén Itzá bezeichnet sich Yahawal Cho’ K’ak’, ein Angehöriger der Familie der Kokom, als dessen Besitzer. Aber auch weitere Inschriften aus nicht identifizierten Bauten bringen diese in Beziehung zu den Kokom.
Die in den Inschriften an Gebäuden mitgeteilten Daten lassen drei Bauperioden erkennen. Die älteste, die noch vor dem Aufstieg des K’ak’upakal liegt, umfasst die Bauten Akab Dzib und Casa Colorada, der nächsten gehört die Errichtung des Komplexes der Monjas an. Zur letzten gehören die Bauten des Grupo de la Fecha und die Tempel der drei und der vier Türstürze, alle im Auftrag von K’inil Kopol errichtet. Damit endet auch die dichte Folge von datierten Inschriften. Für die spätere Zeit, in der die als toltekisch bezeichneten Bauten entstanden, fehlen Inschriften, die Auskunft über genaue Entstehungszeit und beteiligte Personen geben könnten. Man kann daraus folgern, dass die Fähigkeit, Inschriften zu verfassen, entweder nicht mehr vorhanden war oder nicht mehr geschätzt wurde.
Zahlreiche Namen, die in der früheren Forschung als Mitglieder eines relativ egalitären Herrschaftssystems unter der Maya-Bezeichnung multepal angesehen wurden, sind nun als Namen von Göttern erkannt, wodurch die vermutete eigentümliche politische Struktur nicht mehr anzunehmen ist. Das anfängliche Missverständnis rührt daher, dass Götter und Herrscher, möglicherweise erst nach ihrem Tod, in demselben Kontext, vor allem als Eigentümer von Gebäuden, auftreten.

### Hypothetische Geschichte nach Schriftquellen
Sylvanus Griswold Morley entwickelte ein an einer wörtlichen Übernahme der Aussagen (bestimmter) Chilam-Balam-Texte orientiertes Zeitschema. Die Zeitangaben liegen wegen der verwendeten Kalenderkorrelation teilweise rund 256 Jahre zu spät.
| 948  | Die Itzá verlassen Chakán Putum und ziehen ins nördliche Yucatán                                                              |
| 987  | Wiederbesiedlung von Chichén Itza durch die Itzá, Vorherrschaft von Chichén Itza im nördlichen Yucatán                        |
| 1224 | Eroberung von Chichén Itza durch Hunac Ceel, die Itzá werden vertrieben, Vorherrschaft der Cocom von Ich Paa aus über Yucatán |
| 1441 | Ah Xupan Xiu führt den Aufstand an, infolge dessen Ich Paa zerstört wurde, fast alle Angehörigen der Cocom werden getötet     |

In den 1950er Jahren hat insbesondere Alfred M. Tozzer versucht, die Aussagen der Quellen vor dem Hintergrund der damals verfügbaren archäologischen Ergebnisse zuverlässiger zu interpretieren. Diese Rekonstruktion wird zwar heute kritisch gesehen, findet sich aber in vielen allgemeinen Darstellungen.

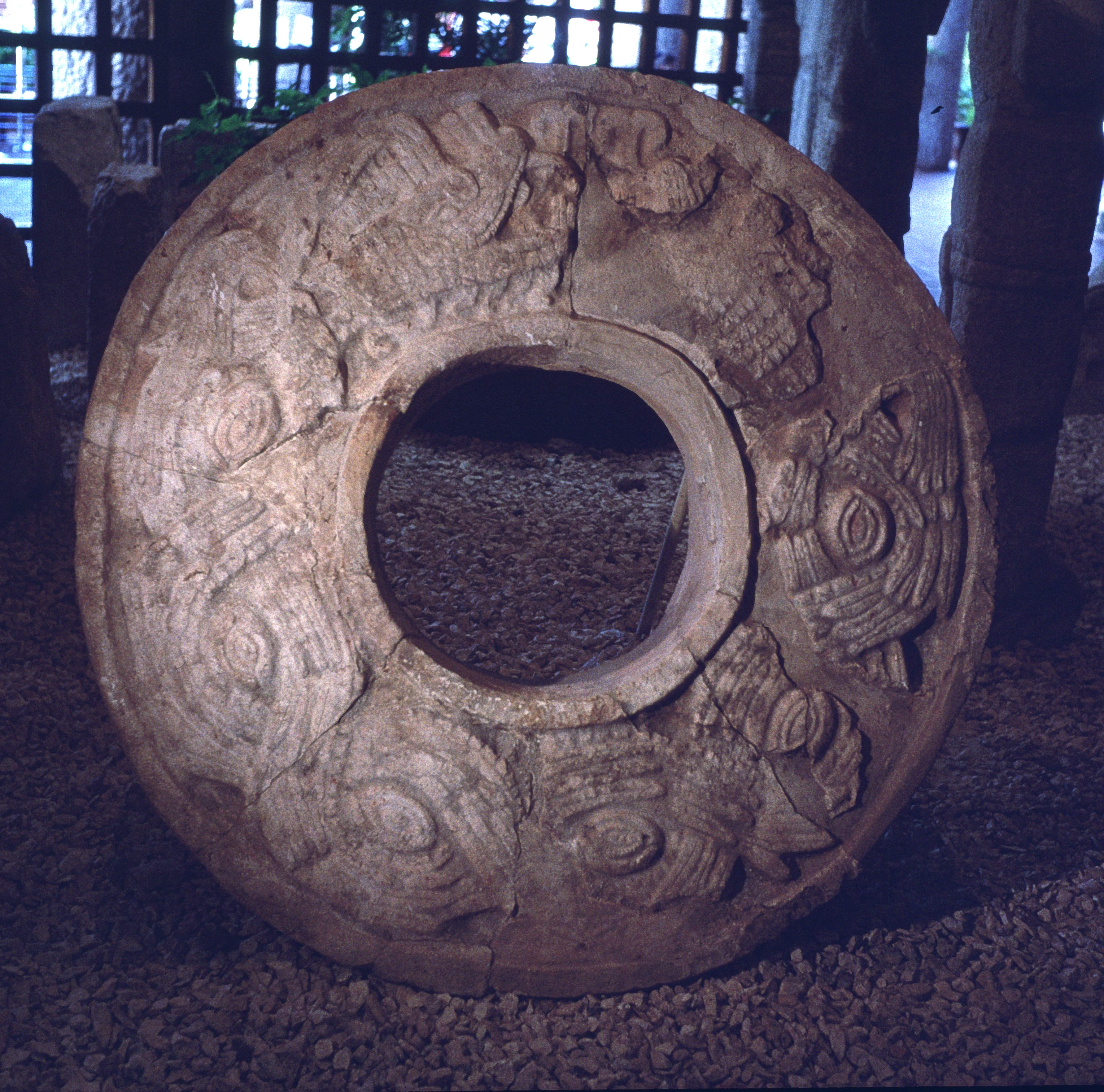
Ballspielring

Die Besiedlung (die Chilam-Balam-Texte sprechen von der „Entdeckung“) wird auf 692 (Chilam Balam von Tizimin), 711 oder 731 (zwei Abschnitte im Chilam Balam von Chumayel) angesetzt, nach dem Codex Pérez auf den Zeitraum zwischen 475 und 514, wobei Tozzer keine dieser Daten als historisch ansieht. Die kolonialzeitlichen Quellen sprechen ferner von einem Großen Herunterkommen (aus dem Osten) und einem Kleinen Herunterkommen (aus dem Westen), wobei sich die Größe auf die Zahl der Menschen bezieht. Für das Große Herunterkommen gibt es (im Chumayel) sogar eine lange Liste von Orten, die mit dem Hafen Polé an der Ostküste beginnt.
Mehrere Texte beziehen sich auf ein undurchsichtiges Geschehen rund um eine Person namens Hunac Ceel, das vielleicht auf 1194 zu datieren ist. Nach dem Codex Pérez wurde das Oberhaupt von Chichén Itzá, Chac Xib Chac vertrieben wegen der Hinterhältigkeit des Huac Ceel, Herrscher von Mayapán (Ich Paa). Er wurde durch mehrere Personen mit Náhuatl-artigen Namen vertrieben. Diese Vertreibung stand in Zusammenhang mit einem Bankett, das Ulil, der Herr von Izamal gegeben hatte. Die Fremden wurden später Cupul genannt, und sie wurden von Francisco de Montejo bei der spanischen Eroberung in Chichén Itza angetroffen. Die Geschichte ist im Tizimin-Text etwas anders geschildert: Auf dem Hochzeitsfest von Ah Ulil von Izamal war auch Chac Xib Chac geladen, ebenso Hunac Ceel. Seine Hinterhältigkeit bestand darin, dass er dem Chac Xib Chac einen Liebeszauber zu riechen gab, worauf der die Braut des Ah Ulil begehrte. Es kam zum Krieg und Chac Xib Chac wurde aus Chichén Itzá vertrieben.
Irgendwann, so Landa, zwischen 1224 und 1444 kam ein Kukulcán mit den Itzá in Chichén Itzá an, und gründete etwas später Mayapán.
Hunac Ceel wurde später in den Heiligen Cenote von Chichén Itzá geworfen, aber er überlebte und kam zurück mit den Prophezeiungen und wurde Oberhäuptling. Herrscher war Ah Mex Cuc. Im Jahre 1461 kam das Ende von Chichén Itzá, seine Bewohner zogen zum Teil in die weit im Süden liegende Inselstadt Tayasal im Petén-See, wo sie sich ihre Unabhängigkeit bis zum 13. März 1697 bewahren konnten.
Eine spätere Anschauung sieht in den Itzá eine Einwanderergruppe, die aus einem stärker mexikanisch beeinflussten Gebiet gekommen war. Sie erreichten Yucatán in dem oben erwähnten Kleinen Herunterkommen aus dem Westen. Von ihnen wird unter anderem gesagt, dass sie die Maya-Sprache nur gebrochen beherrschten. Als ihr Anführer erscheint Kukulcán (den die ältere Forschung mit dem in Náhuatl namensgleichen Topiltzin Quetzalcoatl aus Tula) in Verbindung brachte, welcher sein Land in Richtung des Golfs von Mexiko verlassen haben soll. Dies wird in das Jahr 987 gesetzt. Die historische Analyse der historischen Angaben kann jedoch nicht klären, welche Rolle (wenn überhaupt) toltekische Einwanderer, Krieger oder religiöse Anführer in Chichén Itzá gespielt haben.

## Gliederung und Infrastruktur

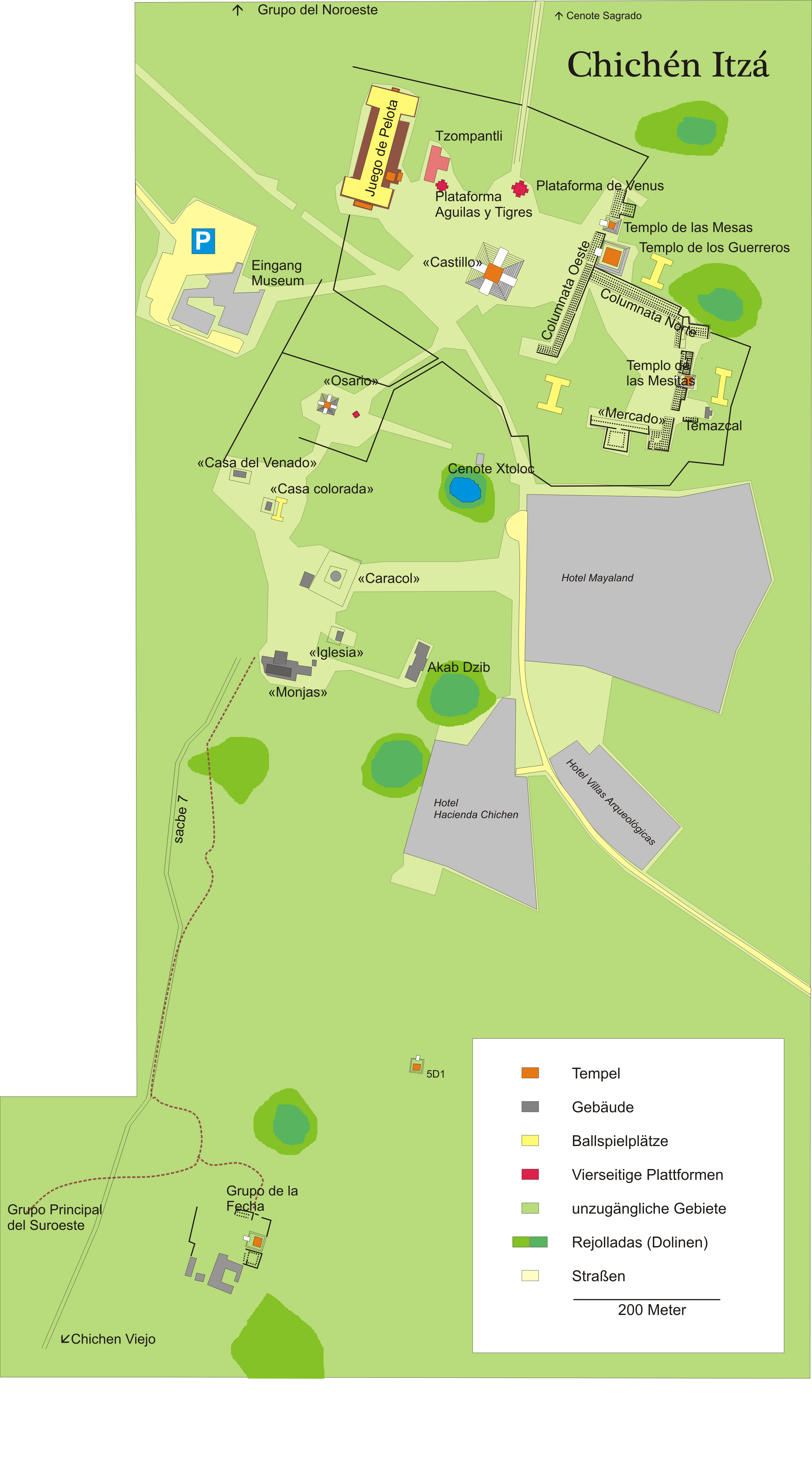
Übersichtsplan des zentralen Teils von Chichén Itzá

Das Gebiet von Chichén Itzá umfasst nach der offiziellen archäologischen Delimitierung rund 15 Quadratkilometer und reicht bis in die Randgebiete der Kleinstadt Pisté im Westen. Die Dichte der Bebauung in diesem Gebiet ist ungleichmäßig: Bereiche mit relativ eng beieinander stehenden Bauten aus Steinmauerwerk verschiedener Konstruktionstechniken befanden sich auf mehr oder weniger erhöht über dem umgebenden Gelände liegenden Plattformen, die teilweise von niedrigen Mauern umgeben waren. Diese sind immer von Zonen umgeben, die so gut wie unbebaut sind. Sie werden für den Anbau zur Versorgung der Bevölkerung genutzt worden sein, was im Einzelnen jedoch nicht nachweisbar ist.
Die ebenen und mit einer Stuckoberfläche versehenen Plattformen waren die primären Verkehrsflächen innerhalb der einzelnen Gruppe. Für die Verbindung zwischen den bebauten Zonen untereinander und dem Zentrum sind in Chichén Itza mehr als 70 Sacbéob, gemauerte Straßen, nachgewiesen worden.
Besonders wichtig waren die zahlreichen trichterförmigen Einsturzdolinen (lokal als „rejolladas“ bezeichnet), die nicht bis zum Grundwasserniveau reichten. In ihnen konnten wegen der geschützten Lage und der speziellen Temperaturverhältnisse Pflanzen (beispielsweise Kakao) angebaut werden, die auf dem mehr oder weniger ebenen Gelände nicht gedeihen würden, wie dies auch heute noch geschieht.
Die Wasserversorgung beruhte vor allem auf den zwei wasserführenden Dolinen (dem „Heiligen Cenote“, der aber vielleicht nicht für die profane Wasserversorgung genutzt wurde, und dem nahe dem Zentrum gelegenen Xtoloc) sowie auf wenigen Zisternen (chultun). In einer Einsturzdoline nahe der Gruppe Chichen Viejo wurde archäologisch ein breiter gemauerter Brunnen aus alter Zeit aufgedeckt, der die Wasserversorgung der Umgebung sichergestellt haben dürfte.

## Architektur von Chichén Itzá
Trotz der Ansätze zur Rekonstruktion einer Geschichte ist Chichén Itzá im Wesentlichen wegen seiner Architektur berühmt. Die verschiedenen Gebäudetypen und Stilformen sind weiterhin eine der wichtigsten Informationsquellen über die Geschichte des Ortes. Hierbei fallen verschiedene Typen von Bauten ins Auge, die nach ihrem Grundriss zu unterscheiden sind. Hinzu kommen für den jeweiligen Bautyp charakteristische Konstruktionsdetails und Formen und Techniken des Fassadendekors. Die von den Forschern der Carnegie Institution nach diesen Gesichtspunkten eingeführte Unterscheidung der Bauten in drei einander abfolgende Phasen, nämlich Maya, toltekisch und maya-toltekisch, wird heute so nicht mehr aufrechterhalten. Die Funktion vieler Bauten ist nur teilweise geklärt.
Als Beispiele für Gebäudetypen werden hier nur gut erhaltene und meist auch restaurierte Bauten genannt (zahlreiche weitere sind im dichten Wald verborgen und nicht freigelegt):
- Pyramidenbauten mit Treppen an einer oder vier Seiten, an der Spitze Tempelgebäude teilweise mit hallenartigem Innenraum. Beispiele: Castillo, Osario. Die Funktion war hauptsächlich religiös.
- Tempel mit hallenartigem Innenraum auf mehrstufiger hoher Plattform. Beispiele: Kriegertempel (Templo de los Guerreros), die beiden Tempel des großen und des kleinen Opfertisches, Templo de la Fecha.
- Ballspielplätze. Beispiele: Großer Ballspielplatz, Ballspielplatz östlich der Casa Colorada, Ballspielplätze im Tausend-Säulen-Komplex. Die symbolische Funktion des Ballspiels ist umstritten.
- Säulenhallen. Beispiel: Zahlreiche Säulenhallen im Tausend-Säulen-Komplex. Funktion: Sie dienten nach Ausweis der Reliefdarstellungen der Versammlung großer Zahlen von gleichrangigen Personen, insbesondere der Krieger.
- Hofgalerien mit Hof mit Säulenumgang und Portikus. Beispiel: Mercado, weitere u. a. im Grupo de la Fecha. Funktion ungewiss.
- Bauten mit Reihen von Innenräumen, entsprechend der Puuc-Tradition. Die Räume sind in ein oder zwei parallelen Reihen angeordnet, Querräume an den Enden sind häufig. Beispiel: Casa Colorada, Casa del Venado, Akab Dzib, Las Monjas, Tempel der drei Türstürze. Funktion: Administrationszentrum oder offizielle Residenz einer Adelslinie.
- Bauten mit zahlreichen Innenräumen mit komplexem Grundriss und eingeschlossenen Höfen. Beispiel: Casa de los Caracoles in der Grupo de la Fecha, Bauten unmittelbar östlich der Monjas. Funktion: Offizielle Residenz einer Adelslinie.
- Niedrige quadratische Plattformen mit vier Treppen. Beispiel: Plattform der Adler und Jaguare und Venusplattform, Plattform vor dem Osario. Eine rituelle Funktion ist zu vermuten.
- Große Plattformen mit umgebender niedriger Mauer und Tordurchgängen. Beispiel: Große Plattform, Grupo de la Fecha. Die Funktion der Ummauerung ist nicht militärisch, sondern dient zur Abgrenzung von Zonen, die nicht oder nur begrenzt öffentlich zugänglich waren.
- Sacbés (gemauerte Straßen), die die unterschiedlichen Gebäudegruppen verbinden, ungefähr 70 sind bisher lokalisiert. Funktion: Da Fahrzeuge nicht bekannt waren und wegen zwischengeschalteter Treppen auch nicht einsetzbar gewesen wären, dienten die Straßen für Prozessionen und drückten symbolisch Beziehungen zwischen den verbundenen Zonen aus.

Die Namen einiger Bauten stammen aus der Kolonialzeit, die meisten sind jedoch jüngeren Ursprungs und beschreiben ein kennzeichnendes architektonisches Merkmal. Hier werden nur dann deutsche Namen gegeben, wenn diese etabliert sind. Die meisten Bauten haben jedoch keinen derartigen Namen, viele werden nur mit dem Quadranten (nach der Karte der Carnegie-Institution) und in diesen mit einer Ordnungsnummer bezeichnet.

### Die Große Plattform
Für Touristen ist nur ein kleiner Teil von Chichén Itzá begehbar, in dem die meisten Gebäude ausgegraben und teilweise rekonstruiert wurden. Dieser Teil liegt auf einer großen terrassierten Fläche und ist von einer Mauer umgeben, die an einzelnen Stellen wieder aufgerichtet wurde (so am Beginn des Weges zum Heiligen Cenote). Die verschiedenen Teile von Chichén Itzá waren durch gemauerte Wege, Sacbé, verbunden.

#### El Castillo

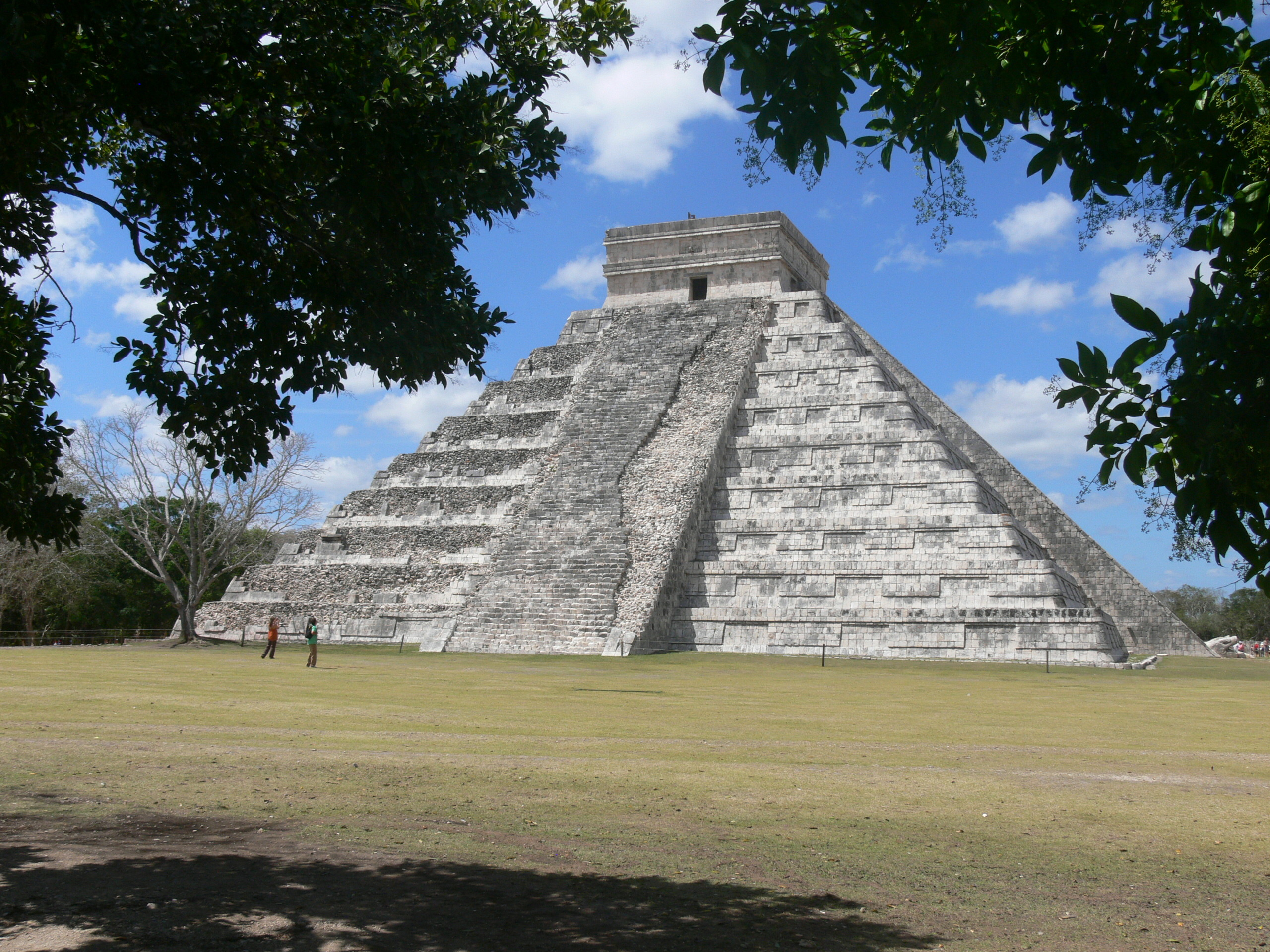
Castillo

Im Zentrum der Tempelanlagen von Chichén Itzá befindet sich die als Castillo (spanisch für „die Burg, das Schloss“) bezeichnete große Stufenpyramide. Das dreißig Meter hohe Bauwerk hat als Zugang vier Treppen auf allen Seiten. Es wird spekuliert, dass in den Treppenstufen die Länge des Jahres der Maya codiert sei: Wenn alle vier Seitentreppen 91 Treppenstufen hatten (die heute existierenden sind das Ergebnis von Rekonstruktionen, deswegen ist diese Zahl nicht gesichert; außerdem ist das Gelände nicht völlig eben, weshalb die Treppen eigentlich ungleich lang gewesen sein müssten), dies mit vier multipliziert (Anzahl der Treppen bei vier Seiten der Pyramide) und die Stufe vor dem Tempel – eigentlich der Gebäudesockel – hinzu gezählt wird, ergäbe das die Zahl der Tage im Jahr der Maya.
Die Seitenflächen der Pyramide zu beiden Seiten der Treppen sind 9fach gestuft. Die (annähernd) vertikalen Seitenflächen der Stufen sind oben durch ein horizontales Band angeschlossen, der größere Teil besteht aus einem Muster von vier wie herabhängend ausgearbeiteten rechteckigen Flächen über einer etwas zurückliegendem glatten Außenfläche der Stufen. Die rechteckigen Flächen werden nach oben hin von Stufe zu Stufe aus Platzgründen kleiner, bei den beiden letzten Stufen ist auch ihre Zahl verringert. Die Ecken der Stufen sind leicht abgerundet.

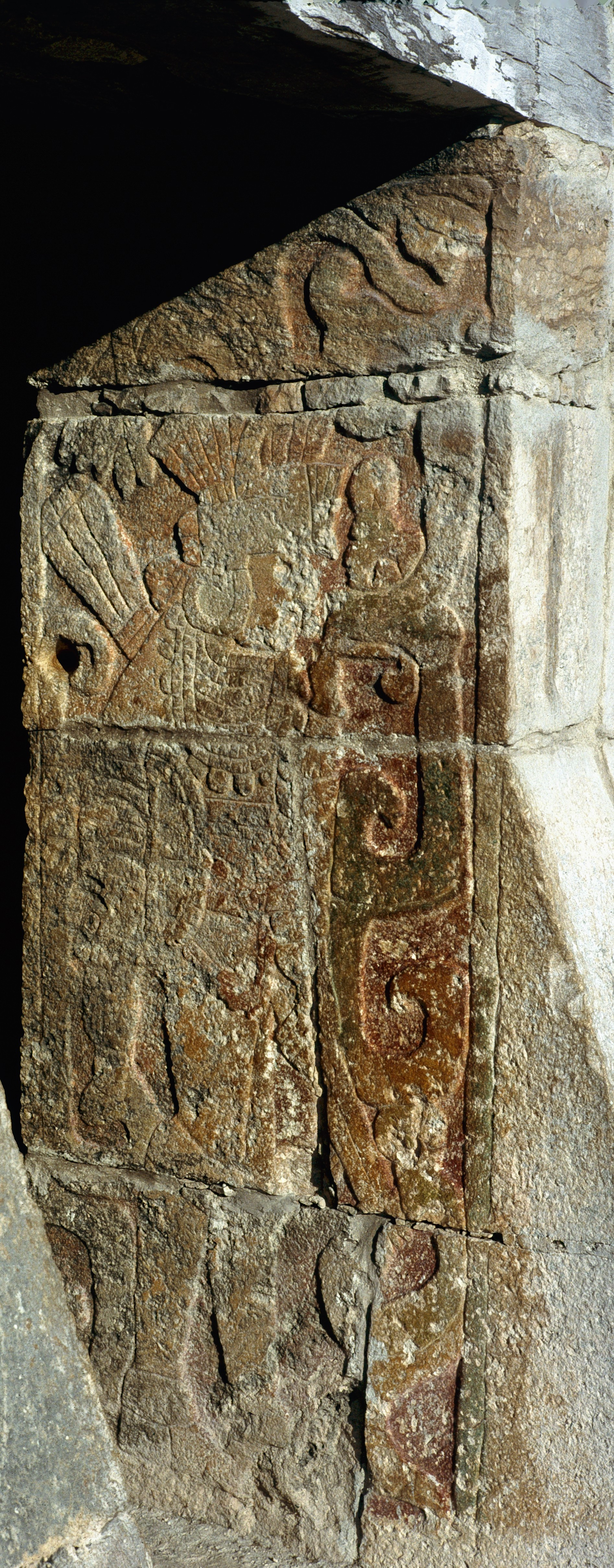
Relief eines Kriegers am Tempeleingang des Castillo

Der Castillo trägt auf seiner Spitze den Tempel des Kukulcán, der Schlangengottheit der Maya, deren Namen sich mit dem toltekischen Quetzalcoatl inhaltlich deckt. Der sechs Meter hohe Tempel auf der Pyramide verfügt über einen von zwei Schlangensäulen getragenen Haupteingang nach Norden. Dieser führt in einen schmalen, die ganze Breite des quadratischen Tempels einnehmenden Raum, von dem aus man in den zentralen Raum gelangt, dessen Dach von zwei Pfeilern getragen wird. Um diesen zentralen Raum verläuft auf drei Seiten ein gangartiger Raum, zu dem Eingänge von den restlichen drei Seiten führen. Die Türlaibungen zeigen in Flachrelief toltekische Krieger.
Im Innern der Pyramide verbirgt sich eine weitere, kleinere (Seitenlänge ungefähr die Hälfte der späteren) Pyramide, die ebenfalls neun Stufen aufweist. Sie besitzt allerdings nur eine Treppe auf der Nordseite, die durch einen kurzen von Archäologen gegrabenen Tunnel von der Seite der späteren Treppe aus zugänglich ist (für Besucher gesperrt). Der frühere Tempel ist einfacher gestaltet als der spätere. Er hat nur zwei gleich große, hintereinander liegende Räume, von denen der hintere durch den vorderen zu betreten ist. Dort fanden die Entdecker einen Jaguar aus Stein, der in rot bemalter Form und Augen aus Jade als Sitz gestaltet war und vielleicht einst als Thron gedient haben könnte. Die obere Fassade dieses Tempels wurde teilweise freigelegt und zeigt dominierend Jaguare in Prozession.
Das Castillo ist der unbestrittene Publikumsmagnet in Chichén Itzá. Es besitzt diesen Rang allerdings nicht nur aufgrund seiner beeindruckenden Bauweise und Größe, sondern auch aus einem weiteren Grund: Zweimal im Jahr, zur Tagundnachtgleiche und einige Zeit davor und danach, versinkt bei Sonnenuntergang eine Seite der Pyramide fast vollständig im Schatten. Dann wird nur noch die Treppe von der Sonne angestrahlt und auf sie projizieren sich die Stufen der Pyramide. Dieses aus Licht bestehende Band vereint sich schließlich für kurze Zeit mit einem Schlangenkopf am Fuß der Pyramide und stellt so eine gefiederte Schlange dar. Es sei nicht nachweisbar, dass dieser beeindruckende Effekt von den Maya gleich interpretiert wurde und noch weniger, dass er beim Bau der Pyramide beabsichtigt war, ist ein Teil der Meinungen. Andere Quellen sprechen davon, dass der Effekt errechnet wurde.
Entsprechendes gilt für ein Echo, mit dem die Fremdenführer Touristen zu beeindrucken pflegen: Steht man vor einer Seite der Pyramide, wird der Schall viele hundert Meter weit zurückgeworfen und verstärkt. Ein Händeklatschen hört sich dabei an wie ein Pistolenschuss. Das Echo entsteht zwangsläufig bei einer hinreichend großen glatten Reflexionsfläche.

#### Templo de los Guerreros – der Kriegertempel

Kriegertempel und Halle der 1000 Säulen

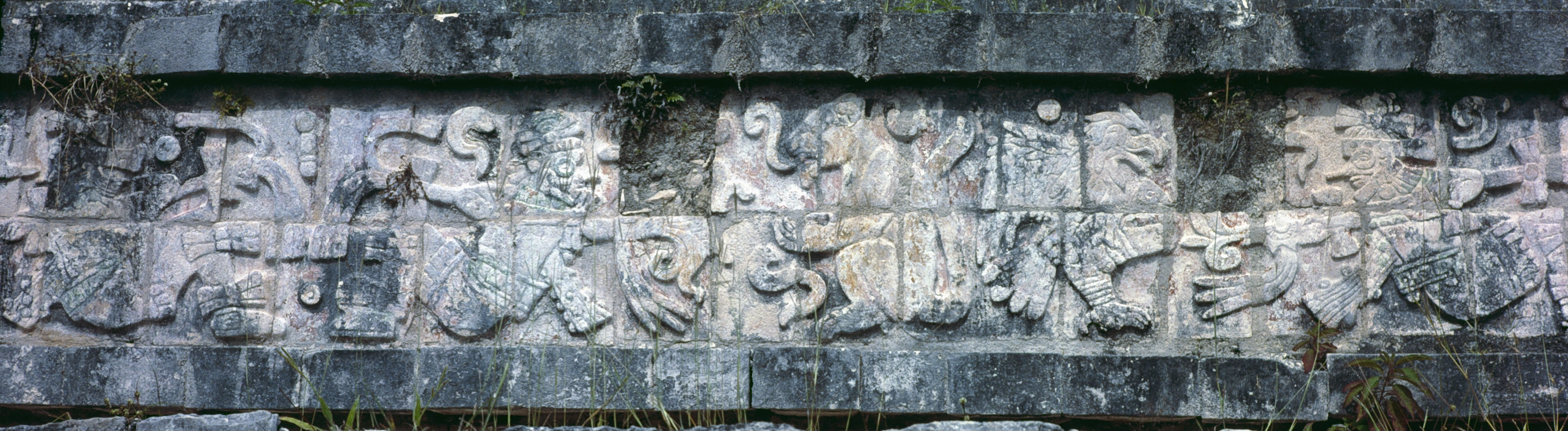
Fries (Krieger und Jaguare) an der Südseite der Plattform

Der wegen seiner Reliefs (die sich gleich auch an anderen Stellen von Chichén Itzá finden) so genannte Kriegertempel ist eine die große Plattform auf ihrer Ostseite beherrschende Konstruktion. Das Gebäude besteht aus einem Pyramidensockel mit vier Stufen und einer großen oberen Fläche, die ungefähr zur Hälfte von dem eigentlichen Tempelgebäude eingenommen wird. Dieses ist ganz an die hintere Kante gerückt, so dass davor ein größerer freier Raum entsteht.

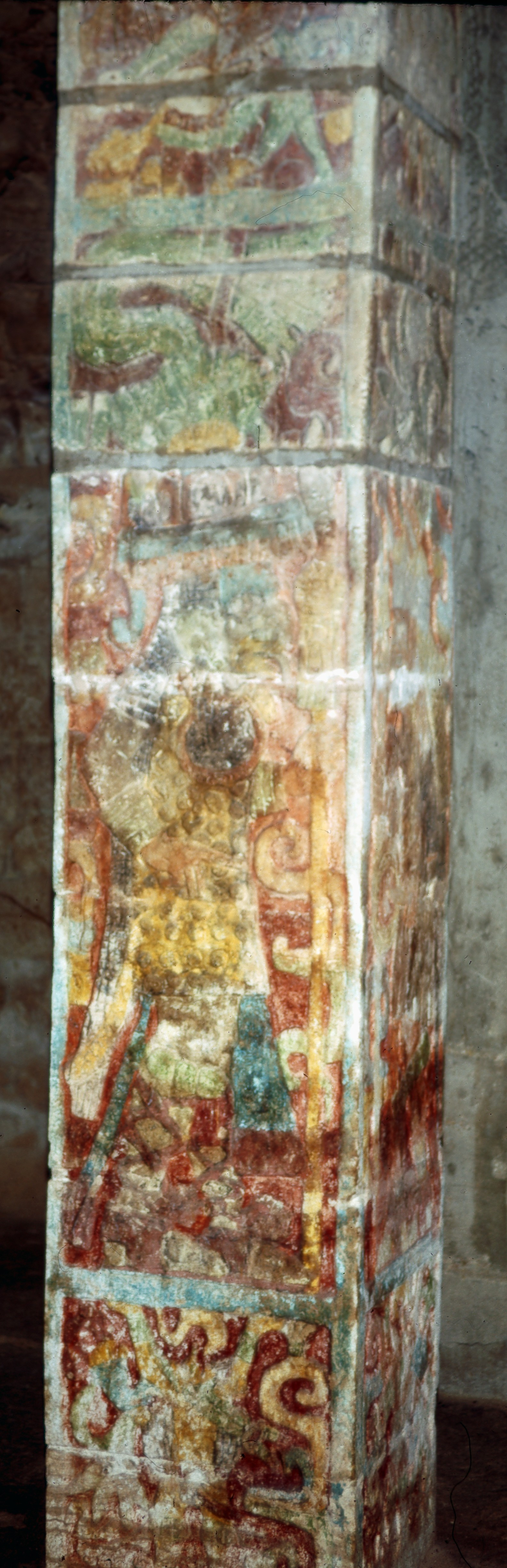
Bemalter Pfeiler aus der ersten Bauphase

Die oberste Plattform des Tempels erreicht man über eine Treppe, die ursprünglich aus der der Tempelpyramide vorgelagerten Säulenhalle erreicht wurde. Zwei etwas erhöht stehende Pfeiler und Maueransätze auf den Seiten zeigen, dass das Dach der Säulenhalle an der Treppe etwas höher hinaufreichte. Die Treppe ist für Besucher gesperrt. Die Außenwände des pyramidenartigen Unterbaues sind mit sich kontinuierlich wiederholenden Reliefdarstellungen geschmückt, sie zeigen Adler, Jaguare und zwischen ihnen Krieger in halbliegender Haltung. Ihre Tracht ist typisch toltekisch: Der große waagrechte Nasalpflock, der brillenartige Schmuck vor den Augen, die mit großen Schleifen gebundenen Kniebänder und Sandalen, sowie die Speerschleuder.
Auf der freien Fläche vor dem eigentlichen Tempel steht eine der als Chak Mo’ol bekannten Figuren in der charakteristischen halb liegenden Haltung. Der Name Chak Mo'ol geht auf den New Yorker Hobby-Archäologen Augustus Le Plongeon aus der zweiten Hälfte des 19. Jahrhunderts zurück, der in ihm das Abbild eines von ihm vermuteten Maya-Prinzen sah, er hat nichts mit dem Regengott Chac zu tun.
Das Dach der Hallen und des Tempelinnenraumes trugen aus quadratischen Steinblöcken bestehende Pfeiler. Auf ihnen sind Krieger dargestellt, sowie Adler, welche Menschenherzen fressen. Der Eingang zum Tempelinnenraum wurde von zwei Federschlangenpfeilern getragen. Die vorspringenden Teile des Schwanzes hielten den aus Holz bestehenden monumentalen Türbalken. Diese Schlangenpfeiler finden sich weitgehend identisch auch in Tula und werden deshalb als toltekisch angesehen.
Im Inneren des Tempelraumes trugen mehrere Reihen von quadratischen Pfeilern, die auf allen Seiten Reliefs aufweisen, das Gewölbedach, von dem nichts mehr erhalten ist. An der Rückwand befindet sich ein niedriger Tisch aus Steinplatten, den mehrere zwergenhafte Atlantenfiguren auf ihren Köpfen und Armen halten. Die Außenwand des Tempels weist zumeist an den Ecken Kaskaden der Masken des Regengottes Chac auf. In den Wandflächen sind große Felder mit einem flachen Relief von Federranken gefüllt, in deren Mitte das auch aus Tula bekannte Mischwesen Mensch-Vogel vollplastisch aus der Wand hervorragt.
Auf der Nordseite des pyramidalen Unterbaus befindet sich ein von Archäologen geschaffener Zugang zu der früheren Bauphase des Tempels (manchmal als Tempel des Chak Mo’ol bezeichnet), der in seiner Struktur dem späteren weitgehend entspricht, aber etwas nach Norden verschoben ist. Für die Errichtung des späteren Tempels wurde er mit Steinschutt angefüllt, um das Gewicht des neuen Gebäudes tragen zu können. Die Pfeiler des früheren Tempels, die einst das Dach getragen haben, das beim Bau des späteren Tempels entfernt wurde, sind ähnlich denen des späteren Tempels mit Reliefdarstellungen geschmückt. Er wurde bei den Ausgrabungen in den 1930er Jahren freigelegt. Die farbige Bemalung der Reliefpfeiler ist hier noch vollständig erhalten, weil der Innenraum beim Bau des späteren Tempels ganz mit Schutt angefüllt und deshalb konserviert wurde. Sie zeigt, wie alle Pfeiler ursprünglich ausgesehen haben müssen.
Vor und entlang der Südwand der Tempelpyramide verläuft eine prunkvolle Säulenhalle, die sich weiter nach Osten erstreckt und einen großen Hof von drei Seiten umgibt. Sie wird als Teil der Grupo de las Mil Columnas, „Halle der 1000 Säulen“, angesehen (siehe weiter unten).

Templo de los Guerreros (Kriegertempel)
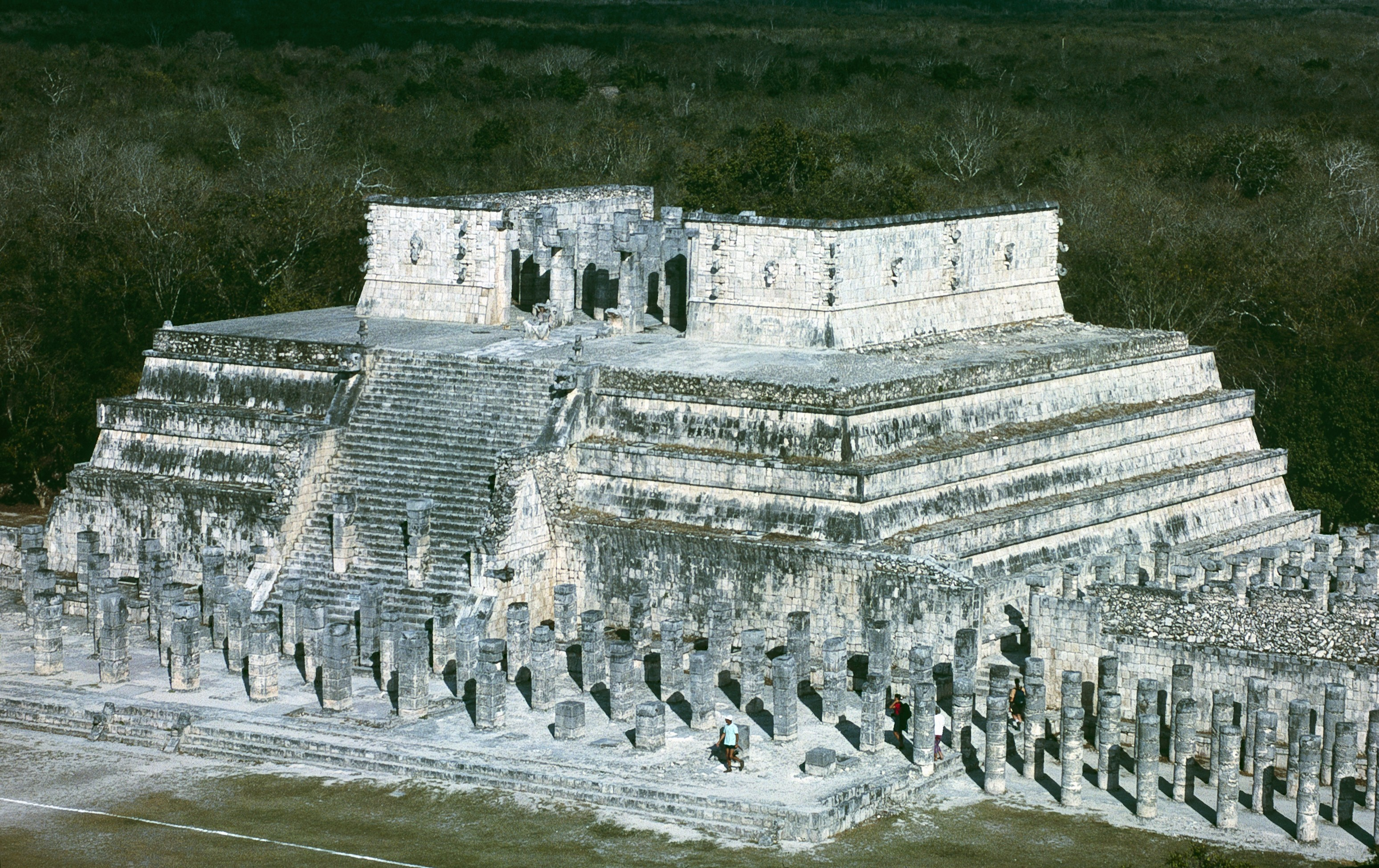
Gesamtansicht des Tempels
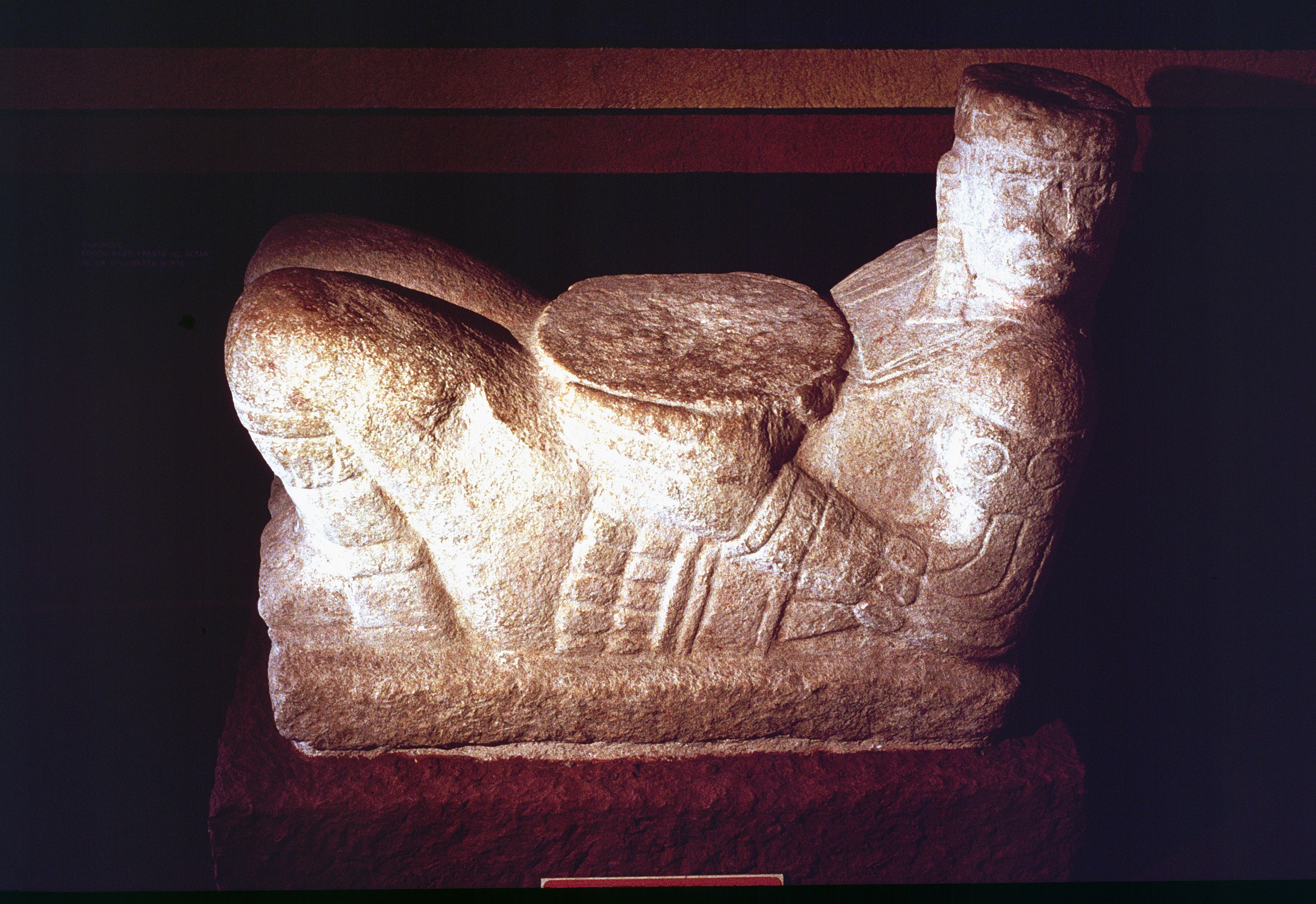
Chak Mo'ol
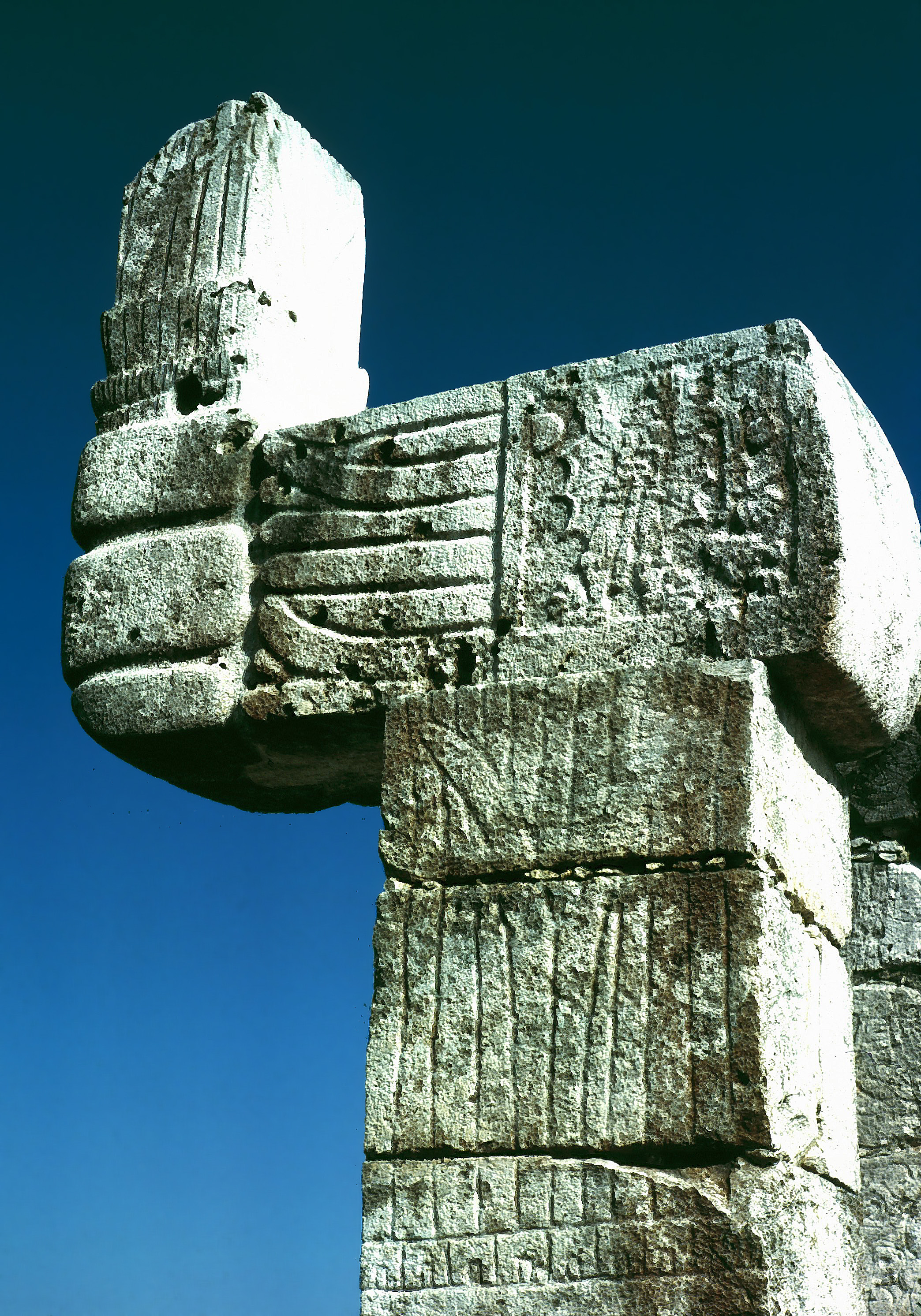
Schlangenpfeiler des Tempelgebäudes
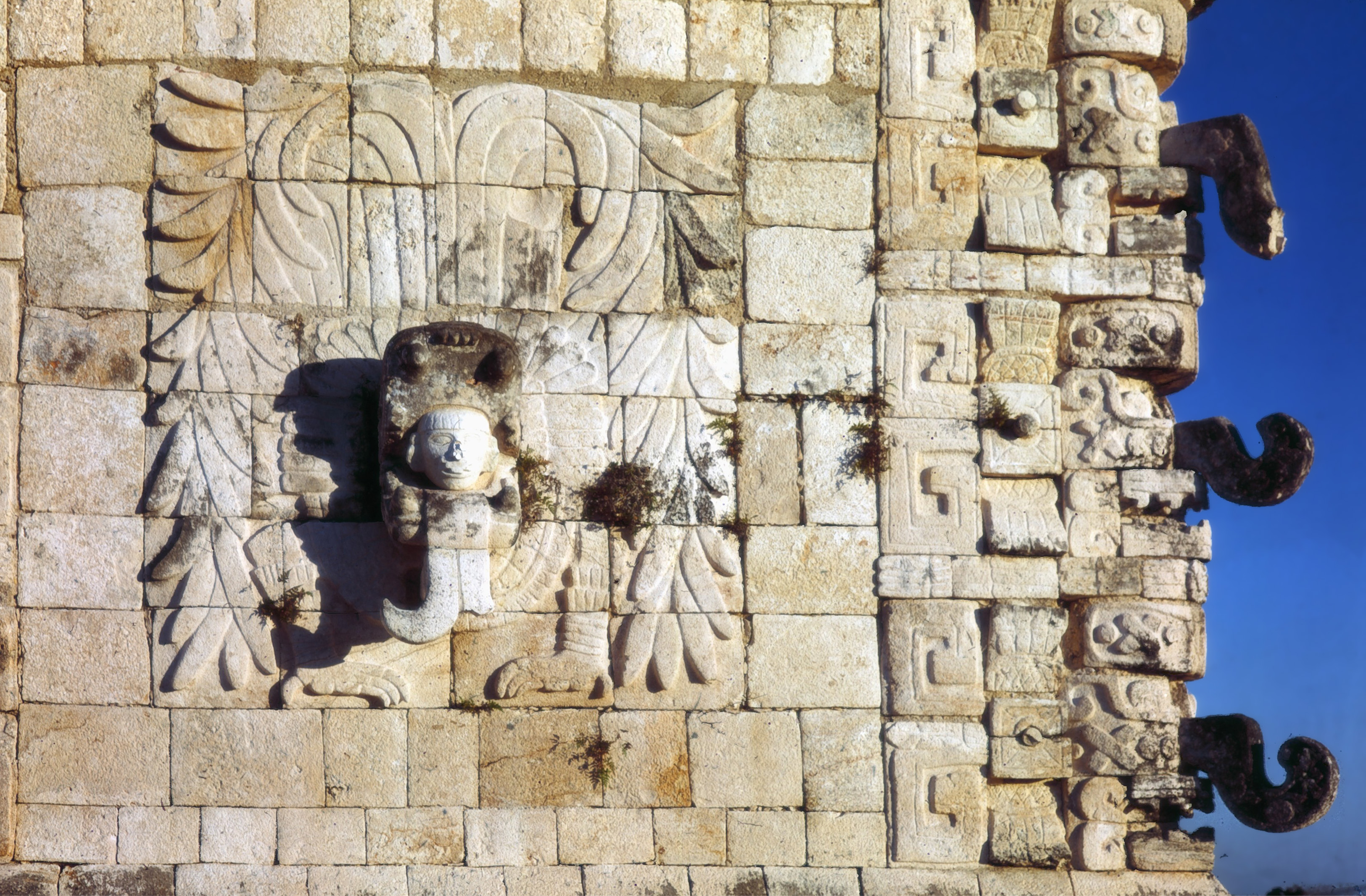
Vogelmensch-Darstellung an der Außenwand

#### Templo de las Mesas – Tempel des großen Opfertisches

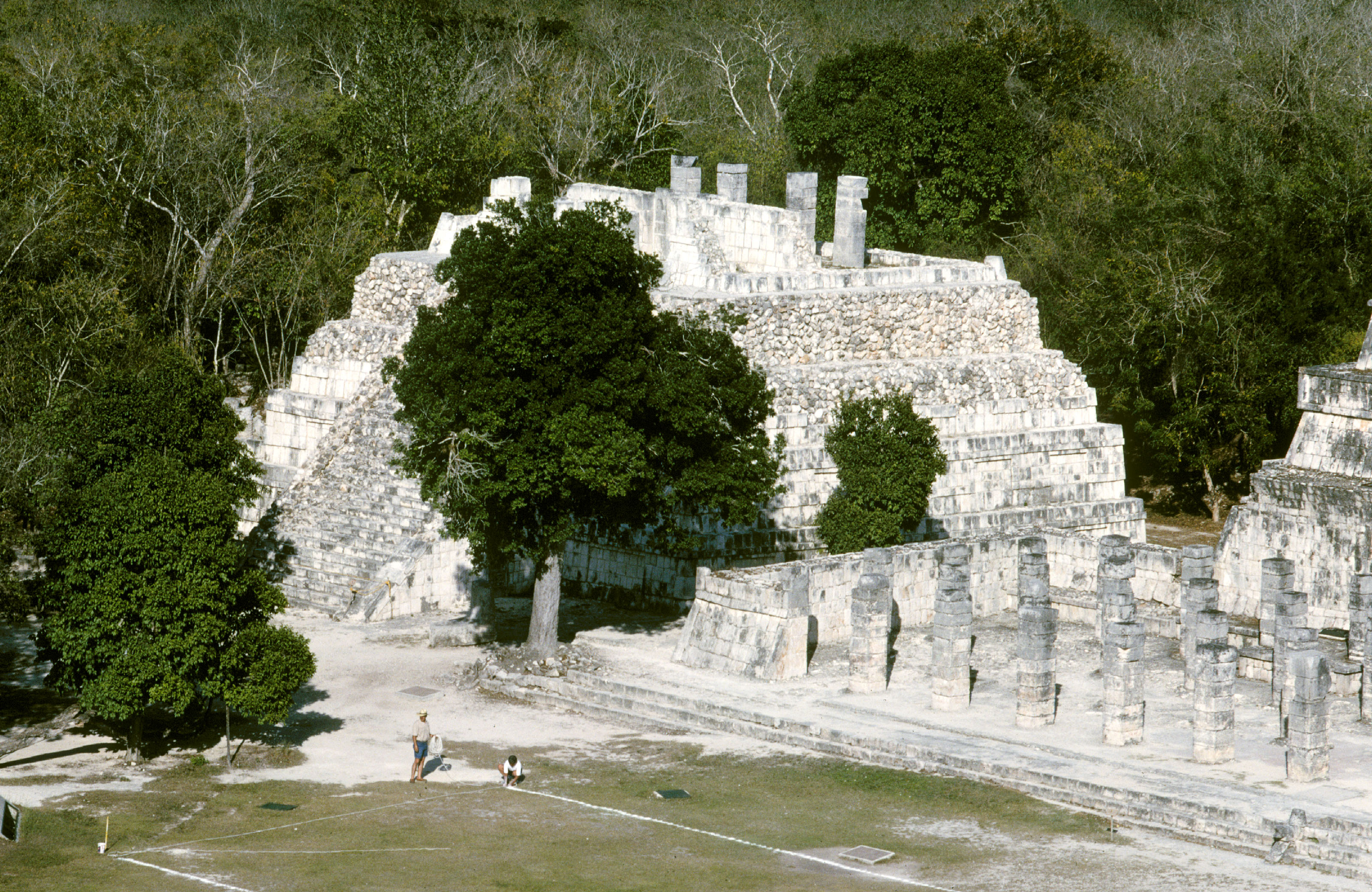
Tempel des großen Opfertisches

Nördlich neben dem Kriegertempel befindet sich ein in den 1990er Jahren ausgegrabener Tempel (erste Grabungsversuche gehen auf Teoberto Maler zurück, der auch den deutschen Namen prägte), der in seiner Gestalt einschließlich seines Tempelgebäudes dem Kriegertempel sehr ähnlich, aber etwas kleiner ist. Auch im Inneren dieses Pyramidensockels wurde ein früheres Tempelgebäude mit gut erhaltenen, farbig bemalten Reliefpfeilern gefunden, das nicht zugänglich ist. Dem Tempel ist keine Kolonnade vorgelagert, sie erstreckt sich in kleineren Dimensionen nördlich an seiner Seite.

#### Juego de pelota – der große Ballspielplatz

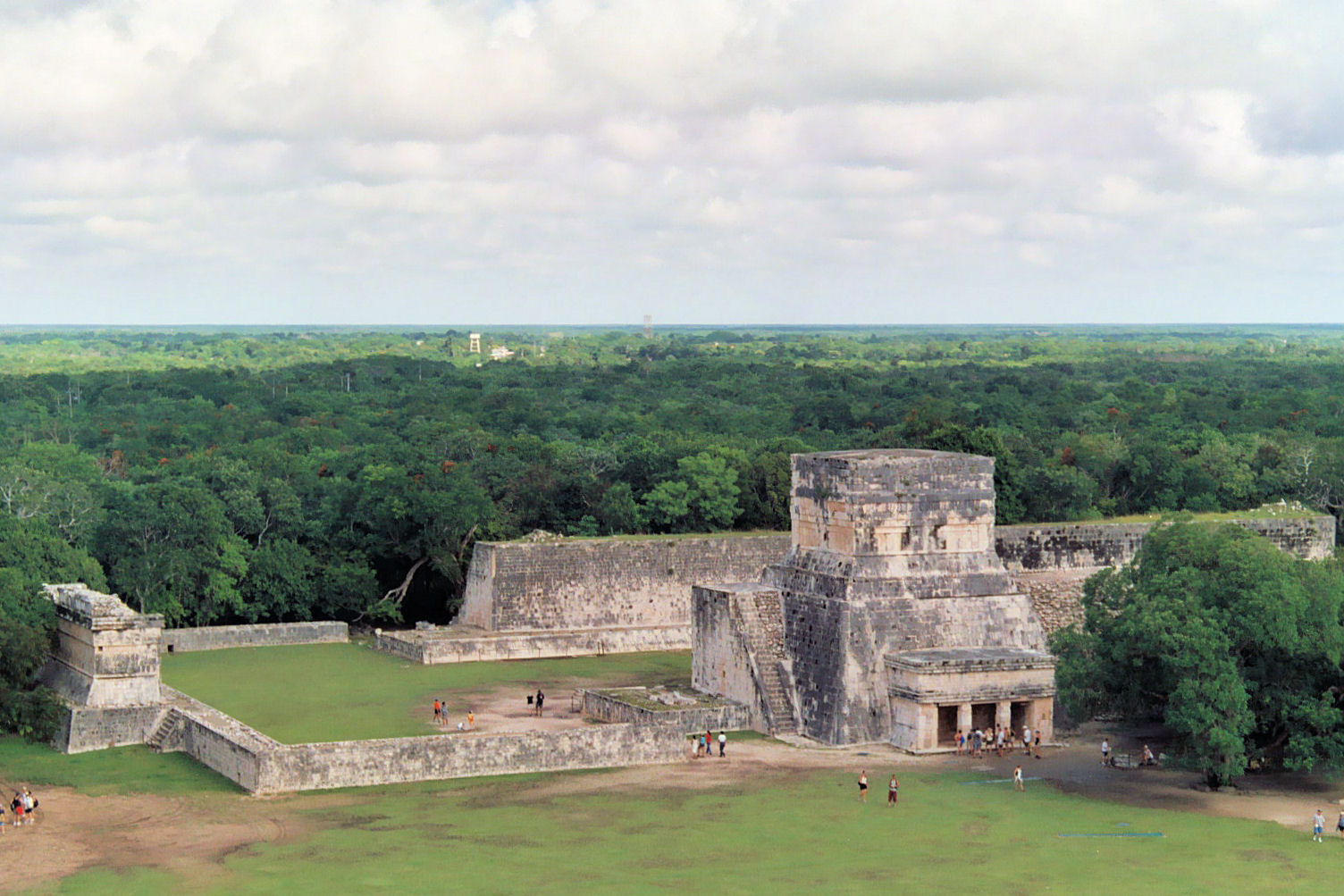
Juego de pelota – der Ballspielplatz

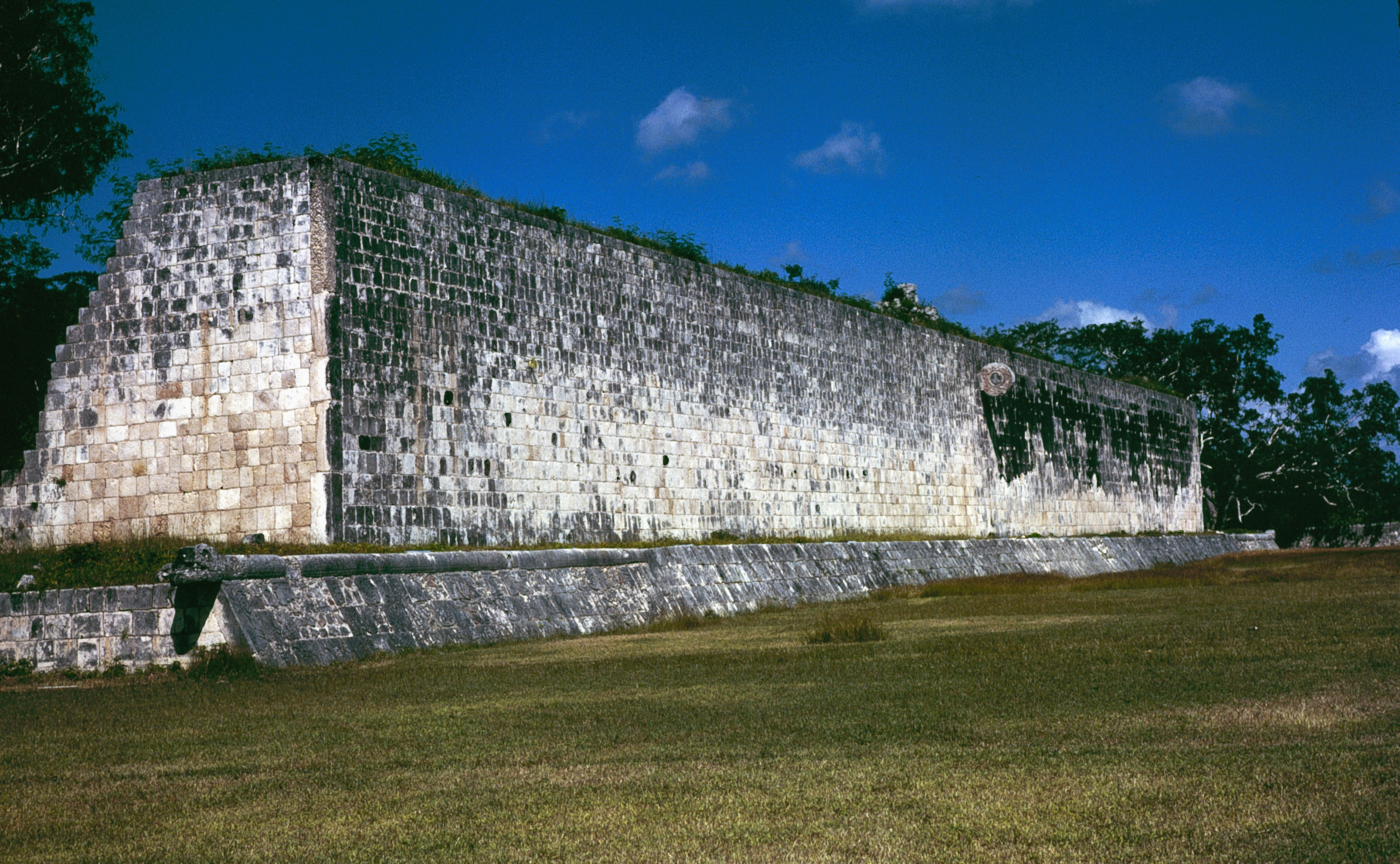
Westwand des Ballspielplatzes mit Zielring

In Chichén Itzá hat man mindestens zwölf Ballspielplätze gefunden. Der Juego de pelota auf der großen Plattform stellt den größten und bedeutendsten von mehr als 520 Ballspielplätzen der Mayakultur dar. Er befindet sich ungefähr einhundert Meter nordwestlich der Pyramide des Kukulcán. Das Spielfeld ist 168 m lang und 38 m breit. Die Form der Spielfläche erinnert an zwei gegeneinandergestellte „T“, sie wird von acht Meter hohen Mauern flankiert, von denen der Ball zurück in das Spielfeld geprallt ist. Die Mauern sind ungewöhnlich dick. Von außen führten über fast die gesamte Länge Treppen auf die Oberfläche der Mauern, sie sind nicht wieder rekonstruiert worden. Wegen des begrenzten Raumes auf den Mauern konnte das Ballspiel nur von einer begrenzten Anzahl von Personen beobachtet werden. Den Mauern war über die gesamte Länge und etwas darüber hinaus ein breiter Sockel vorgelagert, dessen Vorderkante abgeschrägt war. Hier sind an 6 Stellen lange Reliefszenen angebracht.
Der „Große Ballspielplatz“ von Chichén Itzá war (allein schon wegen seiner Ausmaße und der Höhe des Zielringes) kaum wirklich für das Ballspiel nutzbar, sondern eher für zeremonielle Zwecke bestimmt und diente wahrscheinlich der Darstellung politischer und vermutlich auch religiöser Macht.

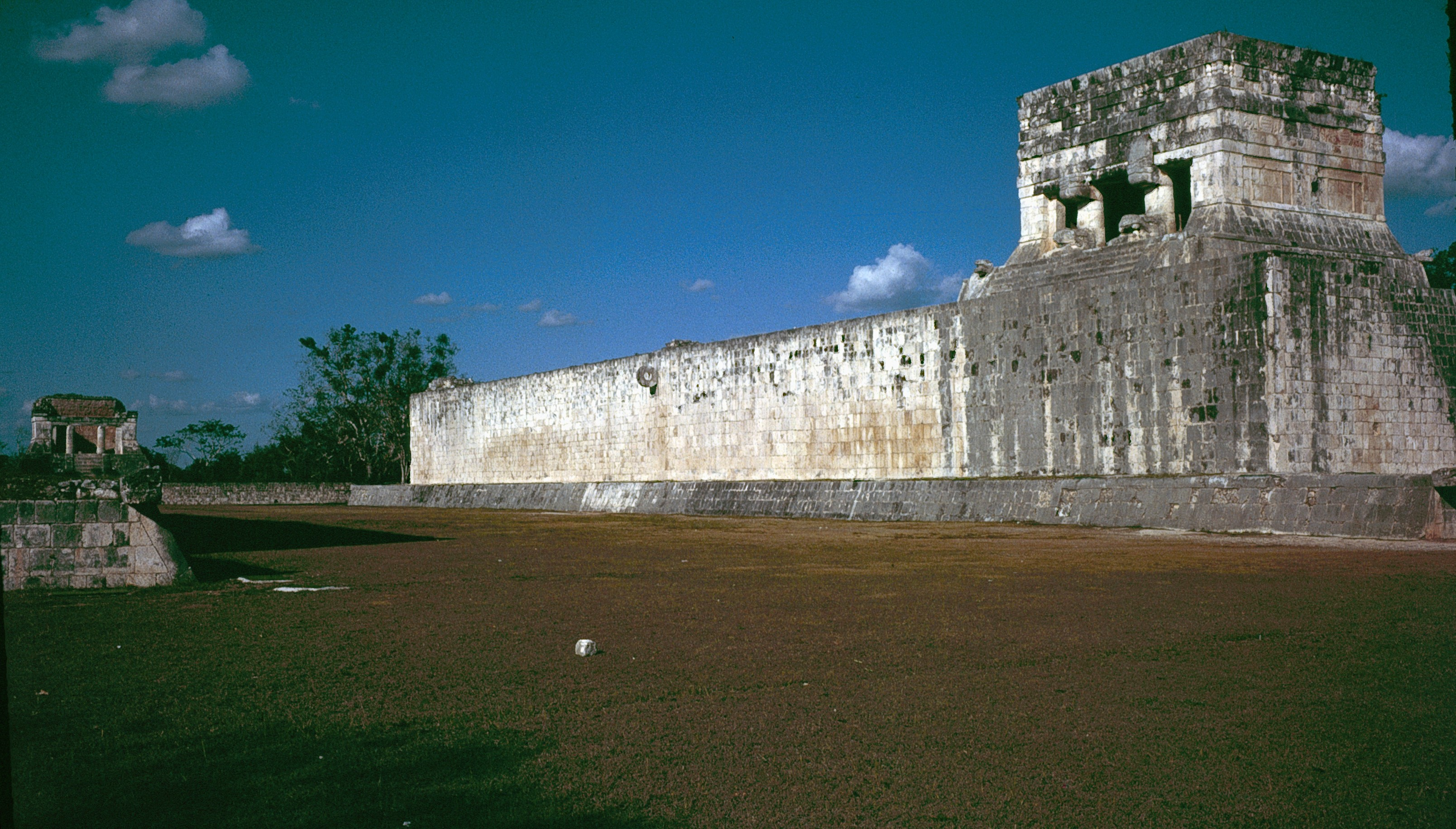
Ostwand des Ballspielplatzes und Tempel der Jaguare

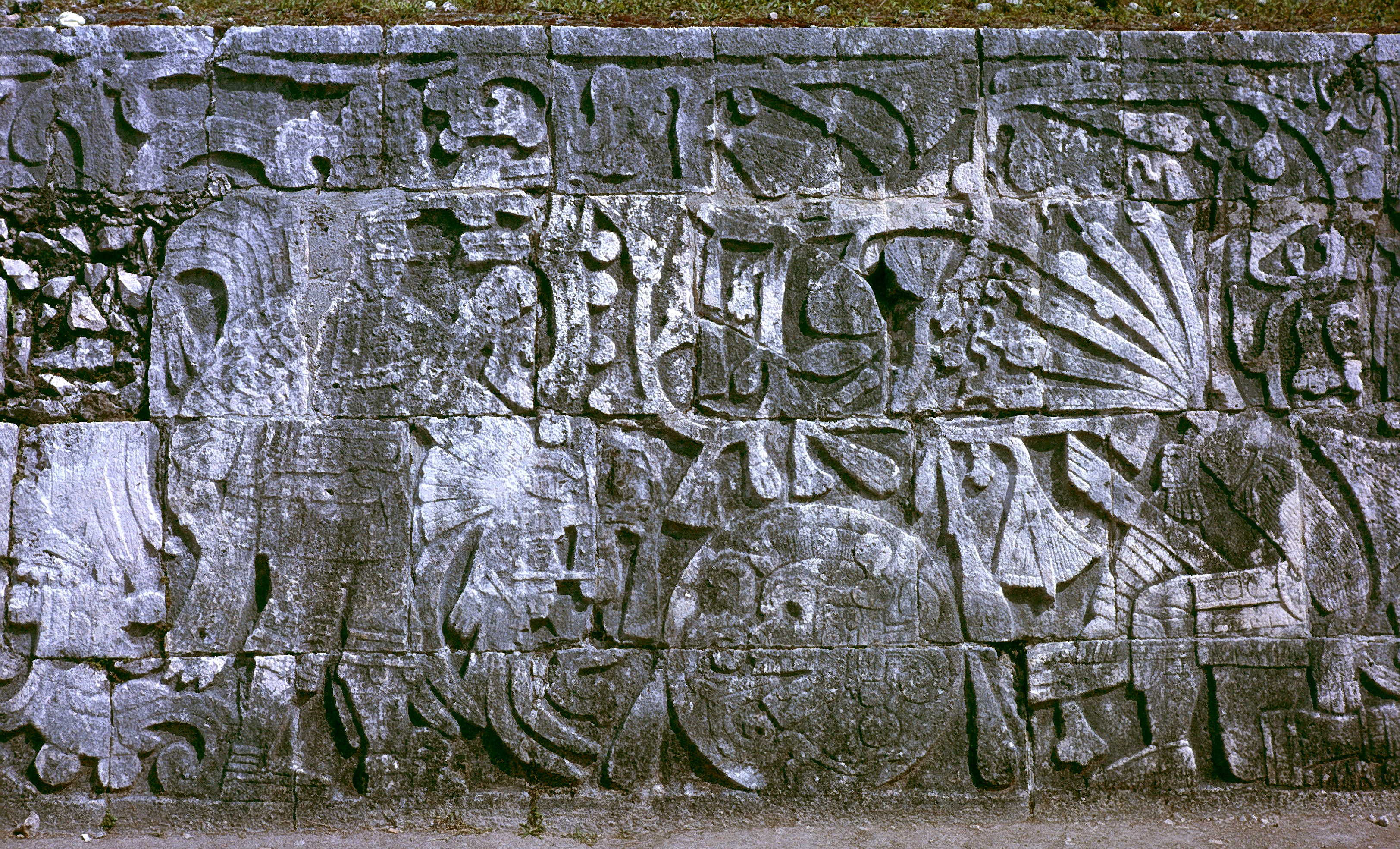
Relief des Ballspielplatzes: Der Anführer der unterlegenen Partei (rechts) wurde geköpft, Blut in Form von Schlangen spritzt aus seinem Nacken, der Sieger (links) hält seinen Kopf

Beim Ballspiel musste der Ball ohne Hilfe der Hände und Beine gespielt werden, erlaubt waren nur Schultern, Brust und Hüfte. Der Ball bestand aus Kautschuk, war massiv und etwa 3 bis 4 kg schwer. Auf Abbildungen kann man die Schutzkleidung erkennen, die von den Spielern getragen wurde. Sie war aus gehärtetem Leder gefertigt, auch hölzerne Verstärkungen wurden angebracht. Außerdem trug ein Teil der Spieler zwei verschiedene Schuhe. Einer davon hatte einen Schutz für den Knöchel, damit sich der Spieler beim Zu-Boden-Werfen (um den auf dem Boden laufenden Ball mit der Hüfte zu erreichen) nicht verletzte. Als Stütze und Schutz für die Hände diente hierbei ein bügeleisenförmiges Objekt aus Holz. Kolonialzeitliche Berichte über die Azteken schildern, dass ein Spiel dennoch selten ohne größere Verletzungen zu Ende ging; insbesondere Blutergüsse waren ausgedehnt und wurden chirurgisch behandelt.
Ziel des Spiels in seiner Version aus dem späten Klassikum und dem Postklassikum war, den Ball durch einen der beiden an den Reflexwänden angebrachten Ringe zu schießen. Da die Öffnungen nicht viel größer als der Ball waren, dürfte dies nur sehr selten gelungen sein. Bei dem „Großen Ballspielplatz“ von Chichén Itzá kam als weitere Erschwernis die Höhe hinzu, in der die Ringe angebracht waren.
Viele der Ballspielplätze in Chichén Itza zeigen Reliefs. Auf denen am „Großen Ballspielplatz“, die sich sechs Mal wiederholen, ist zu erkennen, dass jemand enthauptet wurde. Aus dem Rumpf der Enthaupteten wird das herausschießende Blut in Form von sieben Schlangen dargestellt, die bei den Mayas als Symbol für Fruchtbarkeit galten. Aus dem Blut, das auf den Boden fließt, erwächst der „Baum des Lebens“. Diese Darstellung basiert auf einem Mythos der Mayas, der die Entstehung des Spiels schildert. Die Darstellung lässt nach heutigem Wissensstand keine Rückschlüsse darauf zu, ob Gewinner oder Verlierer den Kopf verloren, oder ob die Darstellungen nicht eher symbolisch zu verstehen sind.
Viele Einzelheiten des Ballspiels sind heute nicht mehr bekannt, manche werden aus Analogien mit den besser bekannten Verhältnissen bei den Azteken gefolgert. Wegen dieses Mangels ranken sich um das Ballspiel besonders viele unsinnige Ideen. So wird von Fremdenführern in Chichén Itzá vorgeführt, dass man – wenn man irgendwo auf dem Platz in die Hände klatscht – ein mehrfaches Echo erhält, was bei großen ebenen Flächen unvermeidlich ist. Es entspringt der Phantasie der Fremdenführer, dass die Ursache für dieses Echo die Errichtung der Seitenwände aus sieben verschiedenen Kalk- und Sandsteinarten sei, denn das Baumaterial ist grundsätzlich einheitlich und Sandstein in Yucatán nirgends vorhanden. Außerdem hat das Material der Flächen keine Auswirkung auf Echoeffekte.

#### Tempel am Ballspielplatz
Die religiöse und symbolische Bedeutung des großen Ballspielplatzes wird durch die in seinen Mauern befindlichen Tempel unterstrichen.

##### Tempel der Jaguare

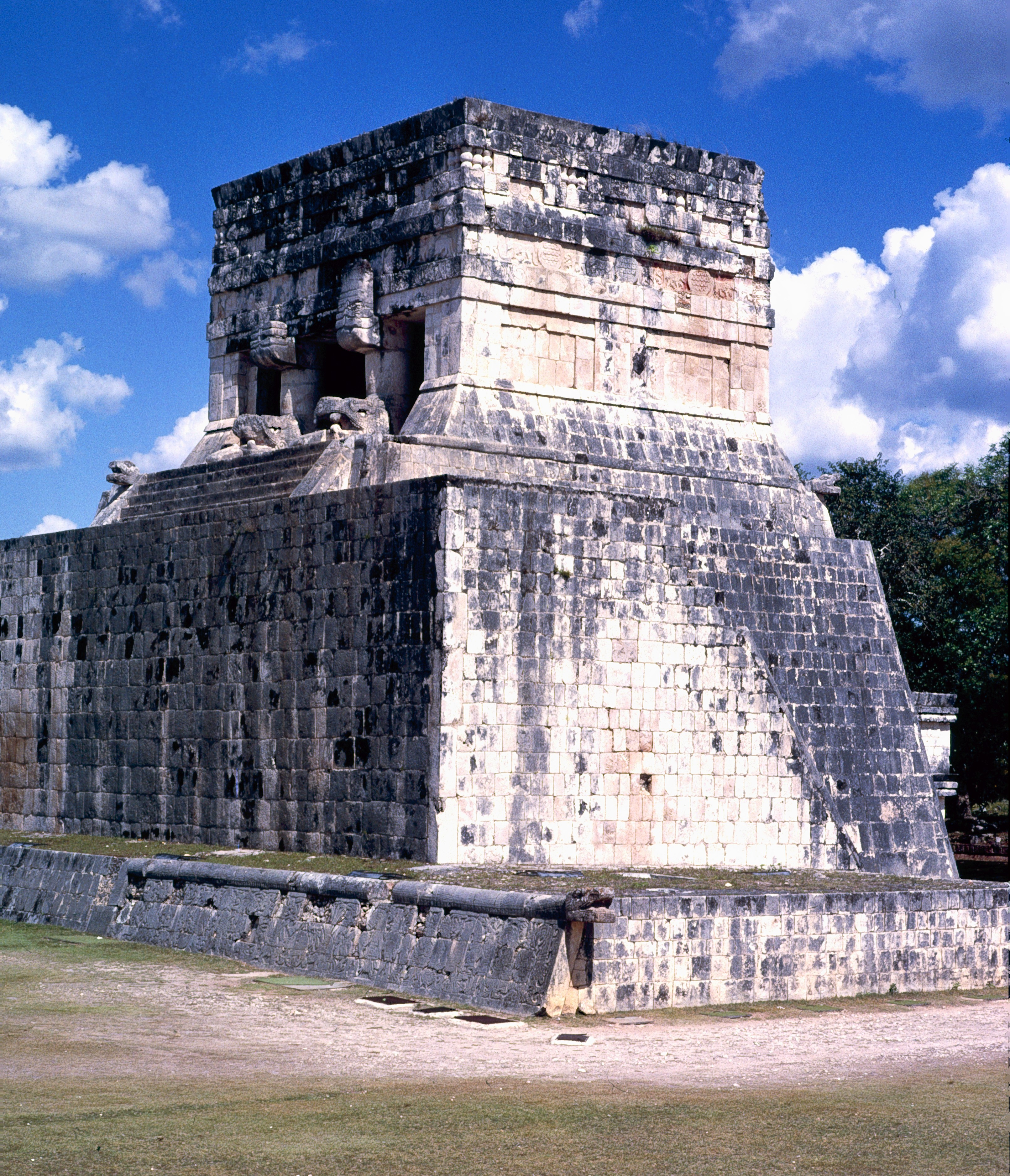
Jaguartempel

Am bedeutendsten und auffälligsten ist der Tempel der Jaguare, der auf dem südlichen Ende der östlichen Seitenmauer des Ballspielplatzes steht, die an dieser Stelle zu einem Pyramidensockel ausgeweitet ist. Zu dem Tempel führt nur eine schmale seitliche Treppe hinauf (heute gesperrt). Der Tempel ist zum Inneren des Ballspielplatzes hin orientiert. Die gesamte Konstruktion zeigt den Kampf der Maya mit den beengten Platzverhältnissen für den Tempel: Die den Tempel tragende Gebäudeplattform ist nur ein wenig kleiner als der Pyramidensockel. Dies hat zur Folge, dass vor der Gebäudeplattform nur ein schmaler Streifen ebenen Raumes bleibt. Dieser Streifen steht in eigenartigem Gegensatz zu der fast die ganze Breite des Tempels einnehmenden Zugangstreppe.
Der Zugang zum Inneren des Tempels erfolgt durch einen breiten, von zwei überaus dicken Schlangenpfeilern getragenen Eingang. Die Zungen der Schlangen ragen weit aus den Mäulern heraus. Der senkrecht stehende Schlangenleib ist zweifach nach vorne und dann nach oben geknickt und umfängt mit der Schlangenrassel den Türbalken. Der Tempel besitzt zwei parallel hintereinander liegende Räume. Ihre Wände tragen heute stark verblasste Wandmalereien. Frühe Kopien zeigen Kämpfe zwischen einer großen Anzahl von Kriegern am Rand eines Dorfes, in dem die Menschen trotzdem ungestört ihren täglichen Aktivitäten nachzugehen scheinen.
Die Gestaltung der Fassade ist die komplexeste und reichhaltigste von Chichén Itzá: Auf einem angeböschten Sockel folgt die untere Wandfläche, die aus mehreren eingesenkten Feldern besteht, in denen aber kein Dekor vorhanden ist. Es folgen von unten nach oben vier breite Bänder mit den folgenden Motiven: Das unterste Band ist glatt, das darüber liegende zeigt ebenso wie das vierte zwei ineinander verschlungene gefiederte Schlangen. Am eindrucksvollsten ist das dritte Band, das eine kontinuierliche Prozession von Jaguaren abbildet. Zwischen jeweils zwei Jaguaren befindet sich die Abbildung eines Schildes, dessen Federbehang über die beiden unteren Bänder fällt. Nach oben hin folgt nach einem glatten Band eine Zone mit eckig gewundenen Federschlangen. Zwischen den Windungen befinden sich in der unteren Reihe jeweils drei konzentrische Scheiben, in den oberen Gruppen von drei sanduhrförmigen Säulchen. Darüber folgen zum dritten Mal die ineinander verwundenen Federschlangen. Die Fassade, die eine Höhe von acht Metern erreicht, wird nach oben hin durch die üblichen großen, leicht vorgeneigten Steinplatten abgeschlossen.
Die Eingangsseite des Tempels ist rekonstruiert, nur die Mauersockel und die unteren Teile der Schlangenpfeiler befanden sich in situ.

Ansichten des Jaguartempels
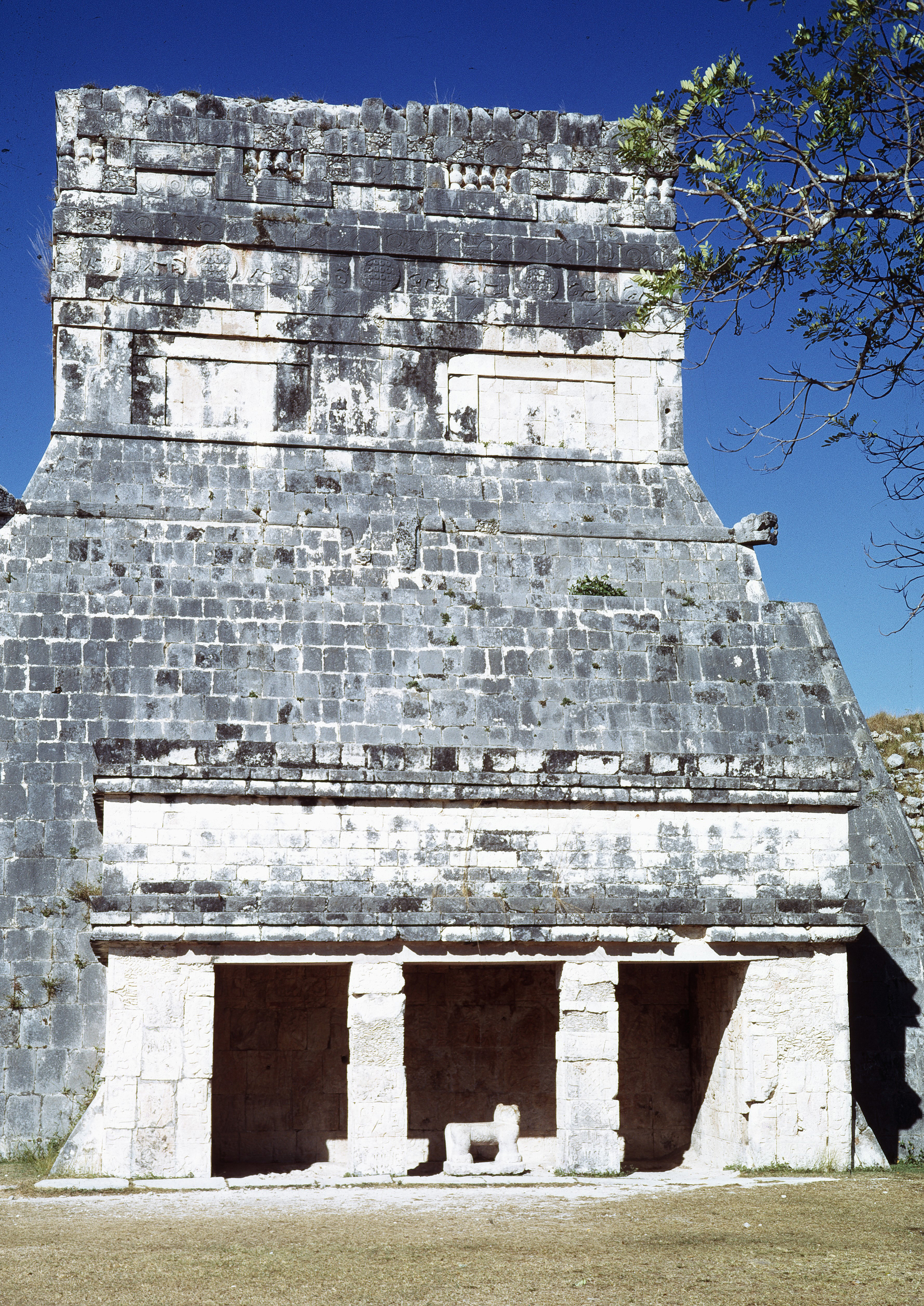
Unterer Teil des Tempels mit Jaguarthron
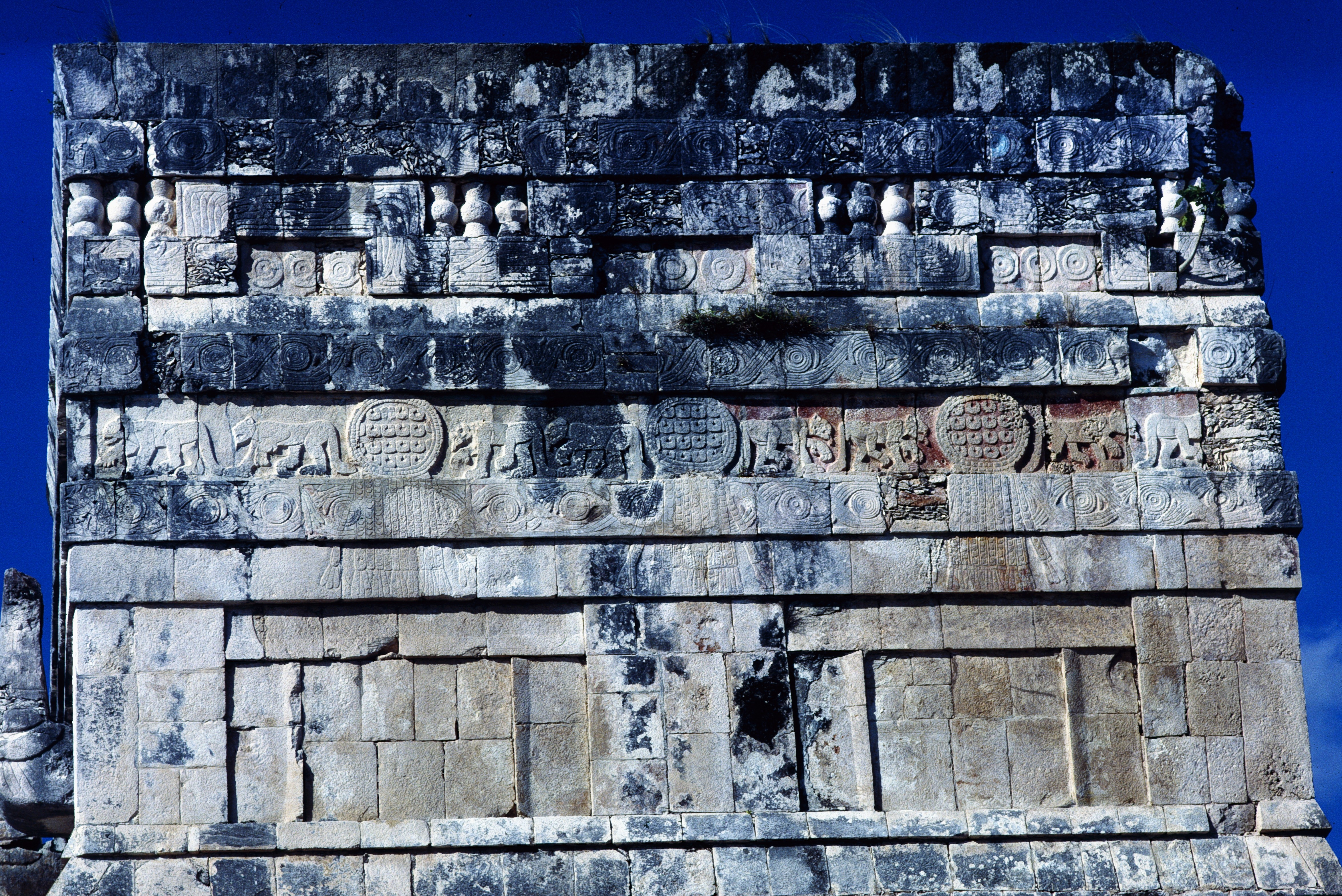
Südseite des Jaguartempels
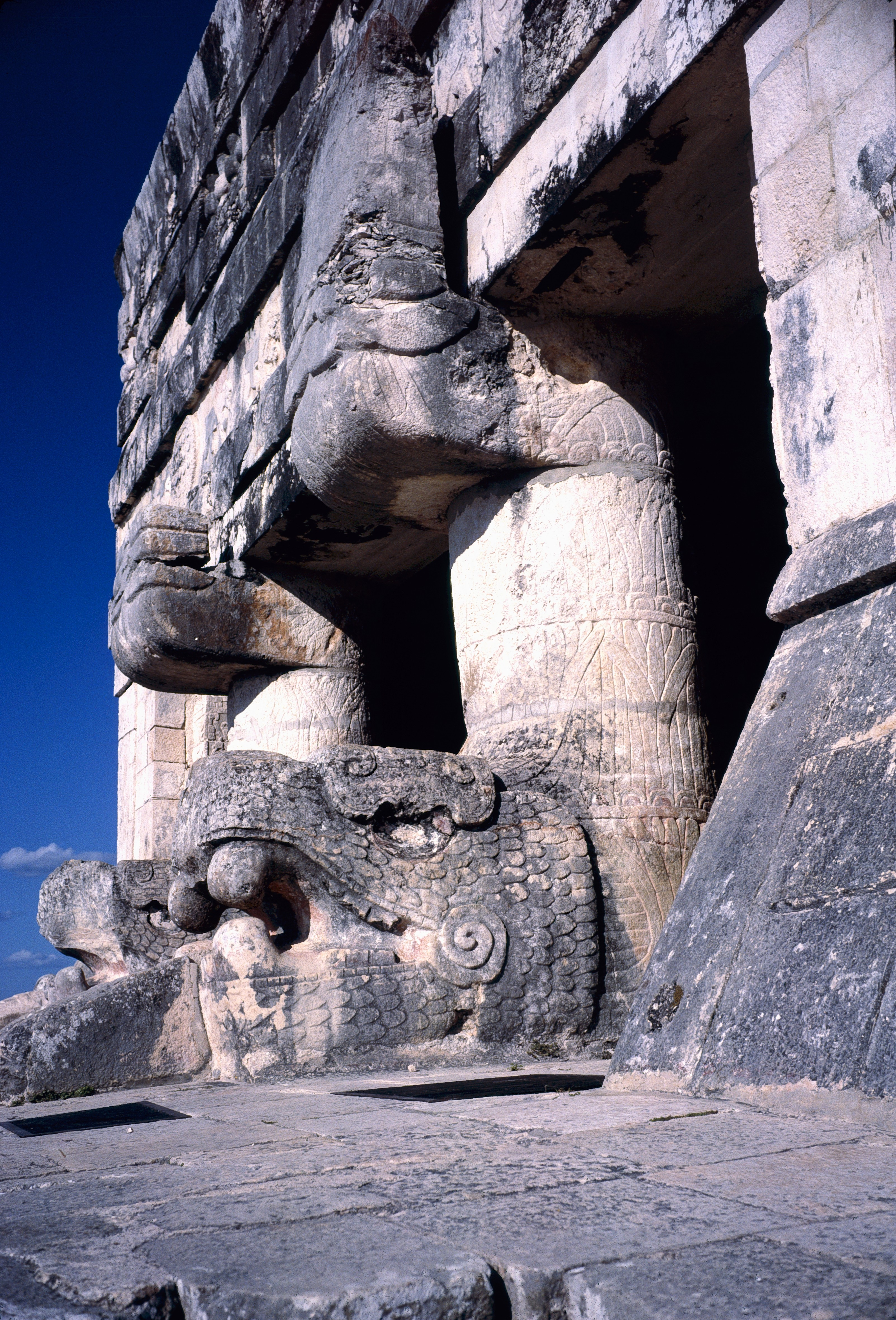
Schlangenpfeiler des Tempels
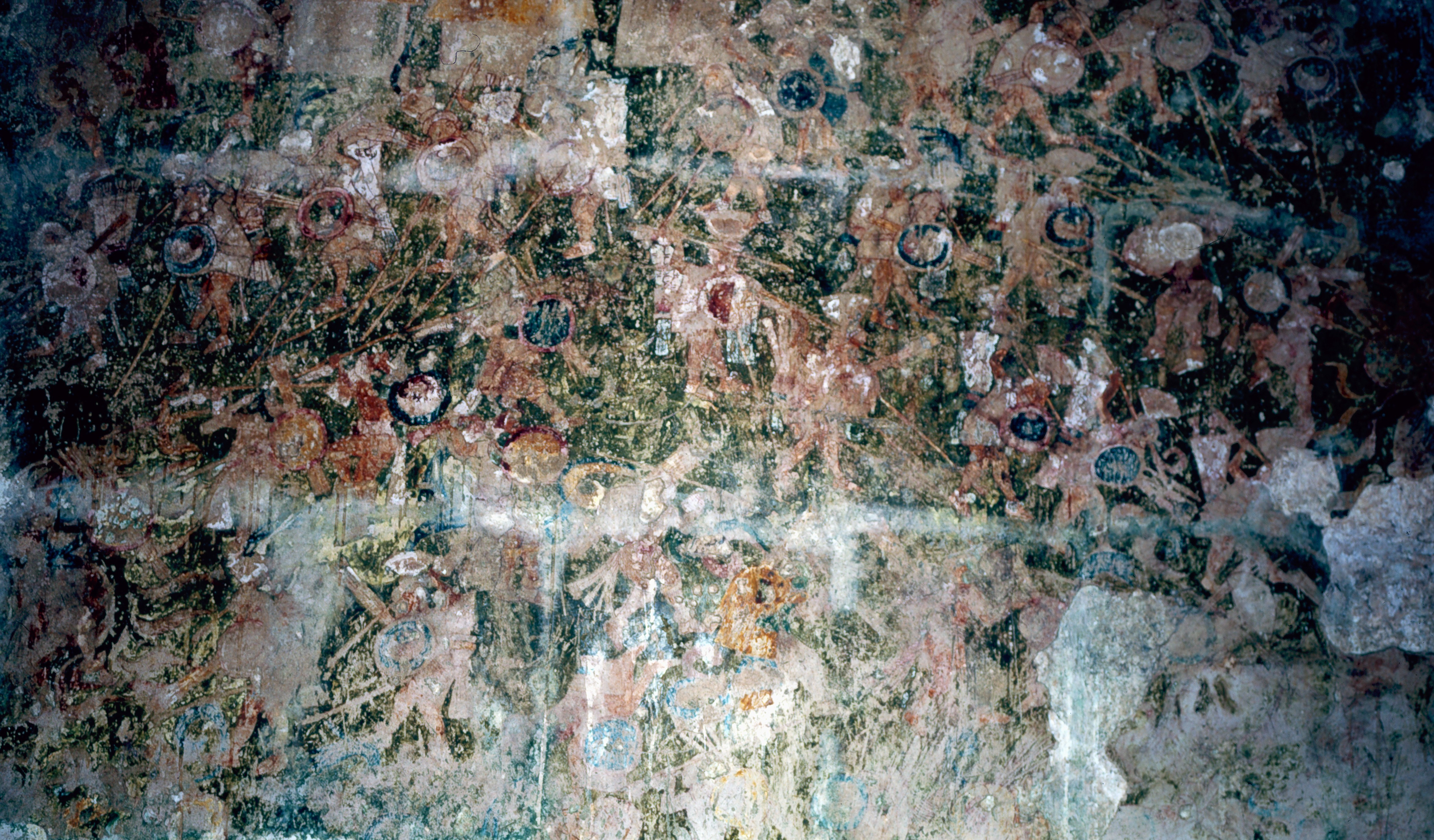
Schlachtszene im Jaguartempel

##### Unterer Tempel des Jaguartempels

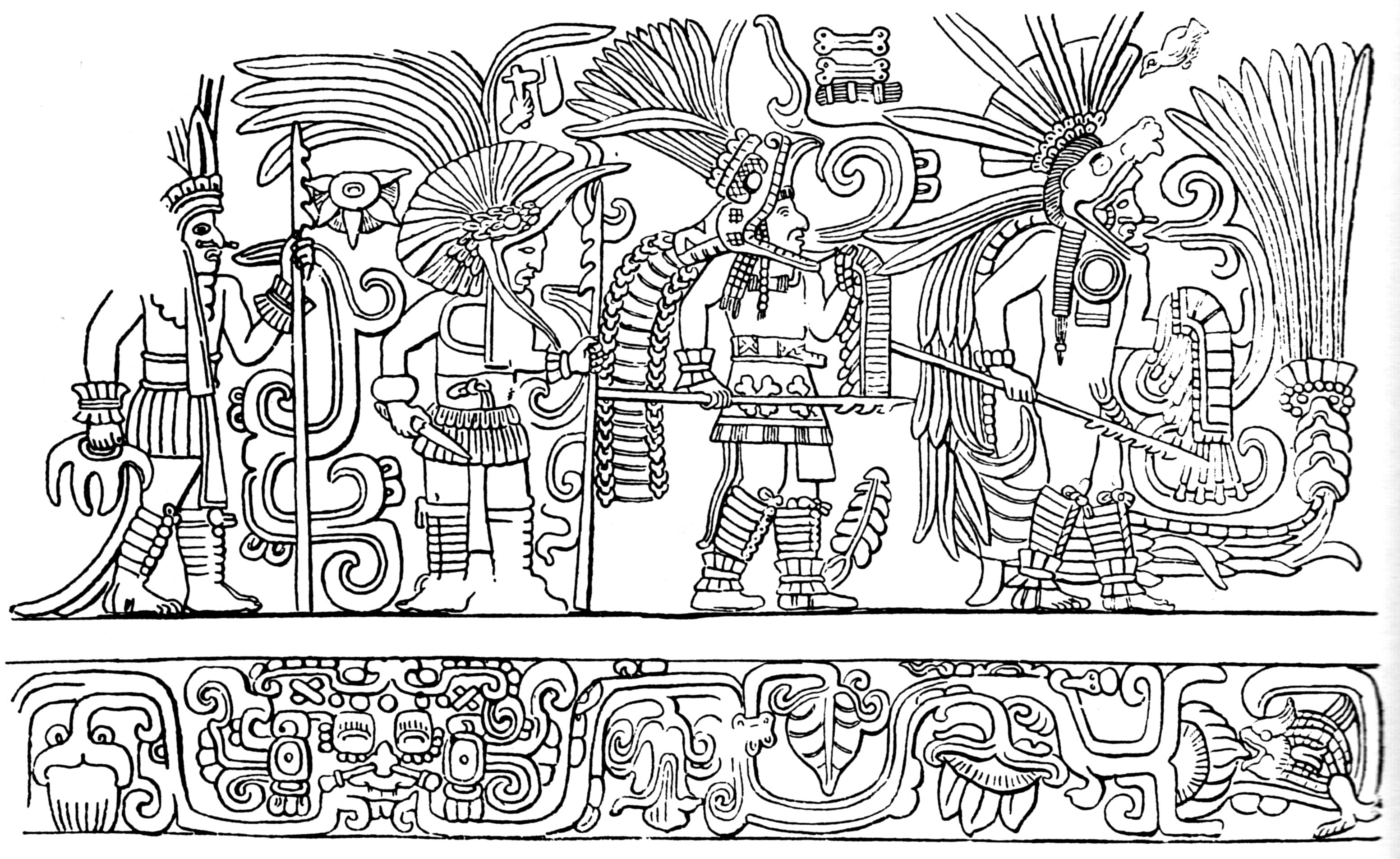
Relief der Rückwand

Der untere Tempel des Jaguartempels besteht aus einem rechteckigen Raum. Er steht unterhalb des Jaguartempels an der Außenwand des Pyramidensockels. Der Eingang wird von zwei Pfeilern gebildet und hat deshalb drei Öffnungen. Die Pfeiler und die seitlichen Wandstücke neben den Durchgängen weisen Flachreliefs auf. Im mittleren Eingang steht ein Jaguarthron.
Auch dieser Tempel weist (wie der Nordtempel) ein alle Wände überziehendes Flachrelief in mehreren Registern auf, das ursprünglich farbig ausgemalt war (Reste sind in den Ecken noch erhalten). Die Ausmalung zur besseren Erkennbarkeit mit rotem Hintergrund ist modern (durch den Archäologen Erosa Peniche). Der Inhalt des Reliefs zeigt offenbar historisch gedachte Szenen, in denen wichtige, prunkvoll gekleidete Einzelpersonen mit Hieroglyphenzeichen verbunden sind, die nicht dem Kanon der Mayaschrift angehören.
Die Fassadengestaltung ist eine Kombination des Puuc-Stils (obere Wandhälfte mit dreifach gegliederten horizontalen Bändern) und schräg angeböschtem Unterteil der unteren Wandflächen, wie sie in Zentralmexiko kennzeichnend sind. Der vordere Gewölbeteil und die entsprechende Fassade sind rekonstruiert.

##### Nordtempel

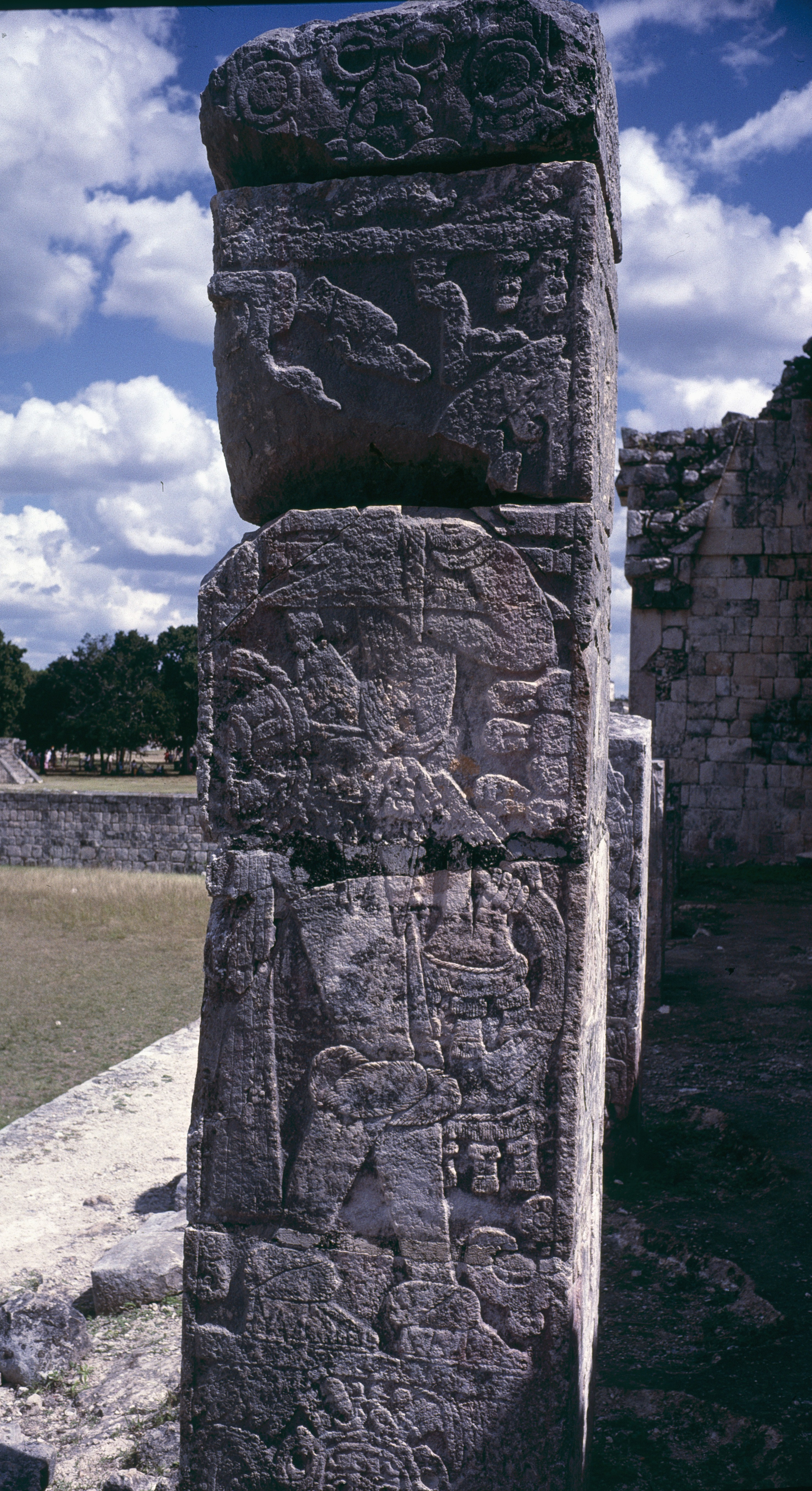
Pfeiler des Südtempels

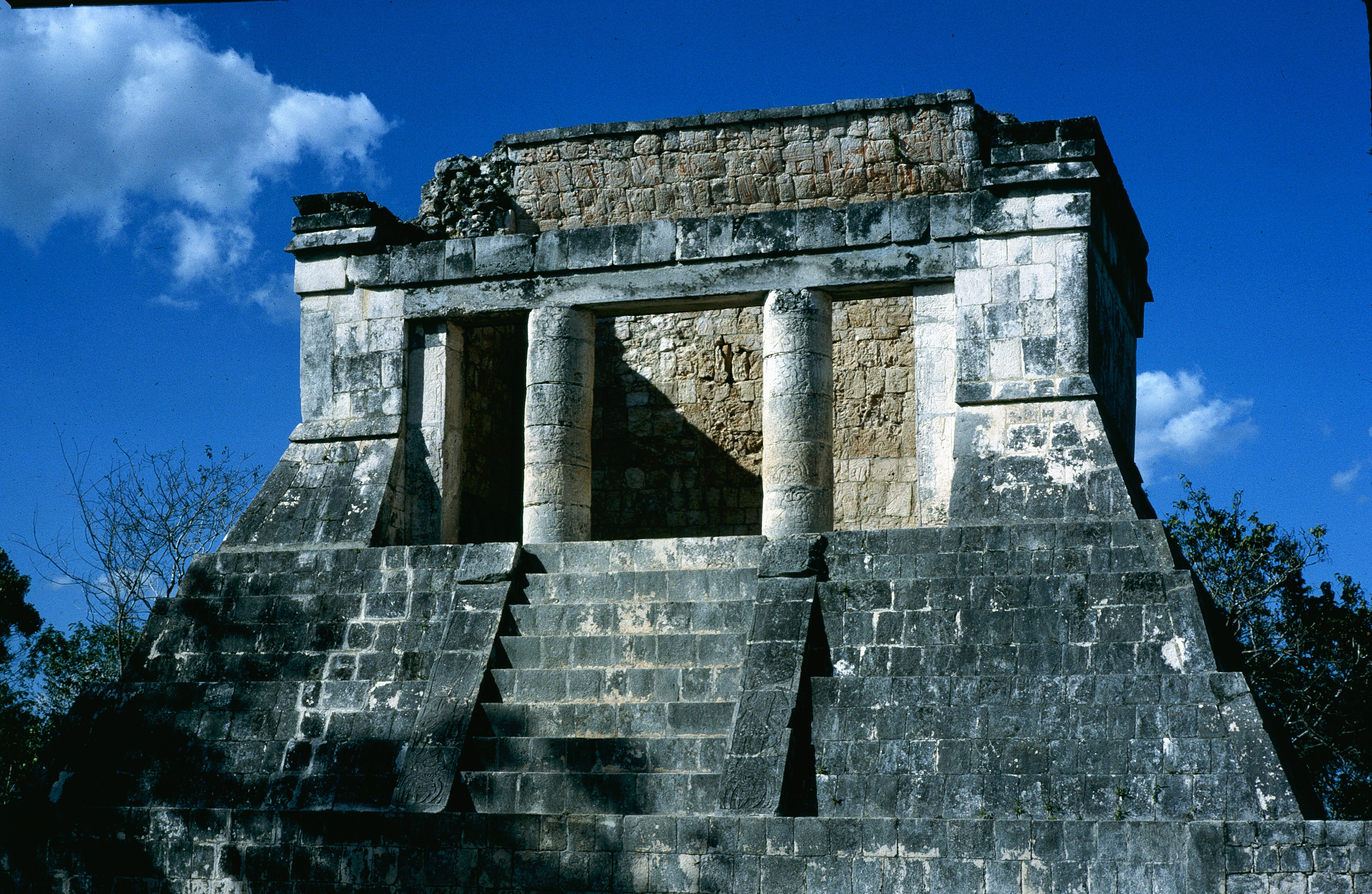
Nordtempel

Der Nordtempel, auch Tempel des Bärtigen, ist ein kleines Gebäude auf der nördlichen Abschlussmauer des Ballspielplatzes. Er besteht aus einem einzigen Raum, zu dem ein Eingang mit zwei Säulen führt. Die Treppenwangen der Zugangstreppe zeigen einen Baum, dessen Wurzeln aus dem Erdmonster hervorkommen. Die Innenwände des Raumes einschließlich des nur noch teilweise erhaltenen Gewölbes sind mit einem grob ausgeführten Flachrelief ähnlich dem des unteren Tempels der Jaguare dekoriert. Auch hier ist die farbige Konturierung modern.

##### Südtempel
Der Südtempel ist eigentlich ein einziger 25 Meter langer Raum, der zum Ballspielplatz mit einer Reihe von 6 skulptierten Pfeilern geöffnet ist. Die Pfeiler zeigen die übliche Thematik von Kriegern in toltekischer Kriegerausrüstung, die auf der Darstellung eines Vogelmenschen stehen. Die Figuren sind durch Schriftzeichen, die außerhalb der hieroglyphischen Tradition der Maya stehen, identifiziert. Das Bauwerk ist schlecht erhalten, die Seitenwände sind teilweise rekonstruiert.

#### Tzompantli

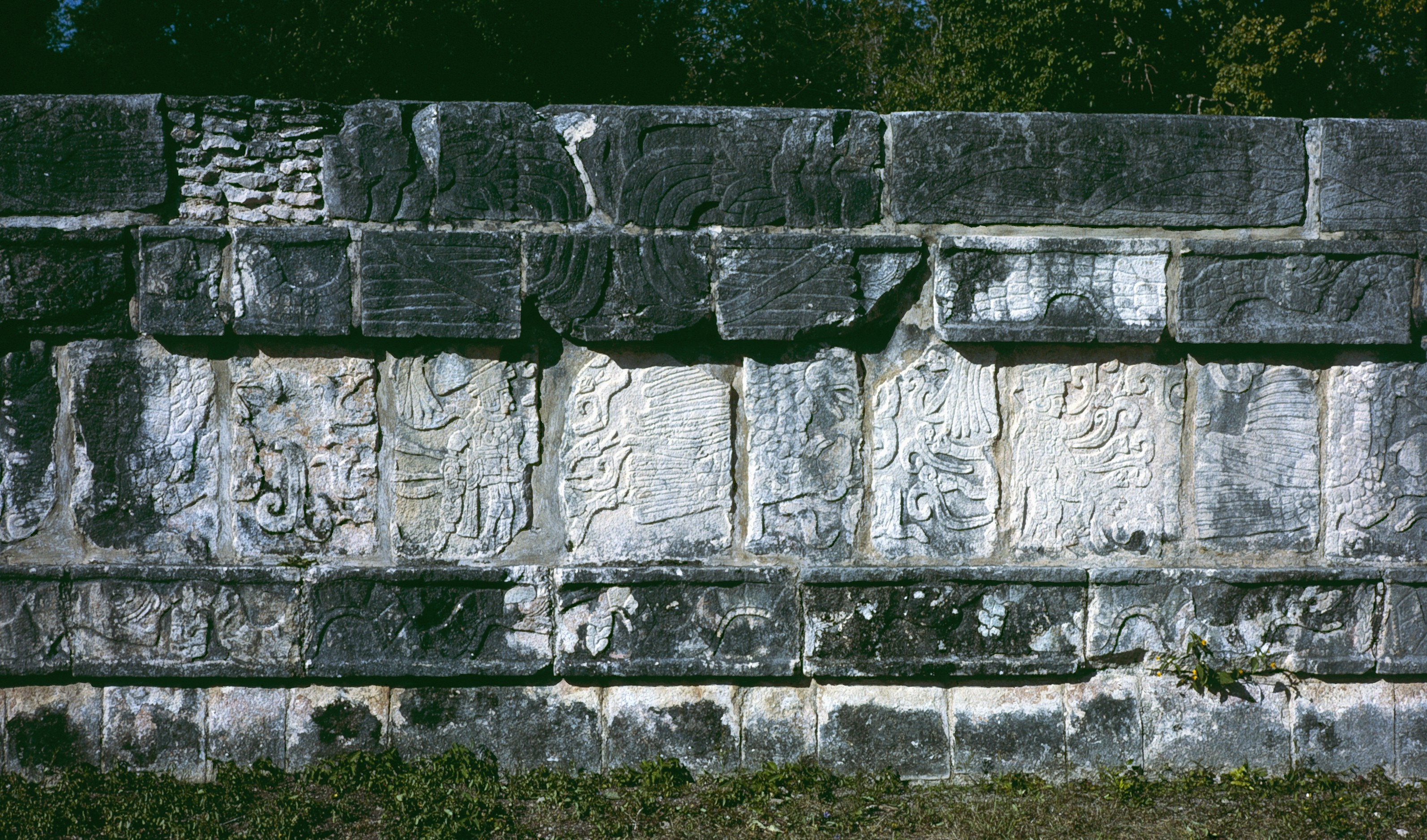
Krieger und Adler am Tzompantli

Unweit der östlichen Seite des Großen Ballspielplatzes liegt eine Plattform, die wegen ihres Dekors in Flachrelief in moderner Zeit mit dem Náhuatl-Begriff Tzompantli belegt wurde. Dieses Wort bezeichnet Plattformen, auf denen ein Holzgerüst errichtet war, an dem die Schädel geopferter Personen befestigt wurden, wie es für Tenochtitlán ausführlich beschrieben und zeitgenössisch abgebildet worden ist.
Das Tzompantli von Chichén Itzá ist eine große, etwas über 1,5 Meter hohe Plattform mit T-förmigem Grundriss. Die senkrechten Außenwände der Plattform sind in drei Registern mit vier Reihen von Schädeldarstellungen überzogen, wobei auch die hölzernen Pfosten abgebildet sind. Der aus dem Baublock des eigentlichen Tzompantli nach Osten vorspringende quadratische Teil ähnelt in vielen Details den im Folgenden beschriebenen zwei Plattformen. So zeigt das Dekor hier als zentrales Motiv eine Folge von Kriegern zwischen im Verhältnis übergroß dargestellten Adlern, die in ihren Fängen menschliche Herzen halten, um sie zu fressen. In den beiden Friesbändern ist eine ununterbrochene Folge von relativ kurzen Schlangen dargestellt, während das oberste Band große Federschlangen zeigt, deren Köpfe an den Ecken vollplastisch hervorragen.

#### Venusplattform

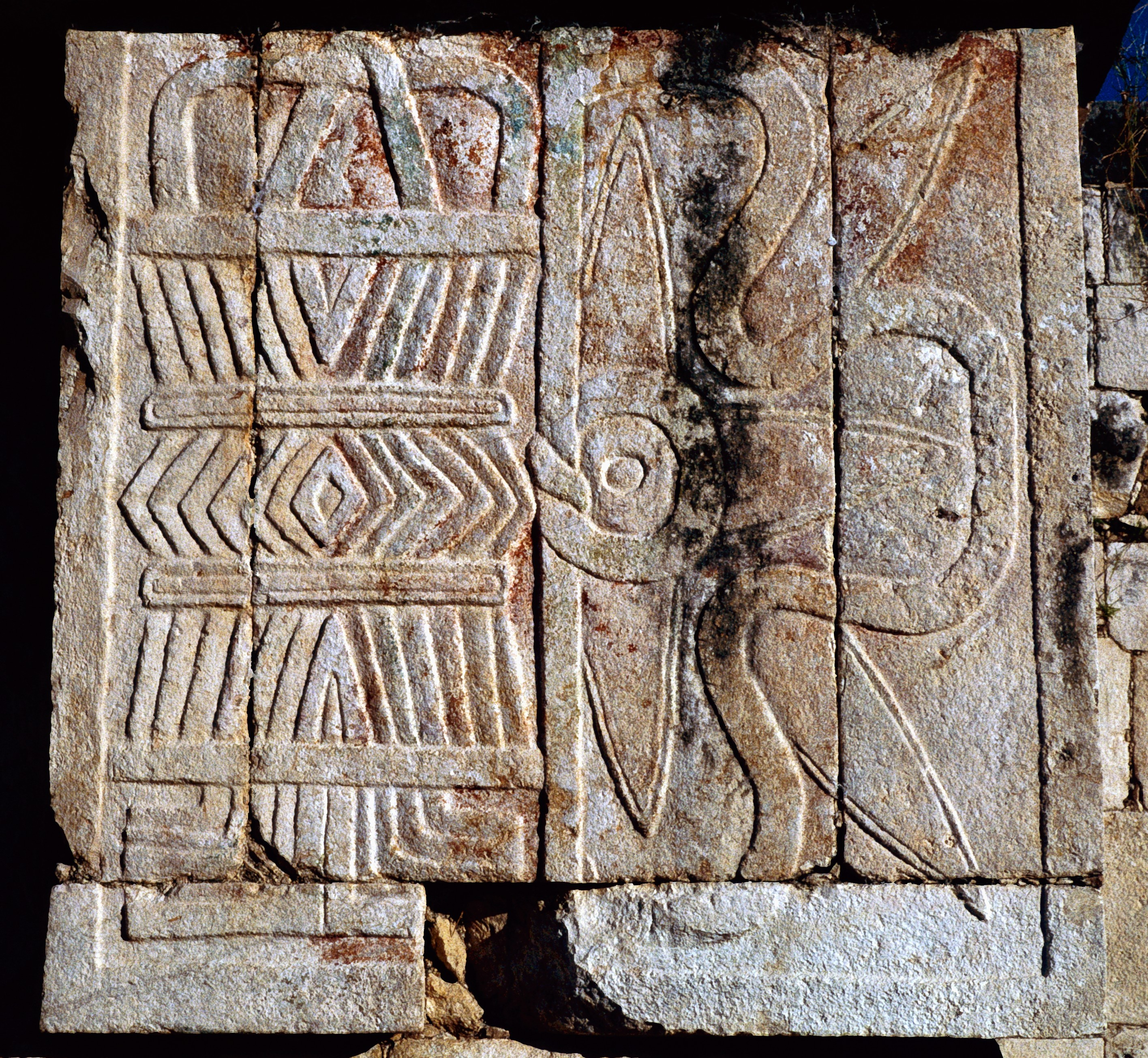
Venussymbol

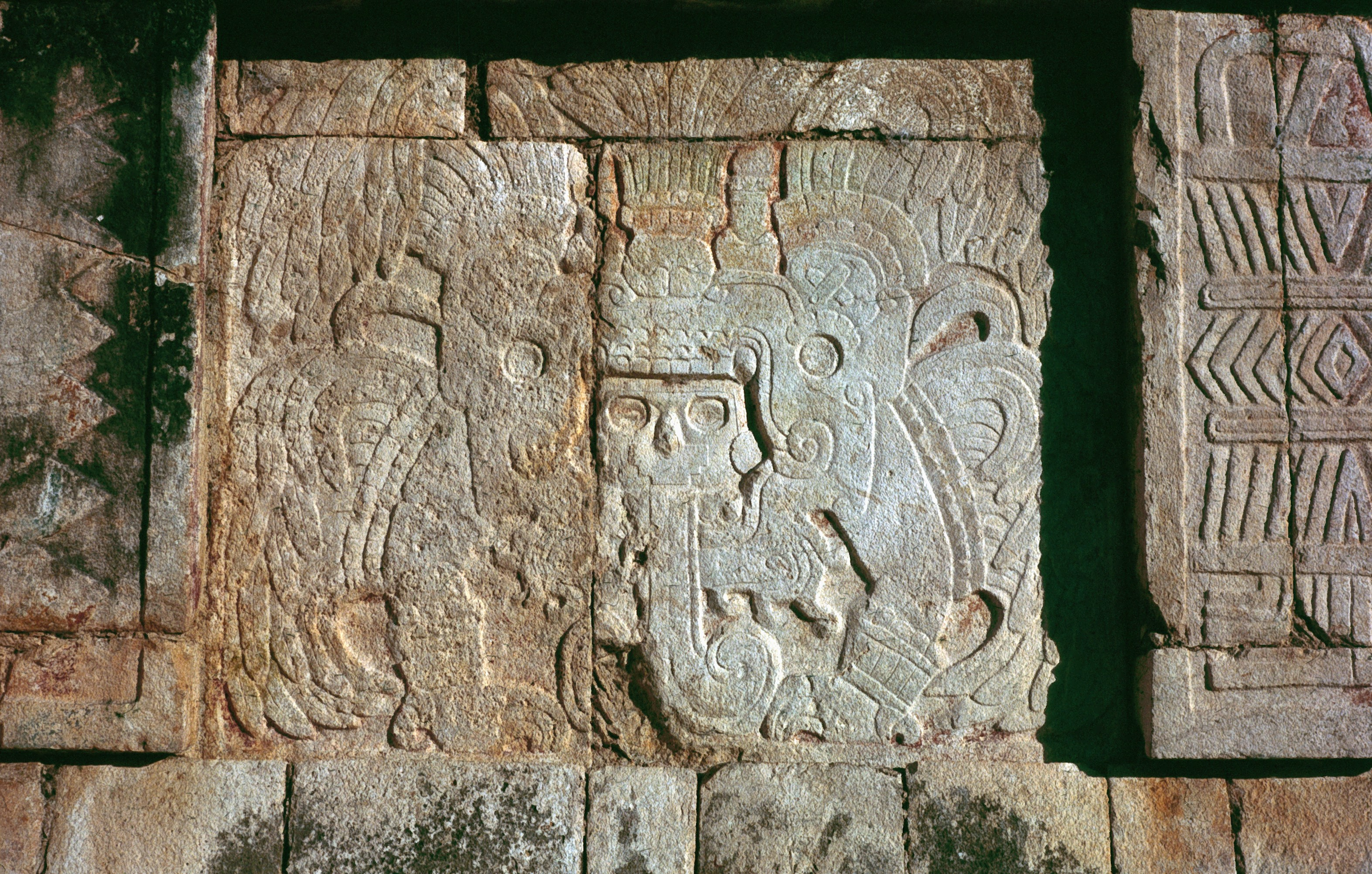
Darstellung des Vogelmenschen

Die Venusplattform befindet sich nördlich unweit der großen Pyramide. Wie die Plattform der Adler und Jaguare besteht die Konstruktion aus einem Mauerblock mit quadratischer Grundfläche, zu dem in der Mitte aller vier Seiten Treppen hinaufführen.
Das in erhabenen und versenkten Feldern der Seitenflächen sichtbare Flachrelief stellt unter anderem das Mensch-Vogel-Mischwesen en face dar. Daneben findet sich das Symbol des Planeten Venus, angebunden an ein Bündel von Stäben, aus dem oben herausragend das sogenannte mixtekische Jahresträgersymbol als Hinweis auf eine kalendarische Funktion zu erkennen ist. Die Treppen der Plattform werden flankiert von einem der Schlangenköpfe. Diese Schlangenköpfe sind die plastischen Enden eines Bandes von Schlangenleibern, die sich im obersten Register um die Plattform ziehen. Eine Plattform mit beinahe identischem Bildprogramm befindet sich unmittelbar östlich des Osario.

#### Plattform der Adler und Jaguare

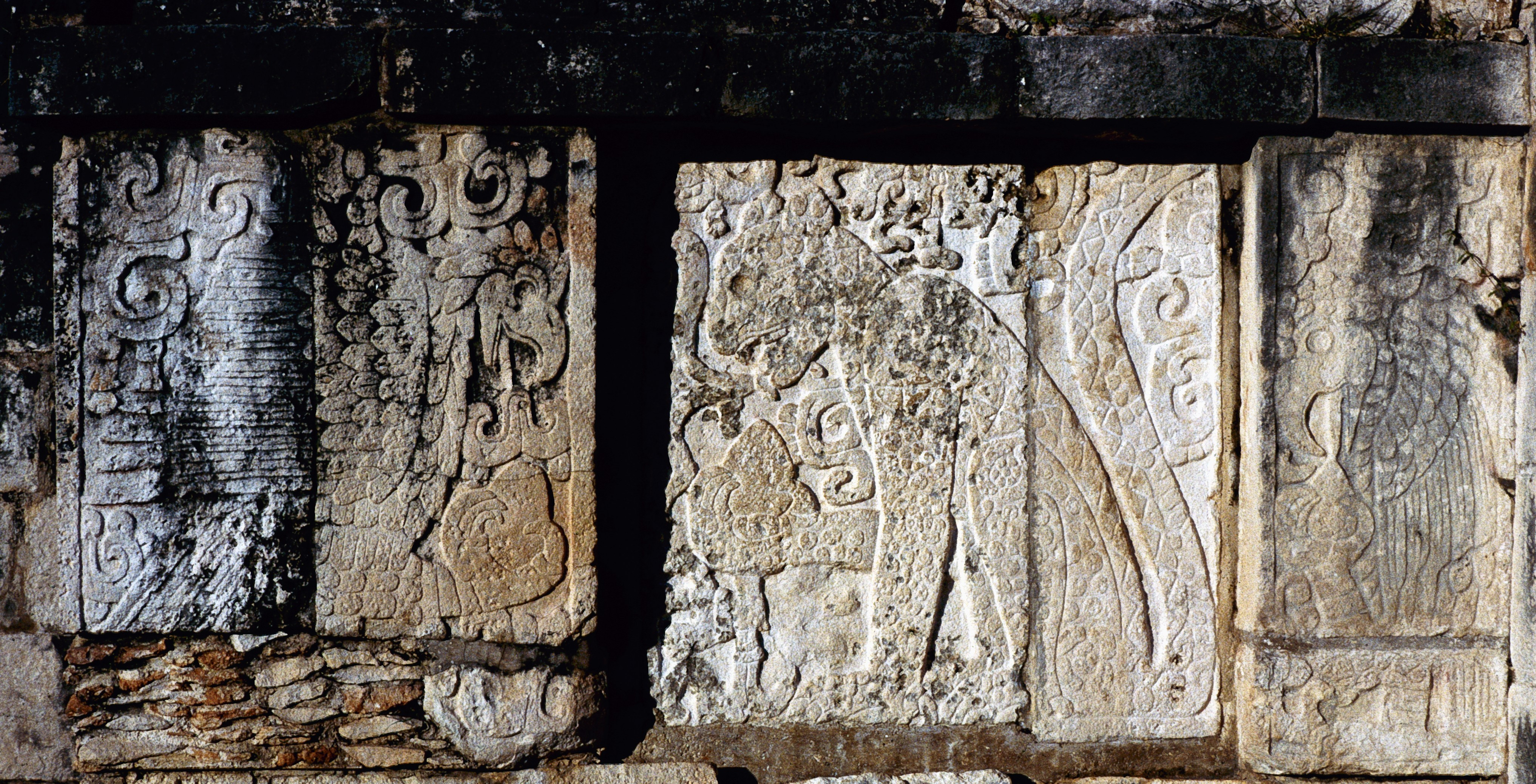
Adler und Jaguare, Herzen fressend

Die kleinere der beiden strukturell gleichen Plattformen liegt unmittelbar an der Südostecke des Tzompantli. Die Thematik der Flachreliefs ist ähnlich, aber nicht gleich, es fehlen die Abbildungen des Venus-Zeichens. Dafür werden immer wieder Adler und Jaguare dargestellt, die menschliche Herzen halten, um sie zu fressen. Adler und Jaguare waren bei den Völkern Zentralmexikos Bezeichnungen für Kriegervereinigungen. Man kann annehmen, dass hinter den Darstellungen auf den toltekisch inspirierten Bauten in Chichén Itzá dieselben Vorstellungen existierten. Die Treppen auf den vier Seiten enden oben in vollplastischen Schlangenköpfen, der mit Federn besetzte Schlangenleib ist in sehr flachem Relief auf den Treppenwangen angedeutet.

#### Die große Umwallung

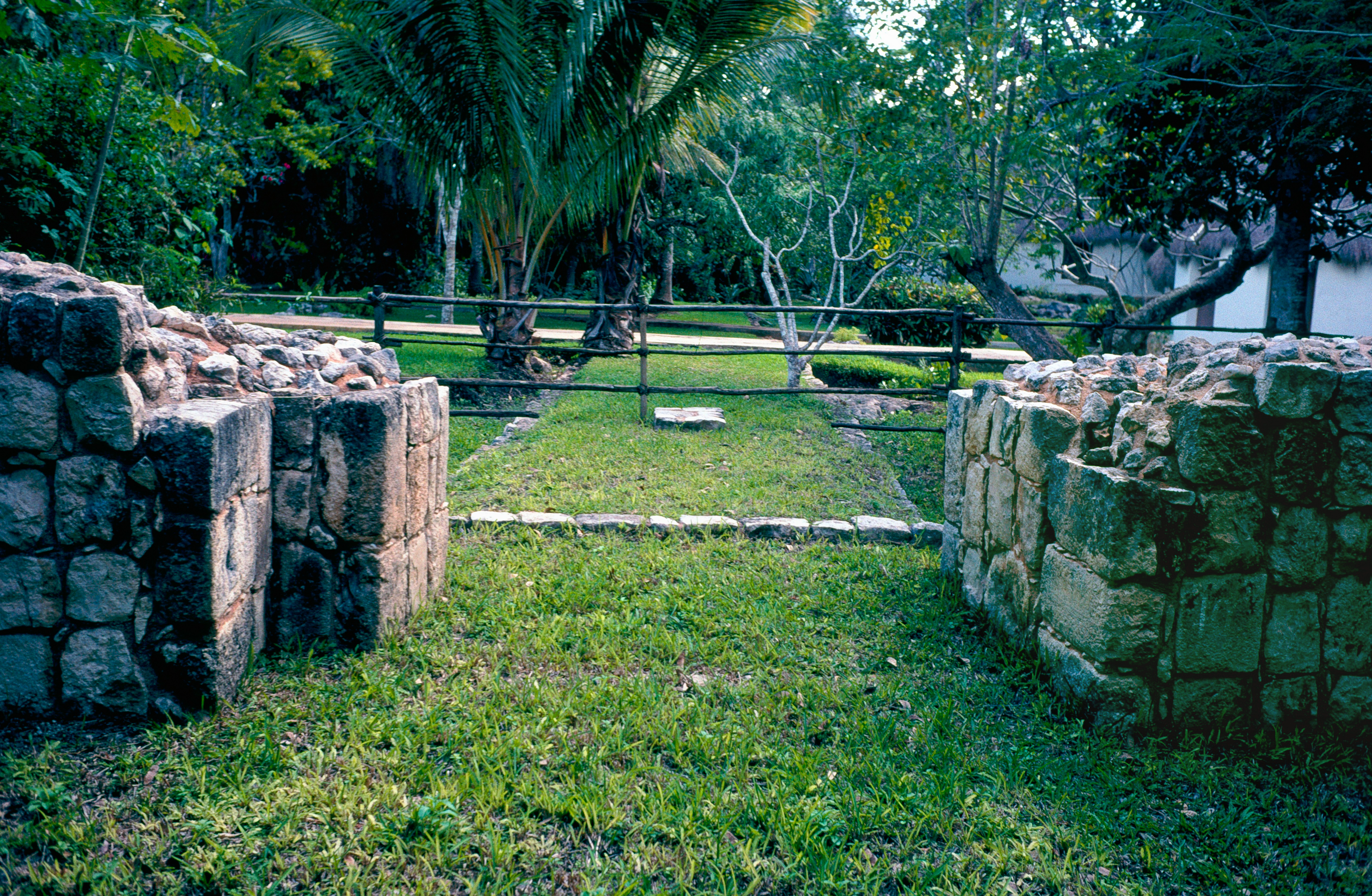
Durchgang durch die südliche Mauer

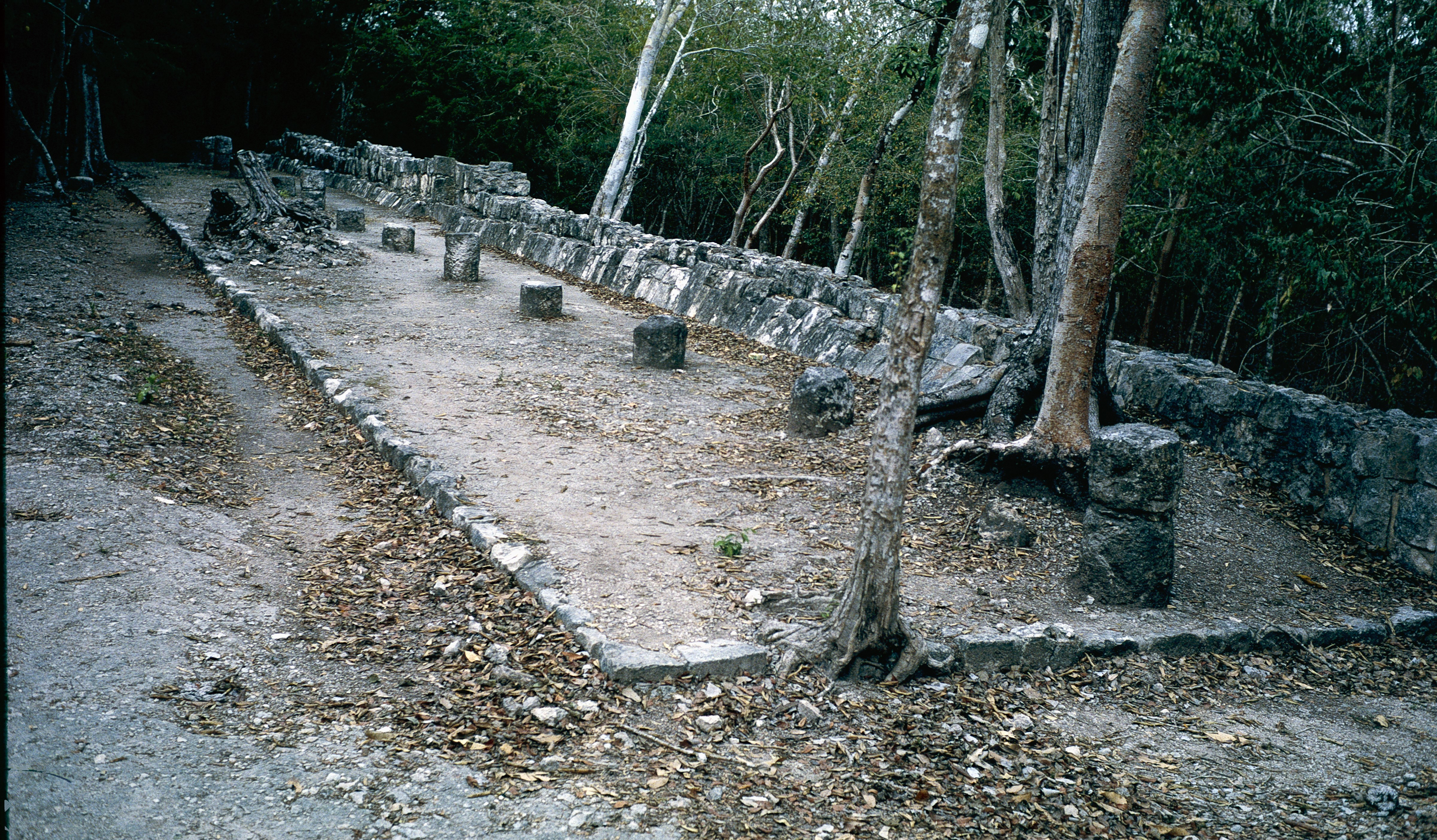
Mögliche Marktstände an der Nordmauer

Der Weg zum Cenote Sagrade durchschneidet die Mauer, die den nördlichen Bezirk umgibt, und die gegenüber dem umgebenden Gelände durch die Höhe der Plattform sehr hoch liegt. An der Innenseite der Mauer wurden beim Durchgang zum Cenote Säulen entdeckt, die vielleicht ein an die Mauer angelehntes Dach getragen haben. Die Funktion ist unklar, es ist vermutet worden, dass es sich um Marktstände handelte. Die Mauer ist an acht Stellen durch eine Torkonstruktion durchbrochen, die auf einem nach außen führenden Sacbé mündet.

#### Cenote Sagrado – der heilige „Brunnen“

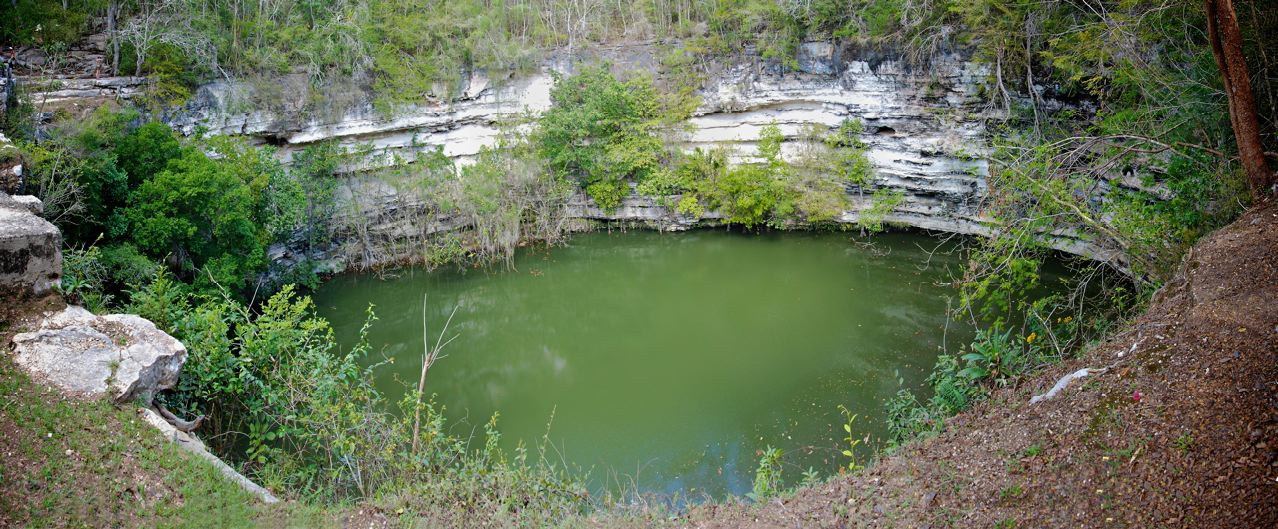
Cenote Sagrado

Etwa vierhundert Meter geradewegs nördlich der Pyramide des Kukulcán liegt der beeindruckende Cenote Sagrado, zu Deutsch die „heilige Doline“ (natürlicher „Brunnen“) mit beinahe kreisförmiger Gestalt und senkrechten Wänden. Von ihm hat Chichén Itzá seinen Namen, nämlich Brunnen der Itzá. Hier hat Edward Herbert Thompson zwischen 1904 und 1910 Unterwasseruntersuchungen vorgenommen. Neuere Untersuchungen fanden um 1960 statt, die viele tausend Fundstücke zutage brachten. Auf seinem Grund fand man große Mengen von Gegenständen, unter anderem Schmuckstücke, Jade, Gold und verschiedene Keramiken. Zudem barg man über fünfzig Skelette. Diese werden nach dem unter dem Namen des Bischofs von Yucatán Diego de Landa bekannten Bericht aus dem 16. Jahrhundert als Menschenopfer interpretiert, wofür auch die gesamte Fundkonstellation spricht. Am Rand der Doline liegt ein kleiner Tempelbau.

### Gruppe der tausend Säulen

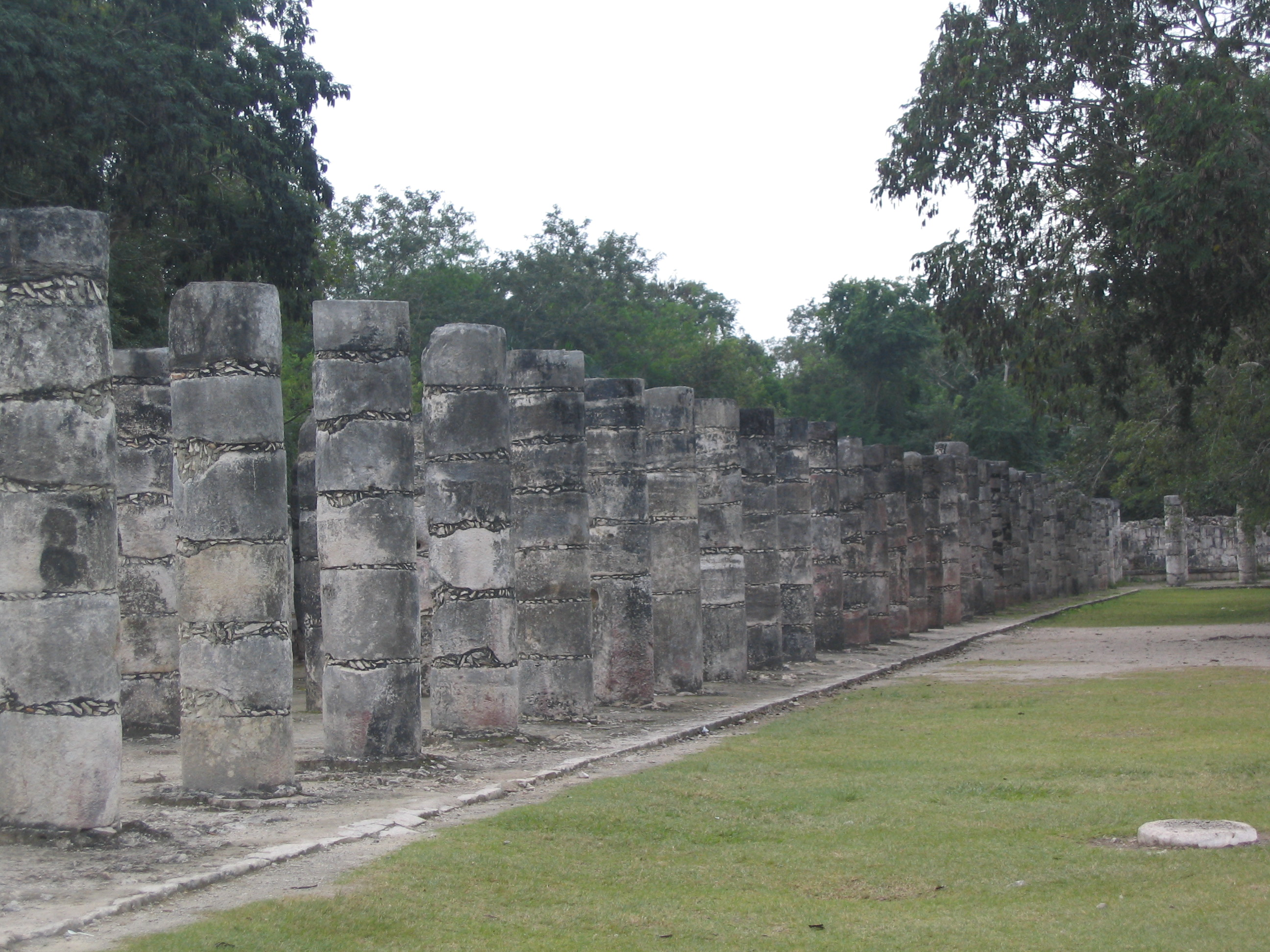
Halle der 1000 Säulen

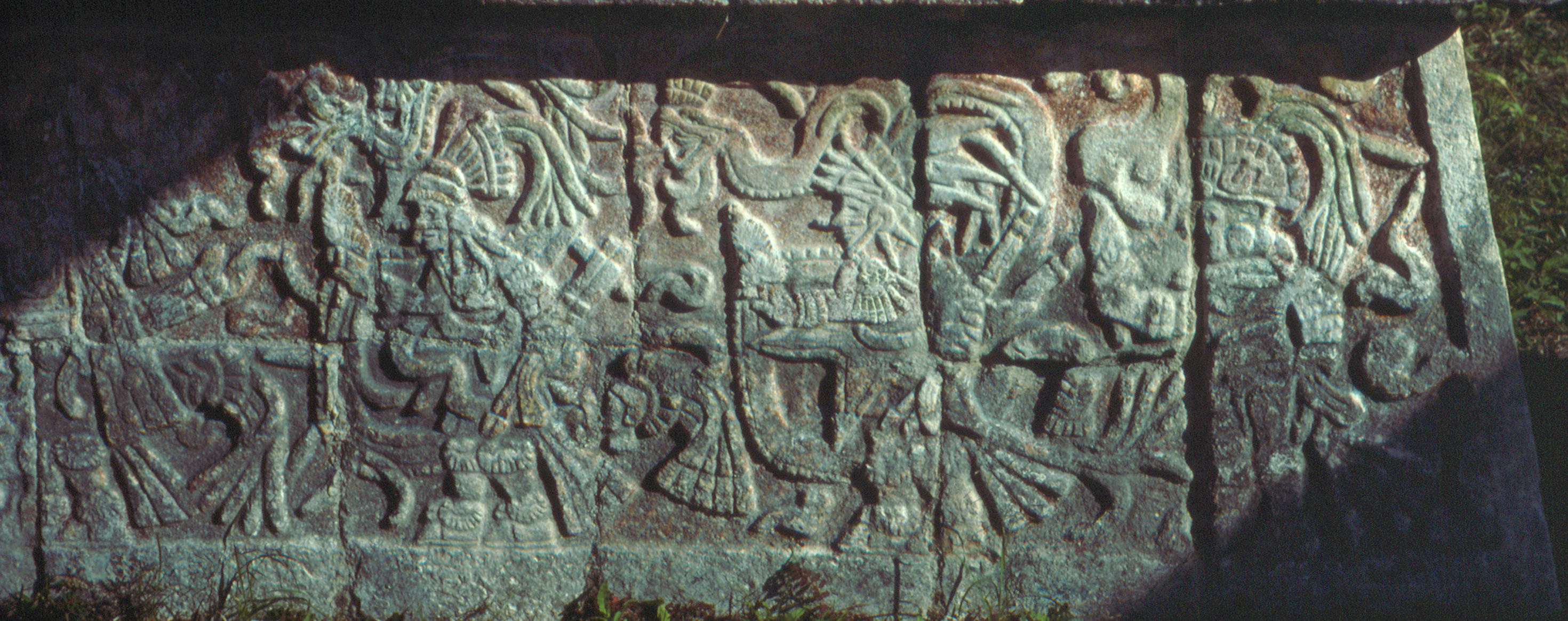
Prozession von Kriegern in toltekischer Tracht. Relief von einer erhöhten Sitzplattform in der Tausendsäulengruppe

Südlich und östlich des Kriegertempels verläuft eine ursprünglich mit Maya-Gewölben überdeckte Säulenhalle. Sie ist überall eingestürzt, weil die Holzbalken, die die Zwischenräume zwischen den Pfeilern überspannten, vermorscht sind. Die ursprünglich das Dach tragenden Pfeiler aus quadratischen Steinblöcken sind meist allseitig skulptiert. Sie zeigen Krieger in toltekischer Tracht und Ausrüstung, in den unteren und oberen Registern Darstellungen von Schlangen und des Vogelmenschen. An den Rückwänden der ehemaligen Säulenhallen läuft eine gemauerte Sitzbank entlang, die an verschiedenen Stellen von einer leicht erhöhten und weiter vorspringenden Plattform unterbrochen wird, deren Außenwand mit Flachreliefs einer Krieger-Prozession dekoriert ist. Die Säulenhallen gliedern sich in vier Arme:
- Westarm, südlich des Kriegertempels. Am südlichen Ende knickt der Westarm nach Westen ab und führt zu einem kleinen Tempel.
- Ostarm. Er beginnt unmittelbar südlich des Kriegertempels und verläuft von dort nach Osten, bis er an den Rand einer Karstdoline stößt. Dort befinden sich verschiedene Bauwerke mit kleineren Säulenhallen.
- Südarm. Eigentlich keine durchgehende Säulenhalle, sondern kleinere Abschnitte von Hallen, die anderen Bauten vorgelagert sind. Sie beginnen am Ende des Ostarmes und verlaufen nach Süden.
- Nordarm. Hier handelt es sich um die Säulenhalle, die dem Kriegertempel vorgelagert ist, und um eine Säulenhalle nördlich des Templo de las Mesas, sie sind nord-südlich orientiert.

Es fällt auf, dass Säulenhallen in dieser Dichte und Größe an keiner anderen Stelle von Chichén Itzá anzutreffen sind. Die räumliche Organisation und das Bildprogramm auf den gemauerten Plattformen und den Seiten der Pfeiler weisen auf die Funktion der Hallen hin. Weil in ihnen sehr viel Platz gleicher symbolischer Qualität vorhanden war, haben sich in den Hallen weitgehend gleichrangige Personen in großer Zahl versammelt. Die Darstellungen von Reihen von Kriegern auf den erhöhten Plattformen identifizieren die Versammelten als Krieger.
Die Themen auf den Pfeilern, nämlich Krieger und das Mischwesen Vogel-Mensch, bestätigen diese Zuweisung und geben einen ideologischen Bezug. Ähnliche (kleinere) Hallen sind auch aus Tula und dem Haupttempelbezirk von Tenochtitlán bekannt.

#### Palacio de las Columnas Esculpidas

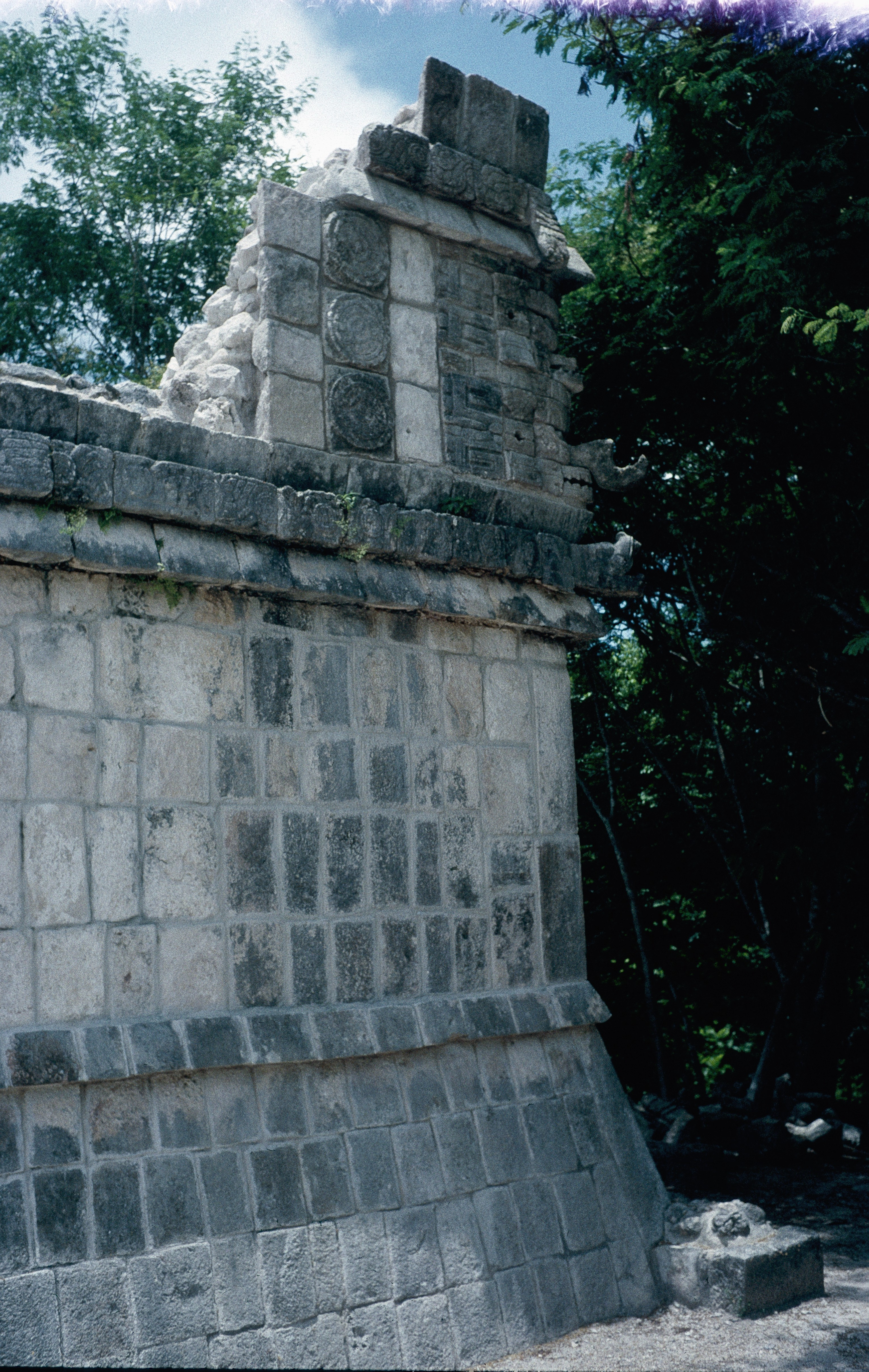
Rekonstruierte Fassade von Gebäude 3D5

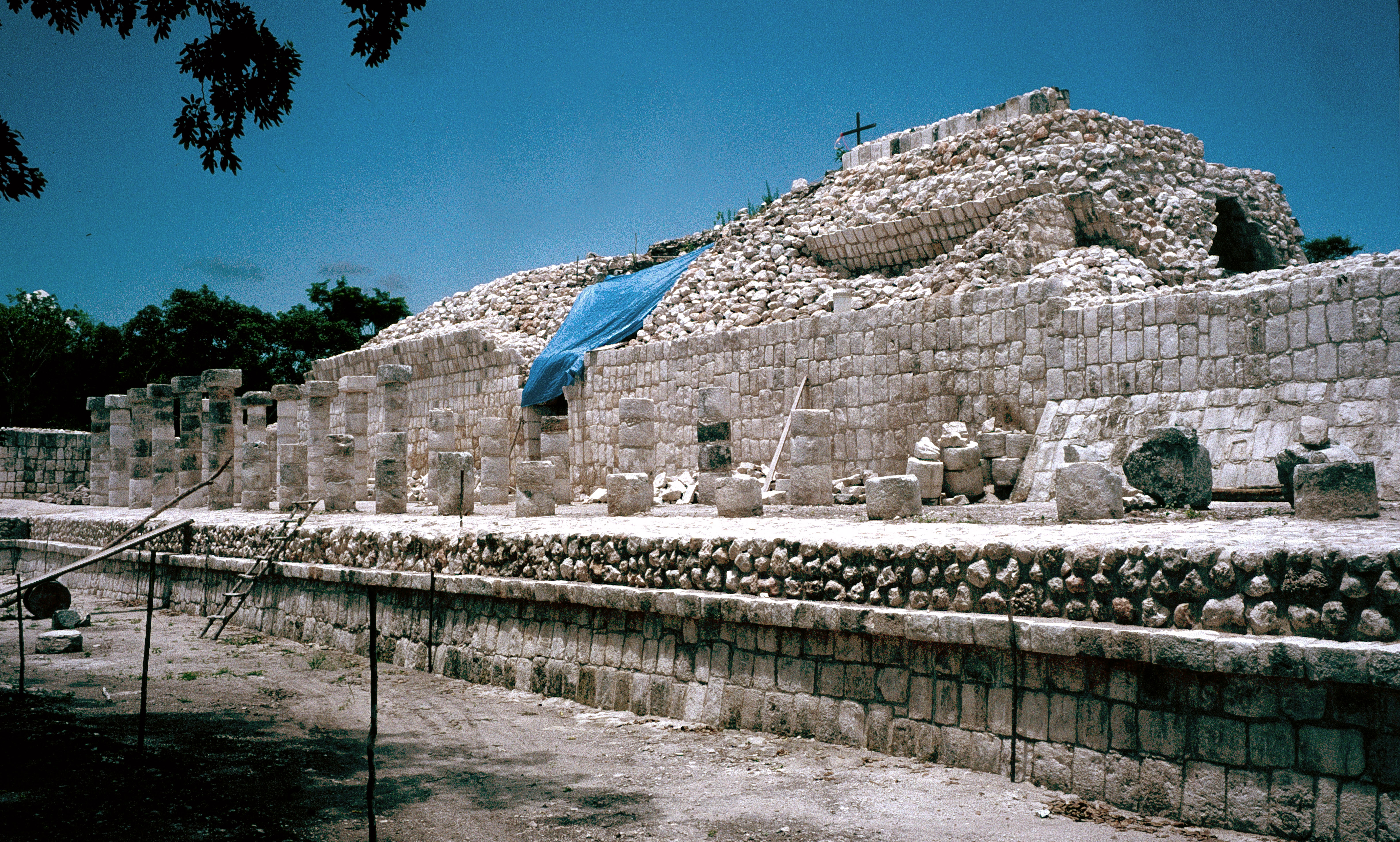
Gebäude 3D5, Seite des Tausendsäulenhofes

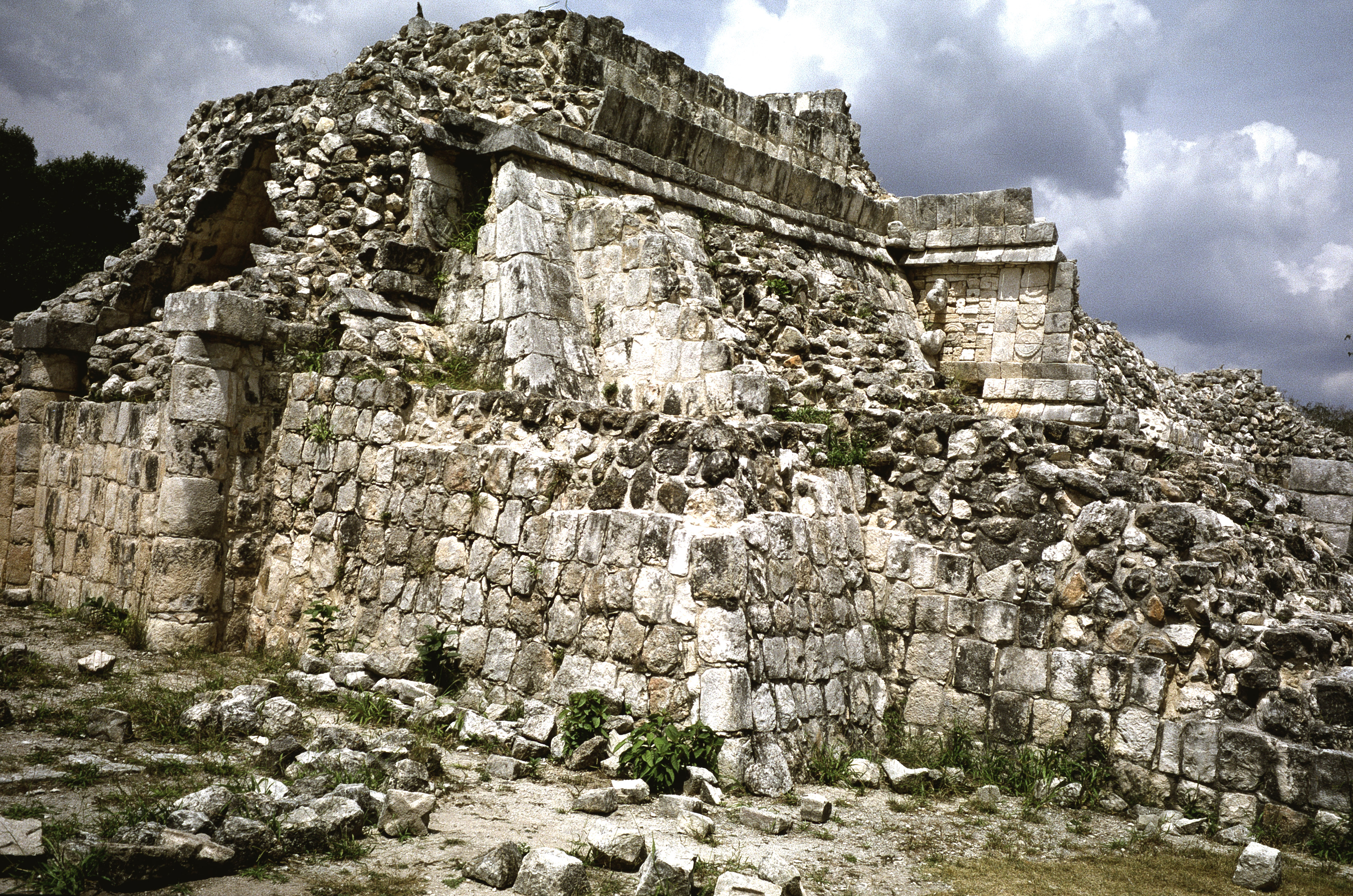
Gebäude 3D5, Ostseite

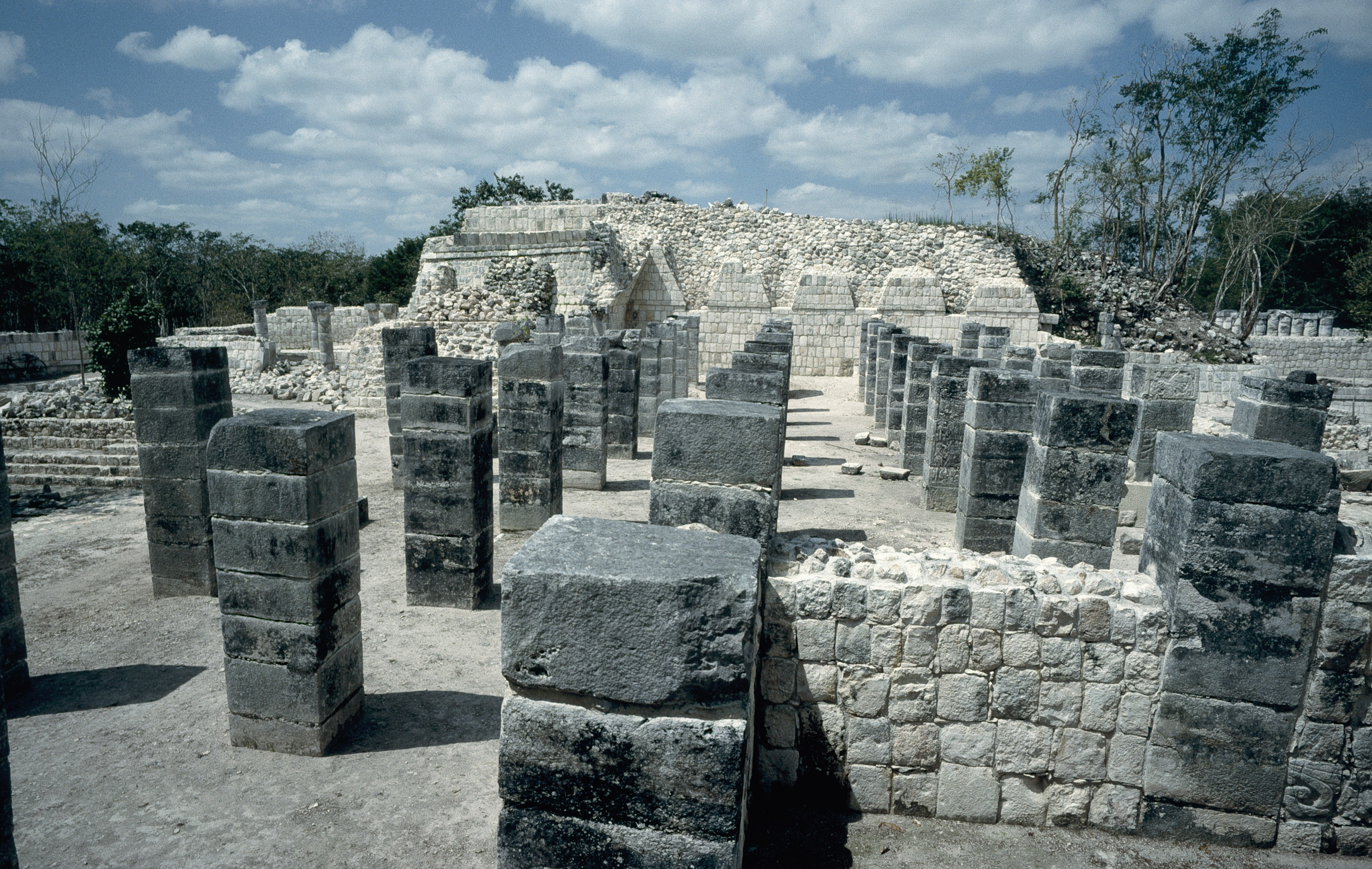
Gebäude 3D5 und Halle 3D6 von Osten

Das Gebäude liegt im nördlichen Teil des Südarmes der Tausend Säulen. Ihm ist im Westen eine zweireihige Säulenhalle vorgelagert. Dieses Gebäude (technische Nomenklatur 3D5) hat mehrere Umgestaltungen erfahren. Ursprünglich bestand es aus zwei im rechten Winkel zueinander stehenden Reihen von Räumen. Die Fassade ist ungewöhnlich gut erhalten, weil das erste Gebäude zu einem späteren Zeitpunkt auf allen Seiten ummauert wurde, um auf einem höheren Niveau einen kleinen Tempel zu bauen, zu dem von Osten (also nicht vom Hof der Tausend Säulen) eine Treppe hinaufführte. Für die westlich vorgelagerte Säulenhalle wurde die vordere Reihe von Räumen abgerissen und die Reste mit Steinmauerwerk verfüllt.
Die Fassade dieses frühen Gebäudes ist gekennzeichnet durch einen hohen abgeschrägten Sockel, eine glatte untere Wandfläche und ein mittleres Friesband aus drei Gliedern, wobei das mittlere einen durchlaufenden Dekor aufweist. Aus ihm ragen in größeren Abständen Schlangenköpfe heraus. Die obere Fassadenfläche zeigt Masken (in Form von zweigliedrigen Kaskaden) und dazwischen Felder mit entweder drei Rosetten übereinander oder einer großen Rosette. Auch das obere Gesims bestand aus drei Bändern, von denen wiederum das mittlere in Flachrelief dekoriert war.
Das Gebäude ist ein gutes Beispiel für einen Architekturstil in Chichén Itzá, der früher als der als toltekisch bezeichnete liegt und Beziehungen zum Puuc-Stil aufweist.
Östlich schließt eine lange Halle (3D6) an, die von sechs Reihen von quadratischen Pfeilern gebildet wird. In späterer Zeit wurden am östlichen Ende zwischen den Pfeilern Zwischenmauern eingezogen, entweder um eine höhere Stabilität zu gewährleisten oder um einen kleinen Raum abzutrennen.
Südlich schließt an dieses Gebäude der eigentliche Palast der skulptierten Säulen an. Das Gebäude ist einigermaßen komplex: Zum Hof zu liegt ein aus zwei Reihen von rundum skulptierten Säulen bestehender Portikus. In der Mitte befindet sich ein Eingang in einen schmalen Raum, der Zugang ist zu einem dahinter liegenden rechteckigen Raum mit zwei Säulenreihen. Von dort gelangt man sowohl im Süden wie im Norden zu quadratischen Räumen mit neun Säulen.

#### Templo de las Mesitas – Tempel des kleinen Opfertisches

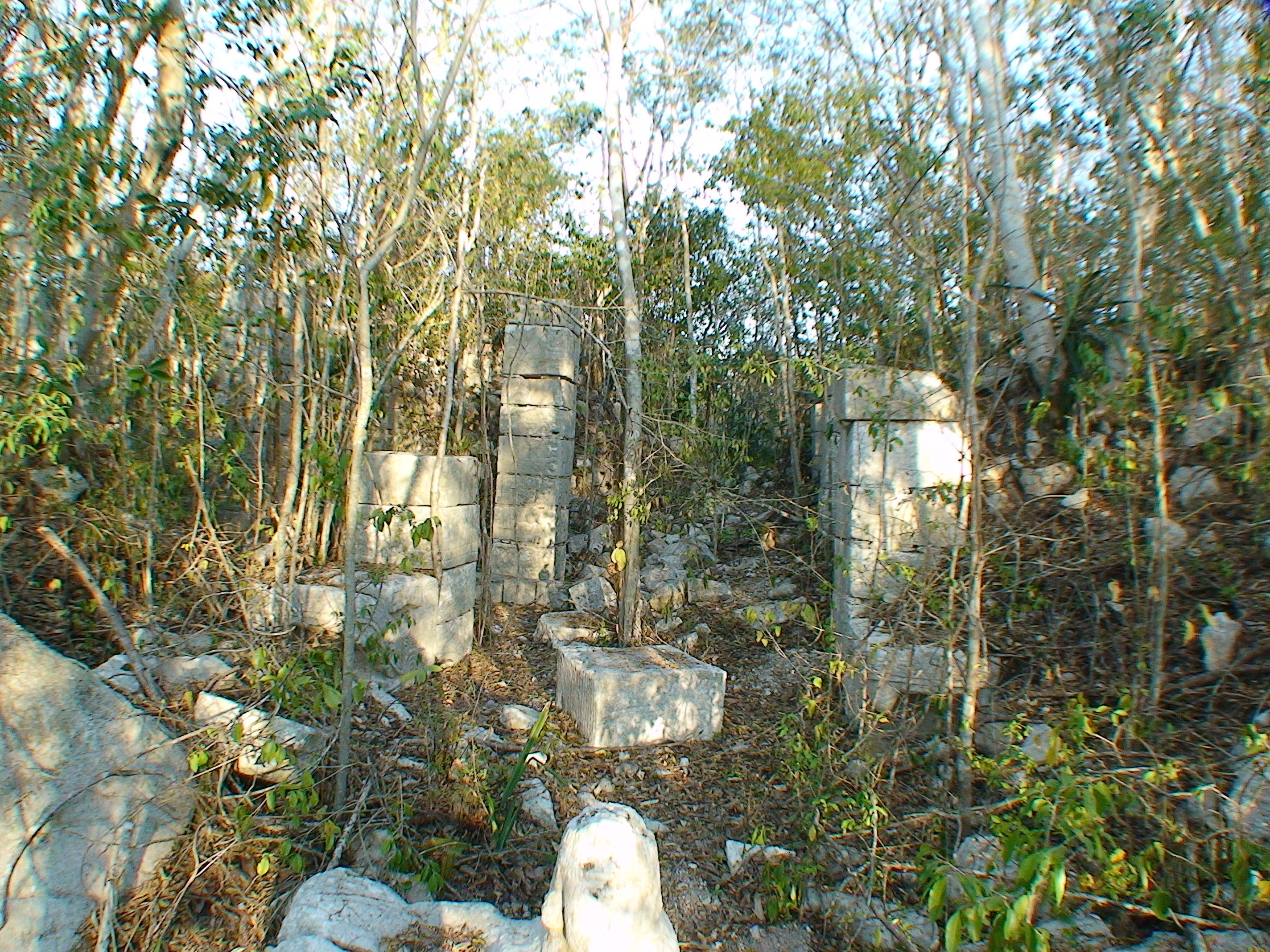
Eingang des Tempels des kleinen Opfertisches

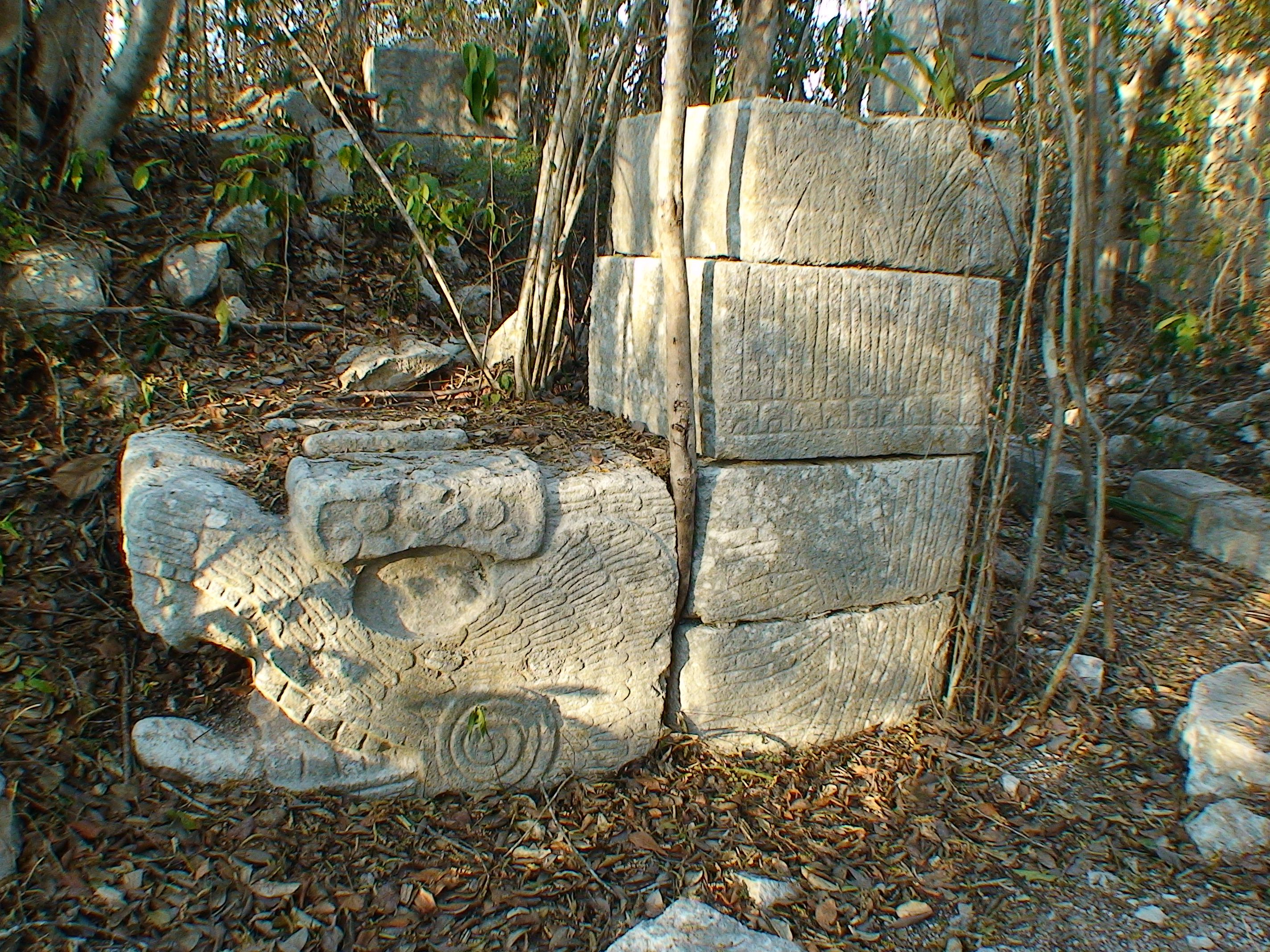
Schlangenpfeiler am Tempel

Südlich an das eben beschriebene Gebäude schließt dieser bisher nicht ausgegrabene und restaurierte Tempel (3D8) an, dessen erste Beschreibung (und der deutsche Name) auf Teobert Maler zurückgeht. Strukturell ist das Gebäude dem Kriegertempel und dem Tempel des großen Opfertisches sehr ähnlich.
Auch hier befinden sich auf einer erhöhten Plattform mit zentraler Treppe auf der Westseite zwei hintereinander gelegene Räume. Das Dach wurde von skulptierten Pfeilern getragen. Der Eingang wurde auch hier von zwei monumentalen Pfeilern in Schlangenform gebildet.
In der Reihe der Bauten an der östlichen Seite des Hofes folgen mehrere ebenfalls bisher nicht freigelegte Bauten. 3D9 besitzt eine Säulenhalle, hinter der ein zweiräumiger Tempelbau liegt. Gebäude 3D10 besteht aus mehreren verbundenen Säulenhallen mit beträchtlicher Innenfläche. Hier wurden zahlreiche Zwischenmauern zwischen den Säulen eingezogen.

#### Kleine Bauten hinter der Ostkolonnade

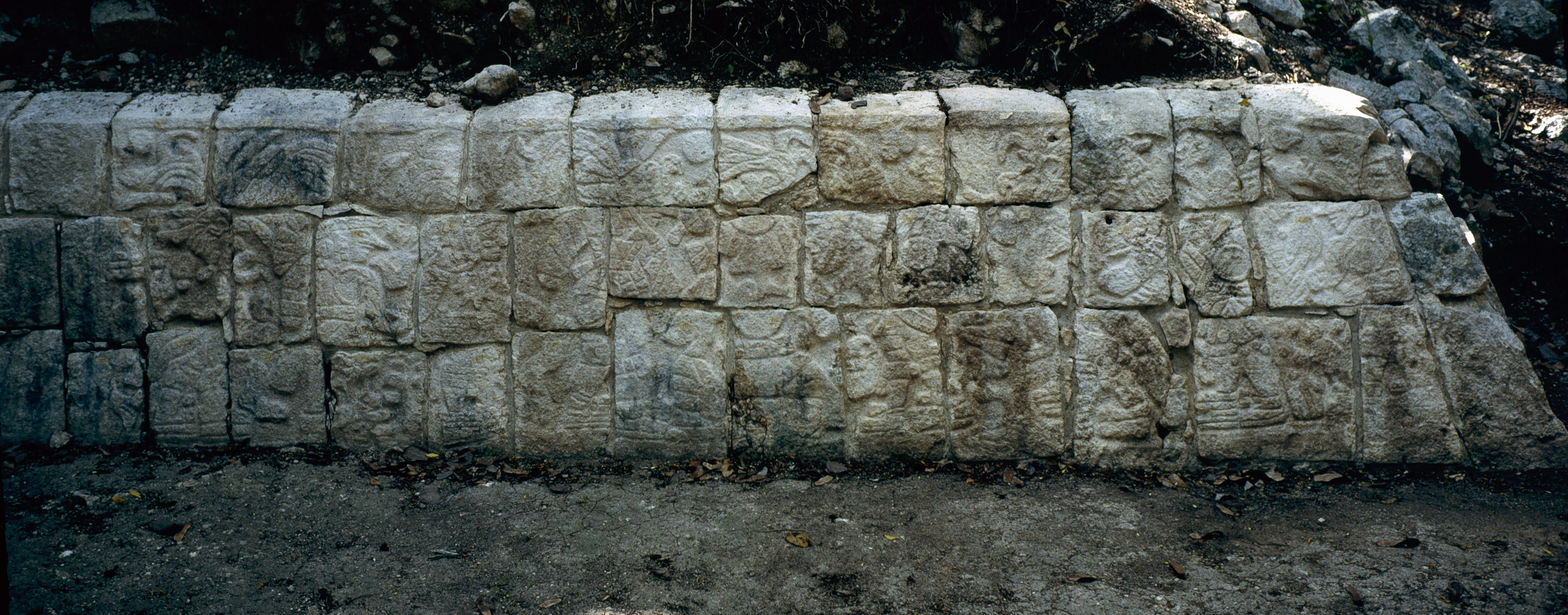
Relief des Ballspielplatzes 3E2

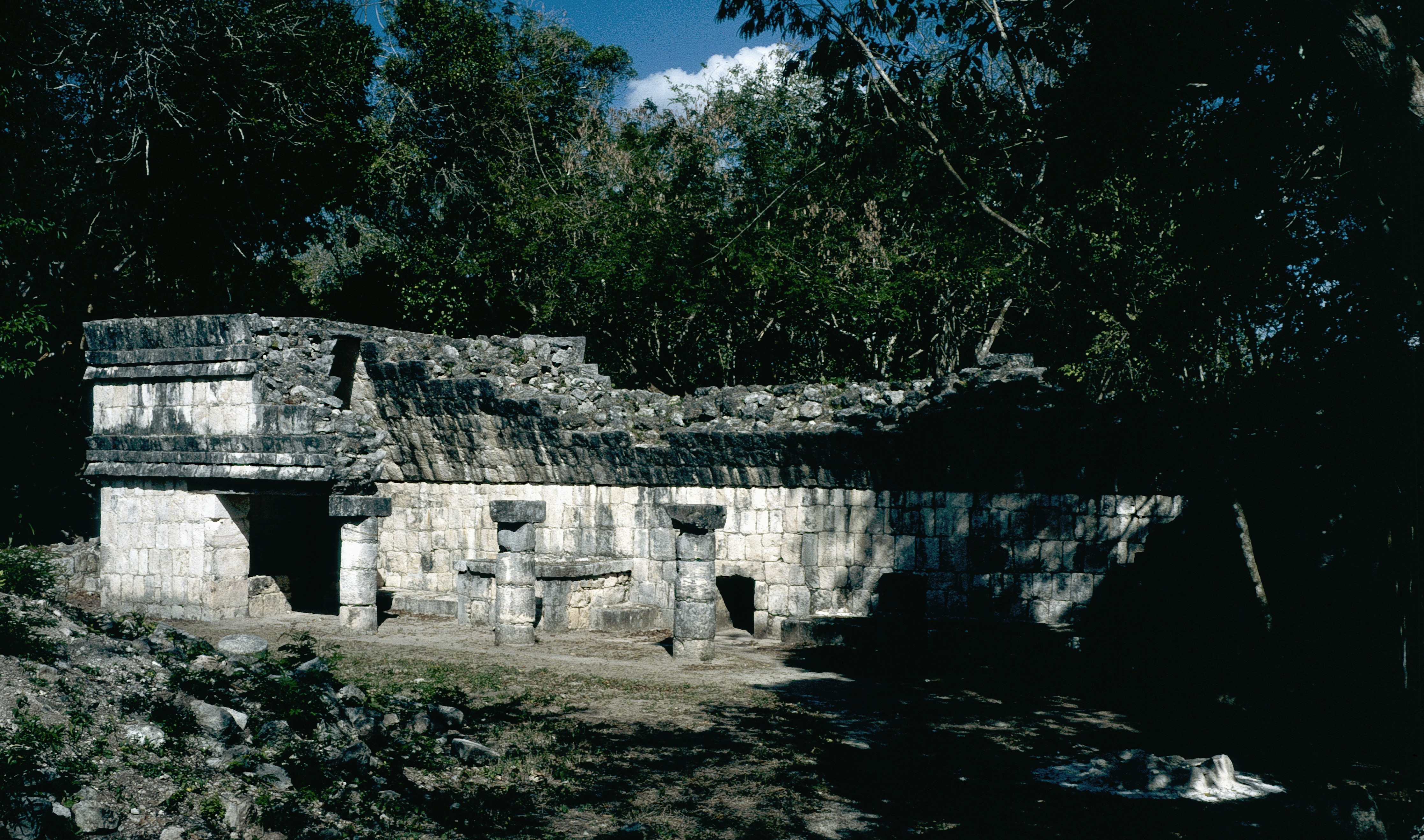
Schwitzbad Temazcal

Hinter den hier beschriebenen Bauten liegen mehrere kleinere Konstruktionen. Von Bedeutung ist vor allem das ungewöhnlich große und aufwändig errichtete Schwitzbad (Temazcal), denn mehrere kleinere Schwitzbäder im Hof der Tausend Säulen sind im Vergleich winzig. Das Gebäude hat einen kleinen Portikus aus vier Säulen mit Bänken an der Rückwand in verschiedener Höhe. Von dort aus führt ein niedriger Durchschlupf in das eigentliche Schwitzbad, einen rechteckigen Raum mit niedrigem Steingewölbe und einer Nische auf der Rückseite.
Nördlich neben dem Schwitzbad befindet sich ein mittelgroßer Ballspielplatz (3E2), von dem nur die Seitenwände der Reflexflächen freigelegt wurden. Sie zeigen Krieger oder Ballspieler mit großem Federkopfschmuck in einem wenig präzise ausgeführten Flachrelief, das früher mit Stuck übermodelliert gewesen ist.

#### Mercado – der „Markt“

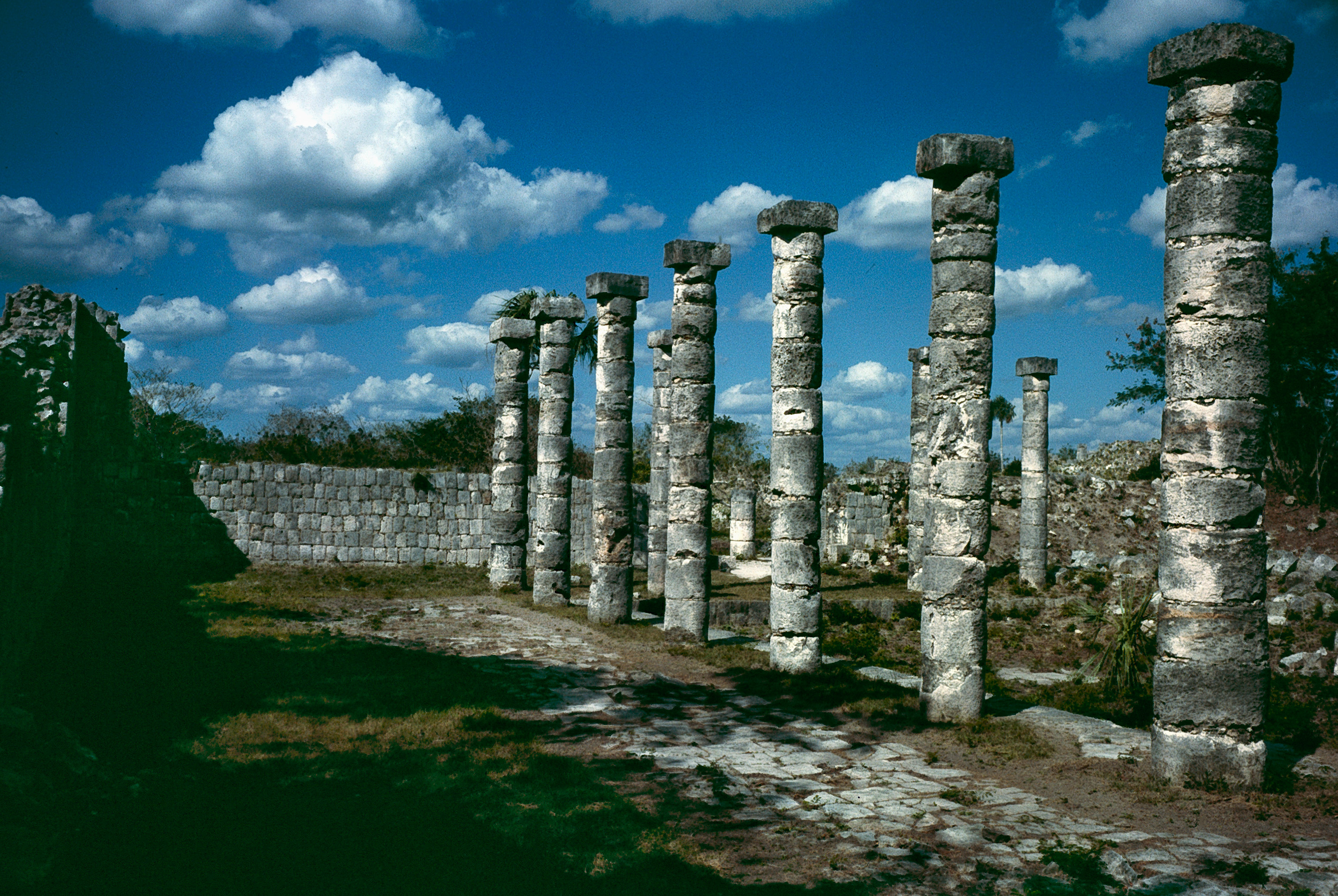
Quadratischer Hof des Mercado

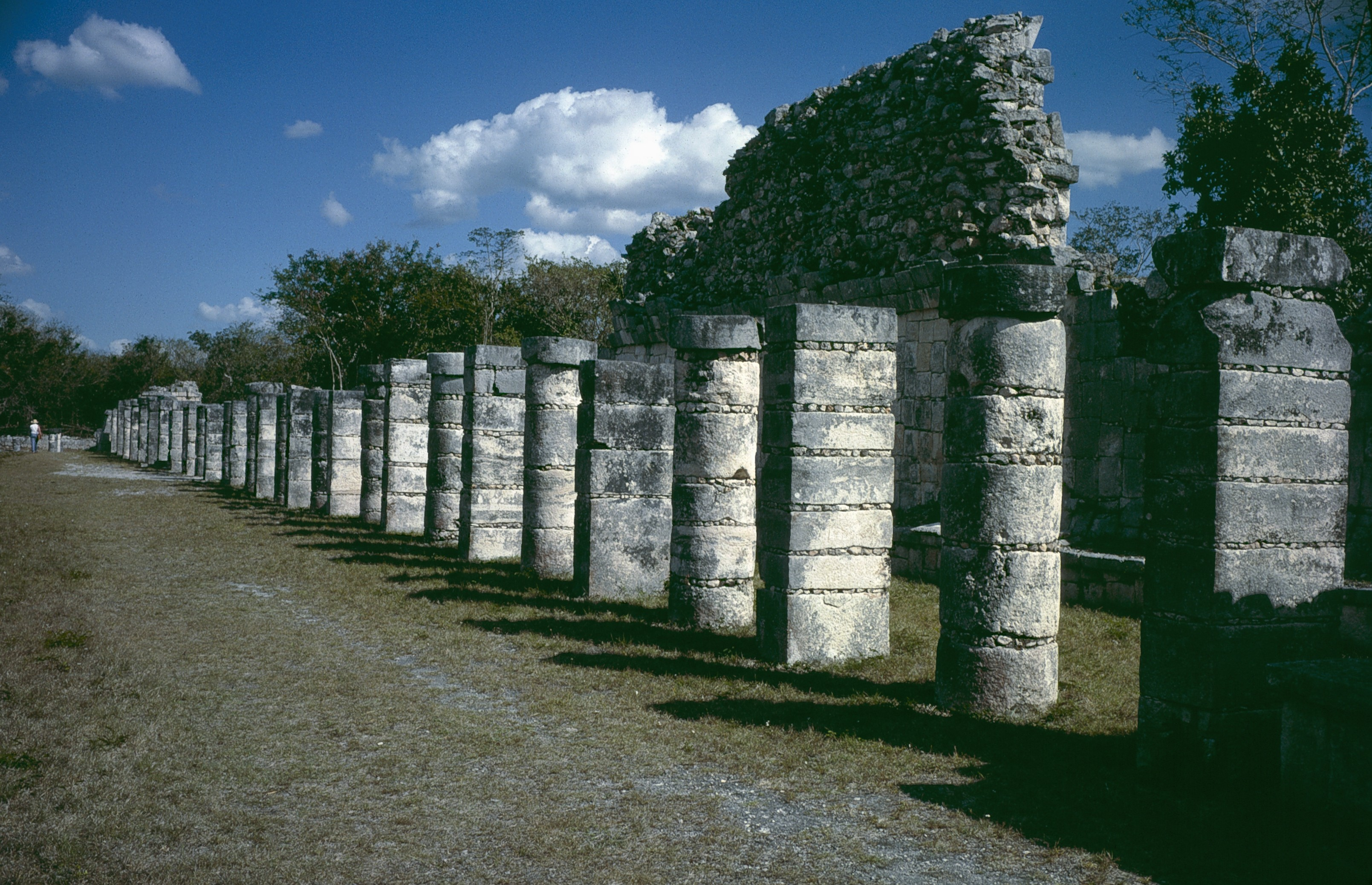
Portikus des Mercado

Der fälschlich so genannte Markt der Tempelstadt Chichén Itzá ist ein Beispiel für Hofgalerien, die nach der Blütezeit der Maya entstanden. Das Gebäude besteht aus einem langen Portikus in Ost-West-Richtung, der über eine Treppe aus dem davor liegenden freien Gelände zu erreichen ist. Die Rückwand des Portikus ist von einer gemauerten Bank gesäumt, die von vorspringenden „Thronsitzen“ mit skulptierten Seiten (Darstellungen von Kriegern in Prozessionen) unterbrochen sind.
Der Portikus war mit dem Maya-Gewölbe überdeckt, das auf Holzbalken ruhte. In der Mitte der Rückwand führt eine breite Türöffnung, deren Seiten ebenfalls Kriegerdarstellungen zeigen, in den quadratischen Hof. Dieser war auf allen vier Seiten von einer hohen Außenwand umgeben. Parallel zur Außenwand verlief eine Reihe von Säulen, auf denen eine hölzerne Dachkonstruktion abgestützt war, die von der Außenwand ausging. Das Innere des Hofes war etwas vertieft und nicht überdacht. Die Funktion der Hofgalerien und damit auch die des „Marktes“ ist nicht geklärt.

### Die Gruppe des Hohenpriestergrabes
Diese Gruppe liegt außerhalb der Umfassungsmauer der großen Plattform und der Gruppe der Tausend Säulen, sie ist mit der Ersteren durch einen gemauerten Weg verbunden, der von einer Toröffnung der Umfassungsmauer ausging.

#### Osario – Hohenpriestergrab

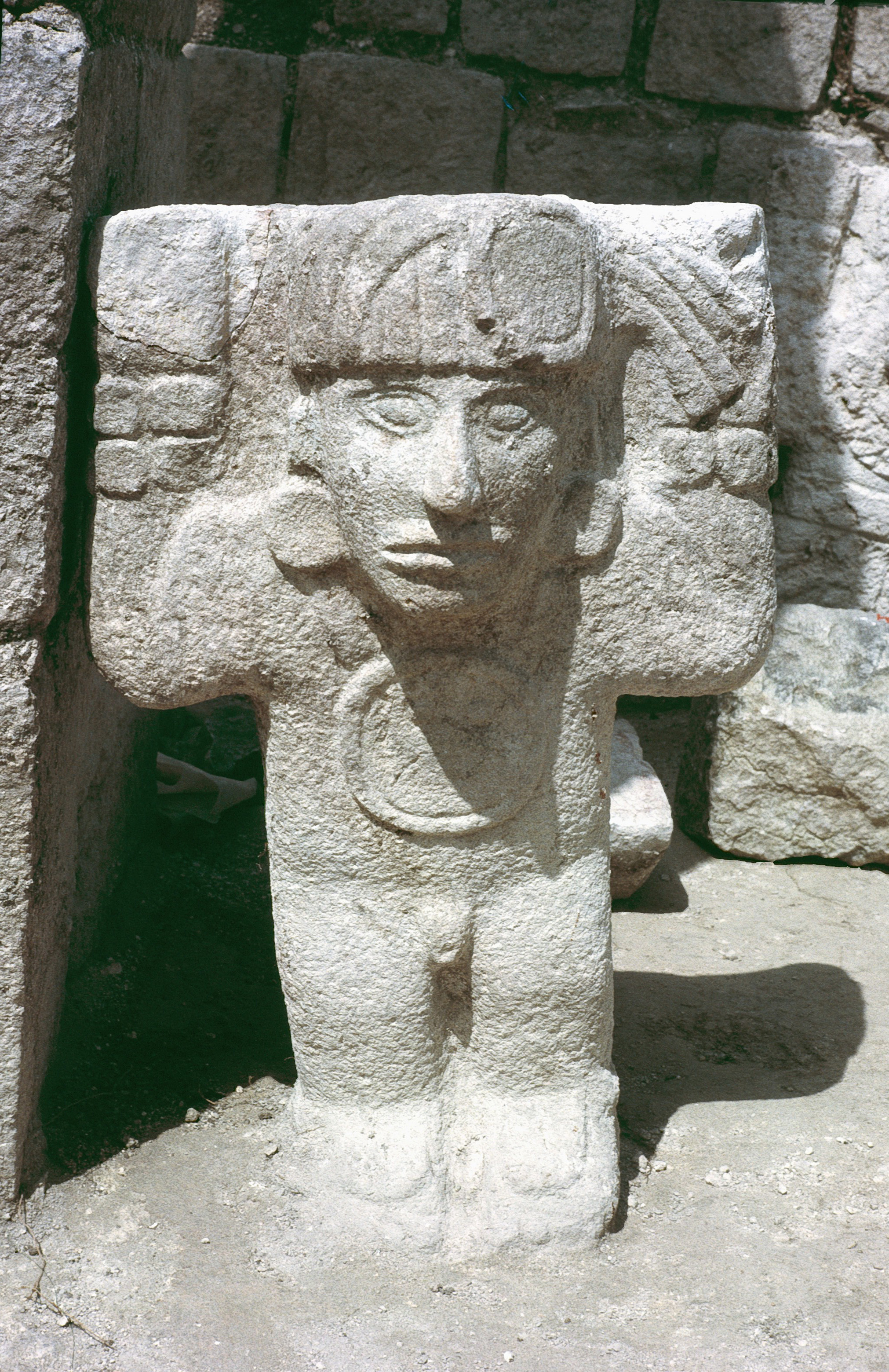
Osario, Atlantenfigur, Träger des Opfertisches im Tempelbau

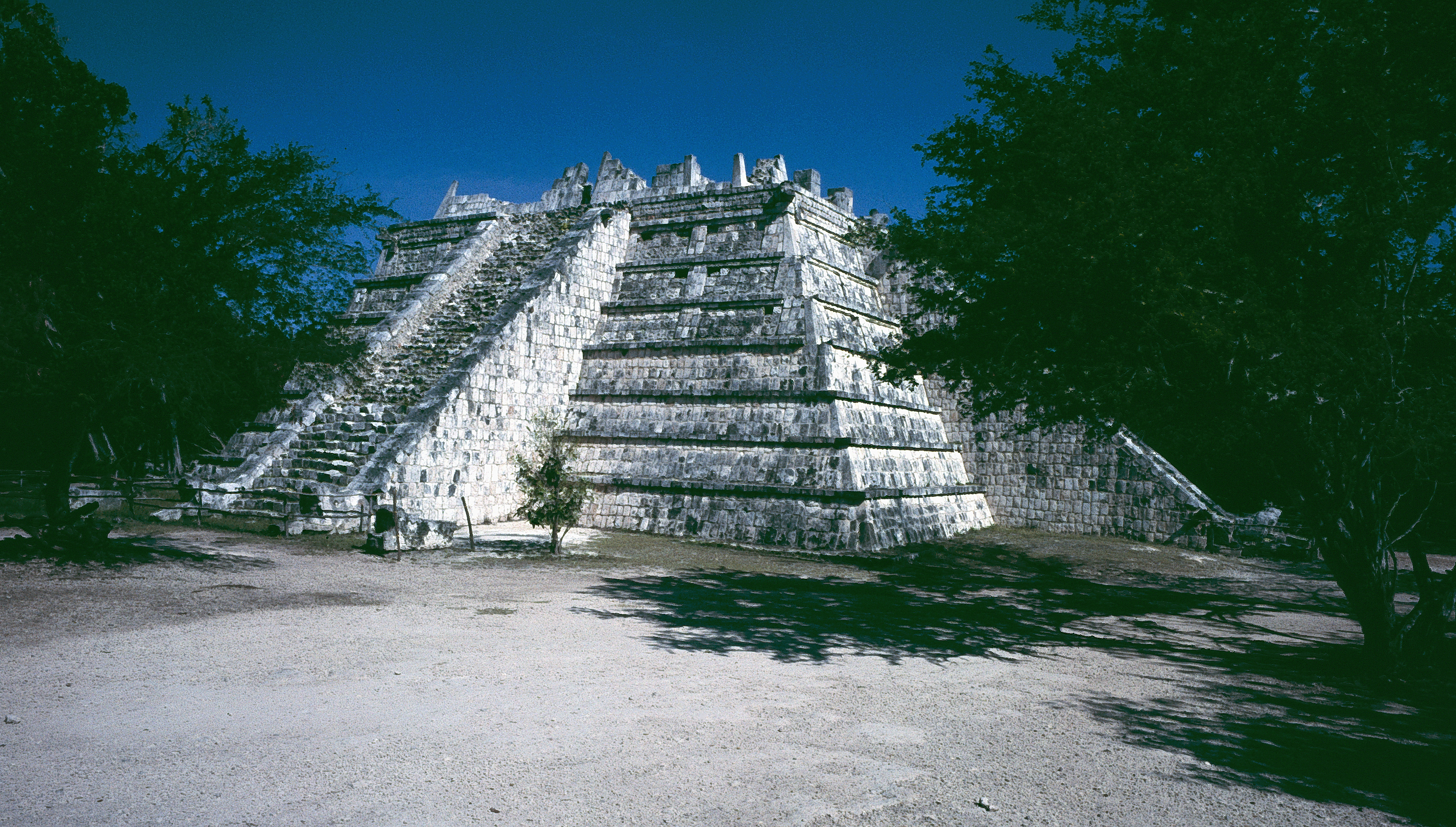
Osario – Hohenpriestergrab

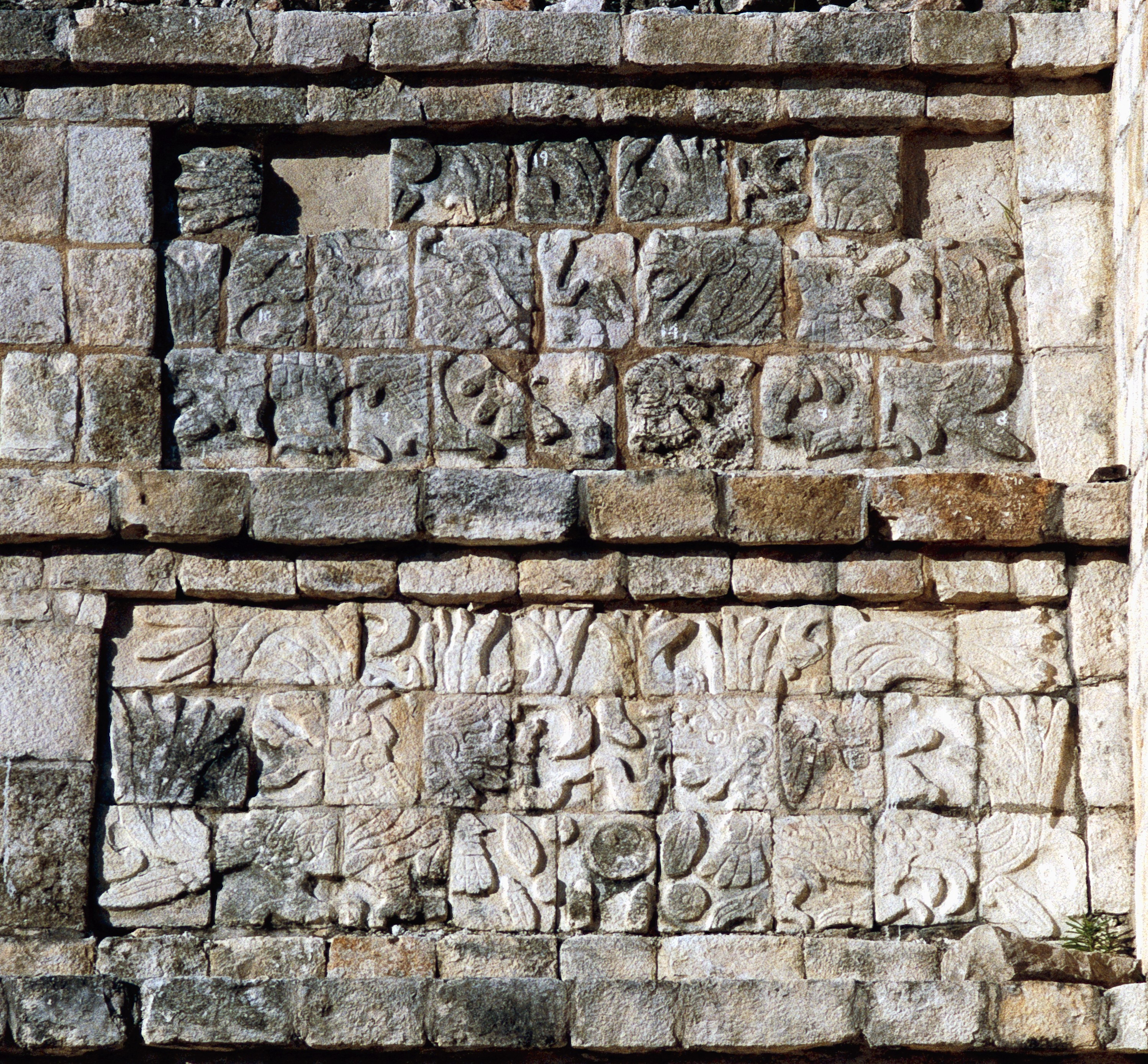
Panel mit Vogelfiguren am Osario

Am Rand des zentralen Bereiches von Chichén Itzá steht das sogenannte Grab des hohen Priesters. Der phantasievolle Name geht auf den US-amerikanischen Diplomaten und Archäologen Edward H. Thompson zurück, der erste Ausgrabungen unternahm und hierbei im Inneren einen tiefen senkrechten Schacht entdeckte, der zu einem unterhalb des Geländeniveaus liegenden Grab in einer natürlichen Höhle führte. In den 1990er Jahren wurden die Pyramide und der Tempelraum unter Leitung von Peter J. Schmidt ausgegraben und rekonstruiert.
Bei dem Osario handelt es sich um eine vierseitige Pyramide, die in ihrer Struktur dem Castillo mit gestuften Außenwänden und Treppen auf den vier Seiten, die unten in Schlangenköpfen enden, entspricht. Die Treppenwangen sind als Schlangenleiber gestaltet. Die nahezu senkrechten Flächen der sieben Pyramidenstufen zeigen ein oder zwei längliche eingesenkte Felder, in denen sich jeweils zwei fantastische Vögel mit menschlichem Schmuck in Flachrelief gegenüberstehen.
Der Tempelraum gleicht eher dem des Kriegertempels mit reliefierten Steinpfeilern und einem von zwergenhaften Atlanten getragenen Opfertisch. Der Eingang wird durch zwei große Säulen in Form aufgerichteter Schlangen gebildet. Zwei der steinernen Pfeiler im Tempelraum tragen Inschriften, die auch Datierungen enthalten, entsprechend 5. Februar und 12. Mai 998 n. Chr. (umgerechnet auf den gregorianischen Kalender).
Die Außenfassade des Tempelbaues ist im Puuc-Stil gehalten, jedoch zum allergrößten Teil nicht mehr an Ort und Stelle erhalten. Aus dem Schutt ließen sich für die Ecken des Tempelraums ungewöhnlich hohe Kaskaden von vier Masken rekonstruieren.

#### Bauten nahe dem Osario

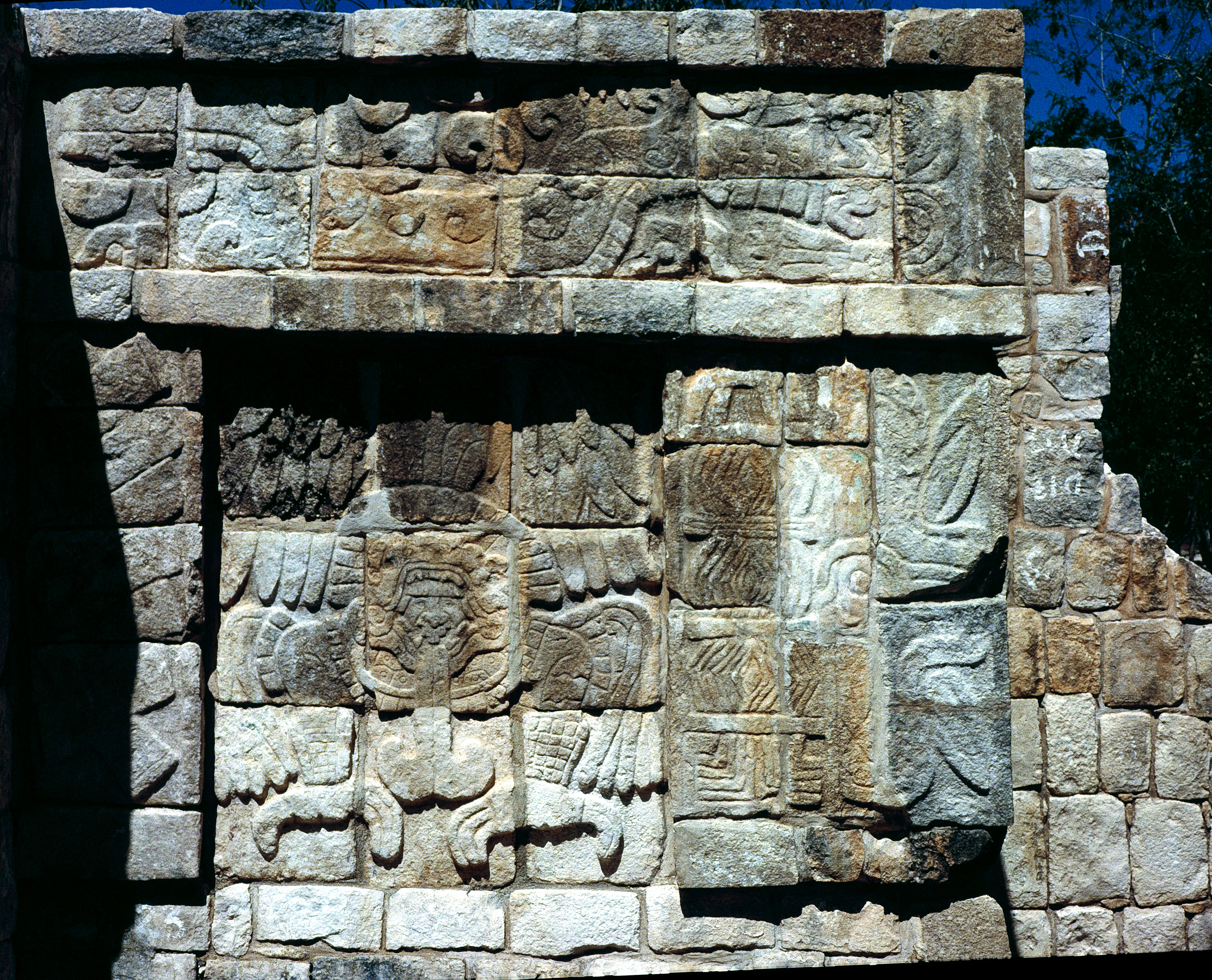
Venusplattform vor dem Osario

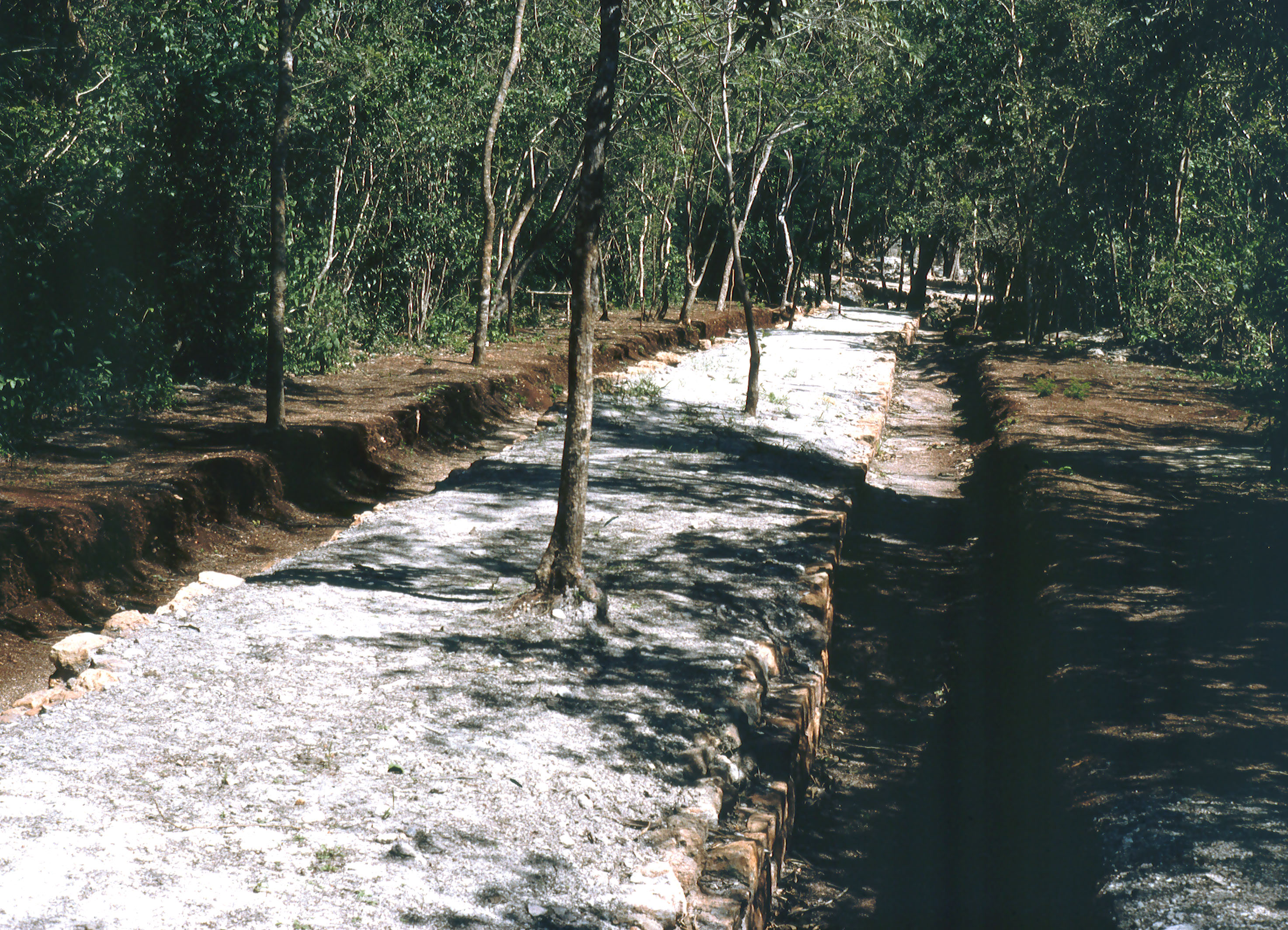
Sacbe 6 Richtung Xtoloc-Tempel

Vor der Pyramide in östlicher Richtung liegen auf einer Linie, die sich anschließend in einem Sacbé fortsetzt, der zum kleinen Xtoloc-Tempel führt, drei kleinere Konstruktionen: Eine Rundplattform, eine Plattform in der gemauerte Gräber gefunden wurden. In der Mitte befindet sich die (südliche) Venusplattform, die das beinahe identische Bildprogramm (und daher wohl auch Funktion) der nördlichen Venusplattform aufweist. Auch hier treten die Vogel-Menschen en face auf, die aus einem vertieften Feld herausblicken, und zu ihrer Seite steht das geschnürte Bündel von Stäben, gekrönt vom mixtekischen Jahresträgerzeichen. Daneben das große Venuszeichen. Die Ausführung der Reliefs ist jedoch qualitativ weit schlechter als bei denen auf der großen Plattform.

##### Xtoloc-Tempel

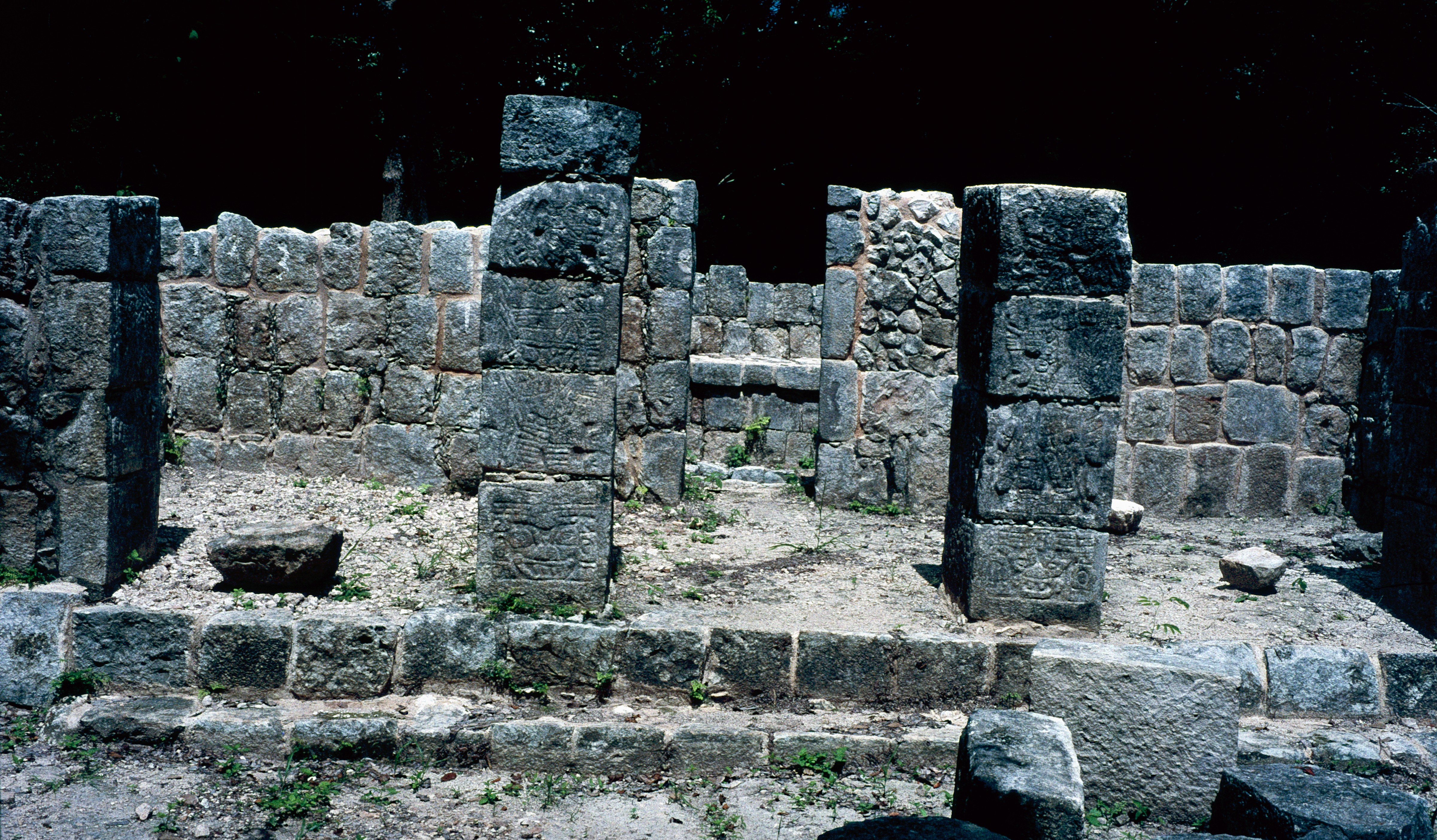
Xtoloc-Tempel

Von den beschriebenen drei kleinen Konstruktionen führt ein teilweise wegen darunter liegender Hohlräume eingestürzter und rekonstruierter Sacbé zum kleinen Xtoloc-Tempel, der am Rande des gleichnamigen cenote steht. Dieser Tempel besitzt einen von vier Säulen getragenen Eingang, der zu einem lang-rechteckigen Portikus mit sechs Säulen führt. Zwei Stufen höher liegt dann der Eingang aus zwei quadratischen, skulptierten Pfeilern. Die Reliefqualität ist ungewöhnlich schlecht, sowohl in der Zeichnung wie in der Ausführung. Der Eingang führt zu einem kleinen Raum, von dem aus in der Mitte eine schmale Tür Zugang zu einer dahinter liegenden kleinen Kammer mit einer hohen steinernen Sitzbank gewährt. Dieser Grundriss ist eine Abwandlung eines in Chichén Itza bei kleinen Tempeln häufigen Typs.

#### Casa Colorada – Rotes Haus

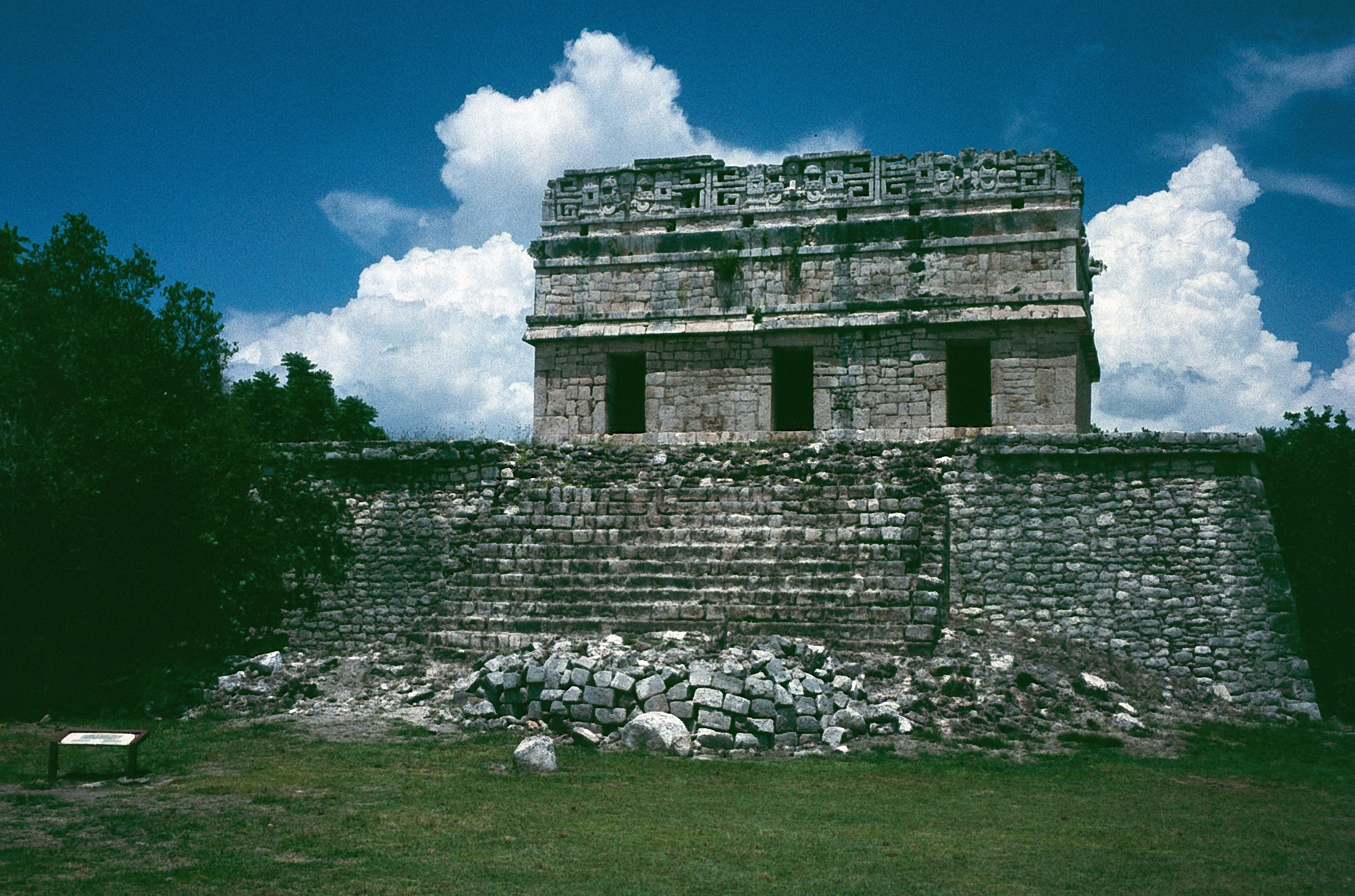
Die Casa Colorada

Unweit des Hohepriestergrabes liegt auf einem hohen Sockel mit breiter zentraler Treppe das Rote Haus (Casa Colorada), das seinen Namen von der roten Bemalung in seinem Inneren erhielt, die in kleinen Resten erhalten ist. Ein langes Band mit Hieroglypheninschrift zieht sich im vorderen Raum über den Eingängen zu den hinteren Räumen entlang. Das Gebäude trägt auch den Mayanamen Chichánchob (kleine Öffnungen), die in der Fassade zu sehen sind. Der Tempel weist auf der Frontseite drei Eingänge auf, die Fassade ist schlicht gestaltet und wird durch zwei darüberliegende Gesimse und verzierte Zinnenreihen gegliedert. Das Gebäude wird auf ca. 850 n. Chr. datiert und zählt zu den ältesten Gebäuden in Chichén Itzá.
Auf der Rückseite des Gebäudes wurde später an den hohen Sockel ein Ballspielplatz angebaut. Der heute sichtbare Ballspielplatz ist eine spätere Überbauung einer früheren gleichartigen aber kleineren Konstruktion. Auf der östlichen Seite des Ballspielplatzes liegt ein stark zerstörtes Gebäude mit Portikus-Eingang. Die Restaurierung erfolgte in den Jahren 2009 und 2010.

#### Casa del Venado – Haus des Hirschen

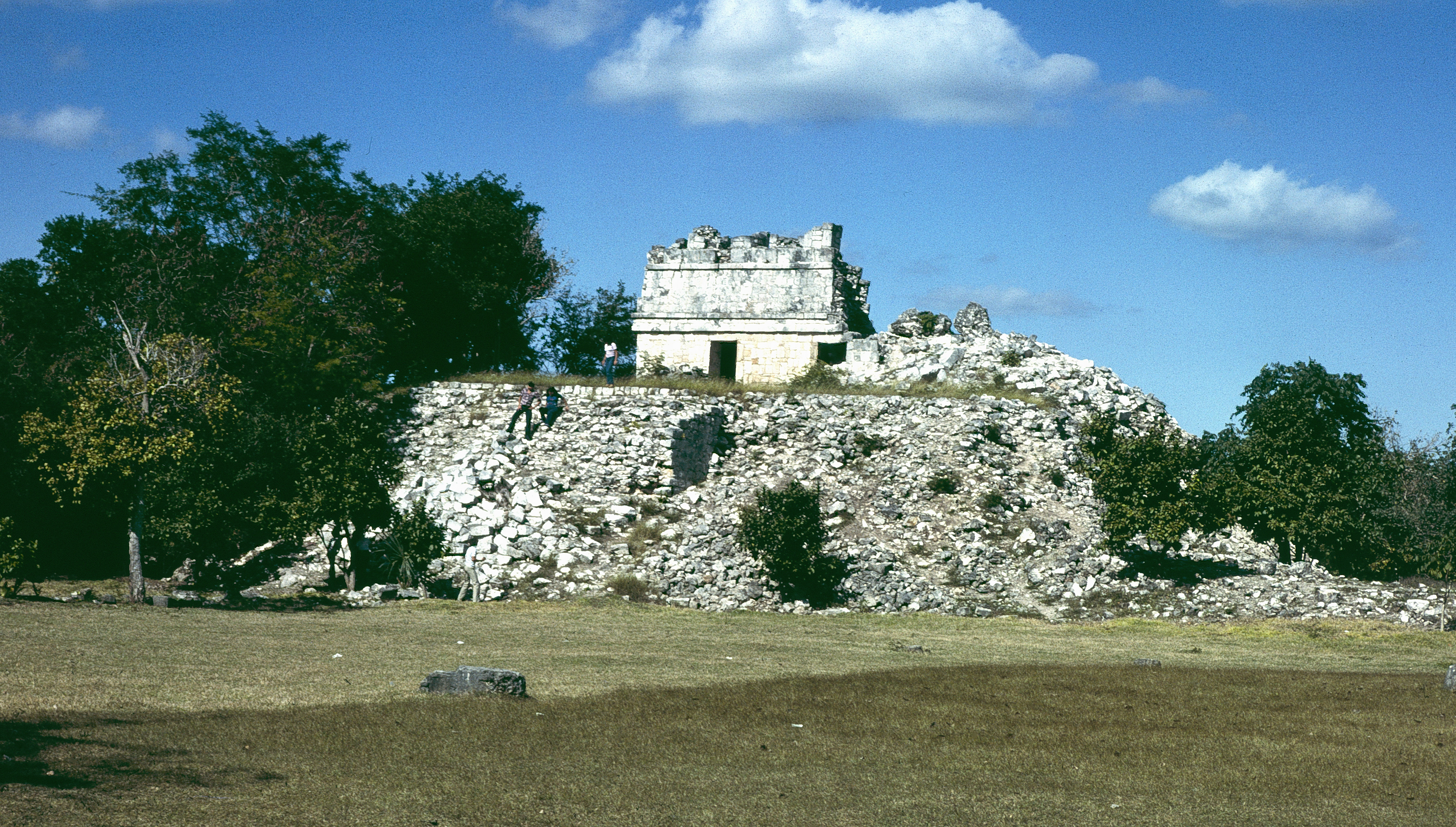
Casa del Venado

Neben der Casa Colorada liegt, ebenfalls auf einer hohen Terrasse mit monumentaler Treppe, das ähnlich gestaltete Haus des Hirschen (Casa del Venado). Es hatte ebenfalls drei Eingänge auf der Frontseite, von denen der rechte samt dem entsprechenden Teil des dahinter gelegenen Raumes sowie der recht hintere Raum eingestürzt sind. Die Fassade war glatt, lediglich im obersten Teil bestanden Dekorationen eines Dachkammes, die durch die Zerstörung nur schwer zu erkennen sind.

### Die Südgruppe oder Gruppe derLas Monjas
Ohne deutliche Abgrenzung schließt im Süden die Südgruppe an, die aus zahlreichen Gebäuden besteht. Herausragend sind hier der Caracol und das große Gebäude Las Monjas mit zahlreichen Bauten an der Ostseite.

#### Caracol – der Schneckenturm
Der Caracol stellt in seiner letzten Ausbauphase ein Observatorium dar. Der Name Caracol bezieht sich auf die gewundene enge Treppe im Inneren, die in den oberen Aufbau des Gebäudes führt (span: escalera de caracol = Wendeltreppe). Das Gebäude, das in den 1930er Jahren unter der Leitung von Karl Ruppert ausgegraben und restauriert wurde, wurde in mehreren Bauphasen errichtet und erhielt seine endgültige Form mit dem charakteristischen Aufbau erst spät. Am Anfang entstand eine große, rechteckige Plattform mit gerundeten Ecken, auf die die erhaltene Treppe auf ihrer Westseite hinaufführte. Die Treppenwangen sind mit den ineinander verschlungenen Leibern von Schlangen geschmückt und enden in einem Schlangenkopf, der über die Treppe hinausragt. Bei den Ausgrabungen wurden aus dem Schutt an die 60 Räuchergefäße in Form menschlicher Köpfe geborgen, die vermutlich ursprünglich auf der Kante der Plattform aufgestellt waren.

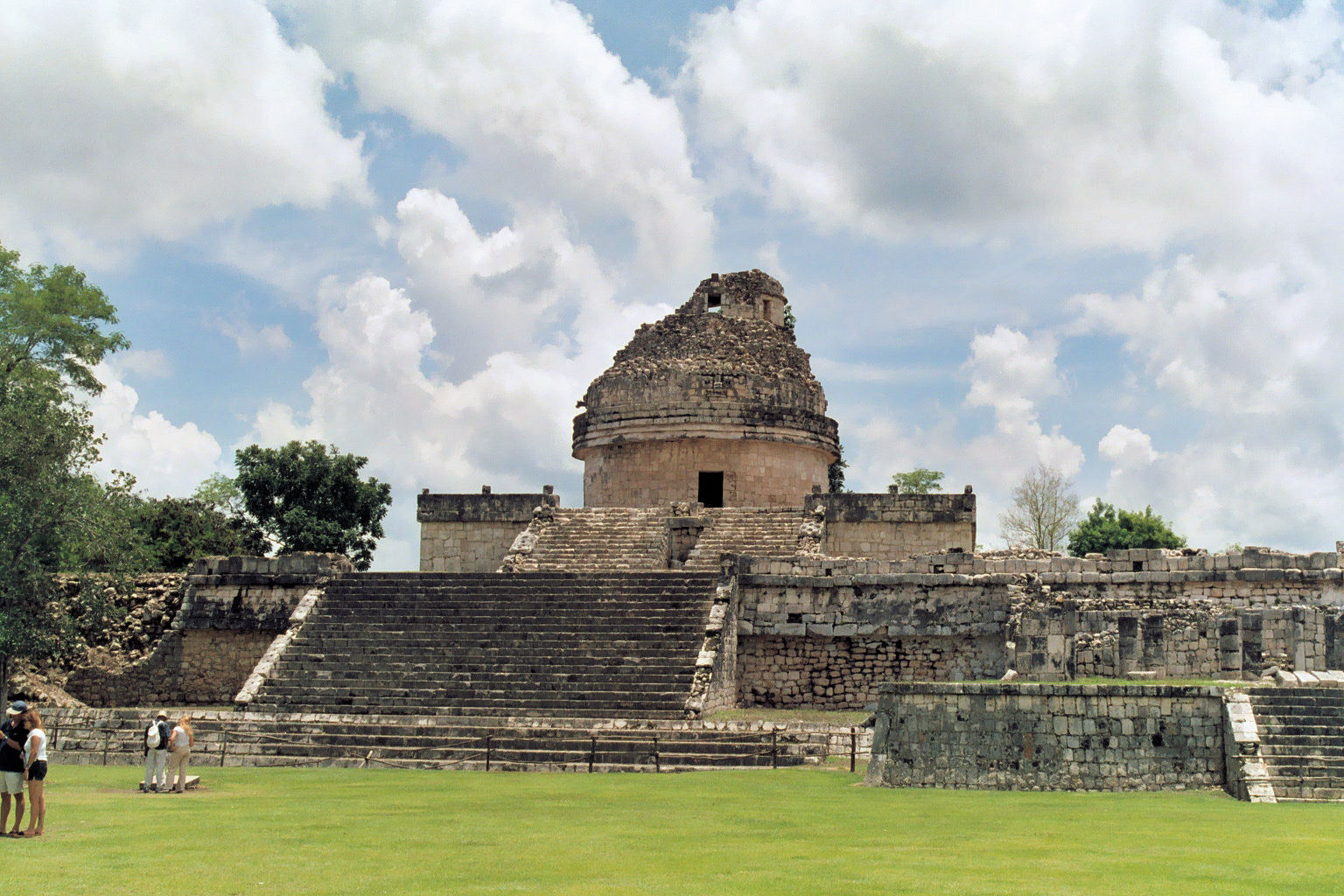
Caracol – Schneckenturm

Über dieser ersten Plattform wurde eine weitere, kreisförmige im Durchmesser von 11 Metern errichtet. Um sie herum baute man anschließend eine weitere, höhere, ebenfalls kreisförmige Plattform mit 16 Metern Durchmesser. Danach gab es eine Erweiterung und Erhöhung an der Westseite, die anschließend an der Ostseite ergänzt wurde. Beide zusammen ergaben eine nicht völlig rechteckige Form mit ungefähr 24 Metern Seitenlänge. Hierzu gehört eine Treppe auf der Westseite, ebenfalls mit verschlungenen Schlangen. In einer Nische dieser Treppe fand man eine Stele mit 132 Hieroglyphenblöcken, deren Datierung jedoch nicht gesichert ist.
Auf der Oberfläche der letzten Plattform wurde schließlich der runde Turmbau errichtet. Er besteht aus zwei konzentrischen gangförmigen Räumen, die mit Maya-Gewölbe überdeckt sind. Zum äußeren wie zum inneren Gang führen jeweils vier Eingänge, die jedoch gegeneinander versetzt sind. Im Zentrum des zweiten kreisförmigen Ganges befindet sich ein runder Mauerblock, der in der Höhe von ungefähr drei Metern eine niedrige und schmale Türöffnung aufweist, von der eine sehr enge und schwer zu passierende gewundene Treppe in den Beobachtungsraum auf dem Dachniveau hinaufführt.
Der obere Aufbau, der eine Beobachtungskammer enthielt, hatte mehrere tiefe und schmale Fensteröffnungen nach außen. Durch diagonales Visieren über die Innen- und Außenkanten der Fenster konnte man mit ausreichender Präzision Positionen am Horizont beobachten. Die drei erhaltenen Fensteröffnungen bieten die im Folgenden angegebenen Ausrichtungen. Andere Deutungen wurden ebenfalls vorgeschlagen.
| - Fenster 1: 270° 57′ (Sonnenuntergang an den Äquinoktien) - Fenster 1: 298° 53′ (nördlichster möglicher Monduntergang) | - Fenster 2: 242° 11′ (südlichster möglicher Monduntergang) - Fenster 3: 182° 13′ (Süden) |

Die untere Wandfläche des Gebäudes ist glatt, allerdings mit 3,3 Metern ungewöhnlich hoch. Der Fries besteht aus fünf einfachen Elementen. Darüber ragt die weitgehend zerstörte obere Wandfläche auf, die über jedem der vier Eingänge eine der typischen Masken aufwies, sowie eine sitzende Figur. Das Gebäude ist im Puuc-Stil errichtet.
Aus dem Caracol stammt auch eine runde Steinscheibe, die in zwei Registern eine zeremonielle Handlung zeigt: In der oberen Hälfte stehen drei Männer vor einem üppig gekleideten Sitzenden, hinter ihm zwei weitere Personen. In der unteren Hälfte stehen drei Männer zwei anderen gegenüber, wobei die beiden mittleren sich die Hände zu geben scheinen. Am Rande der Szenen sind oben Vögel und unten zwei Hunde zu erkennen.

Caracol – Schneckenturm
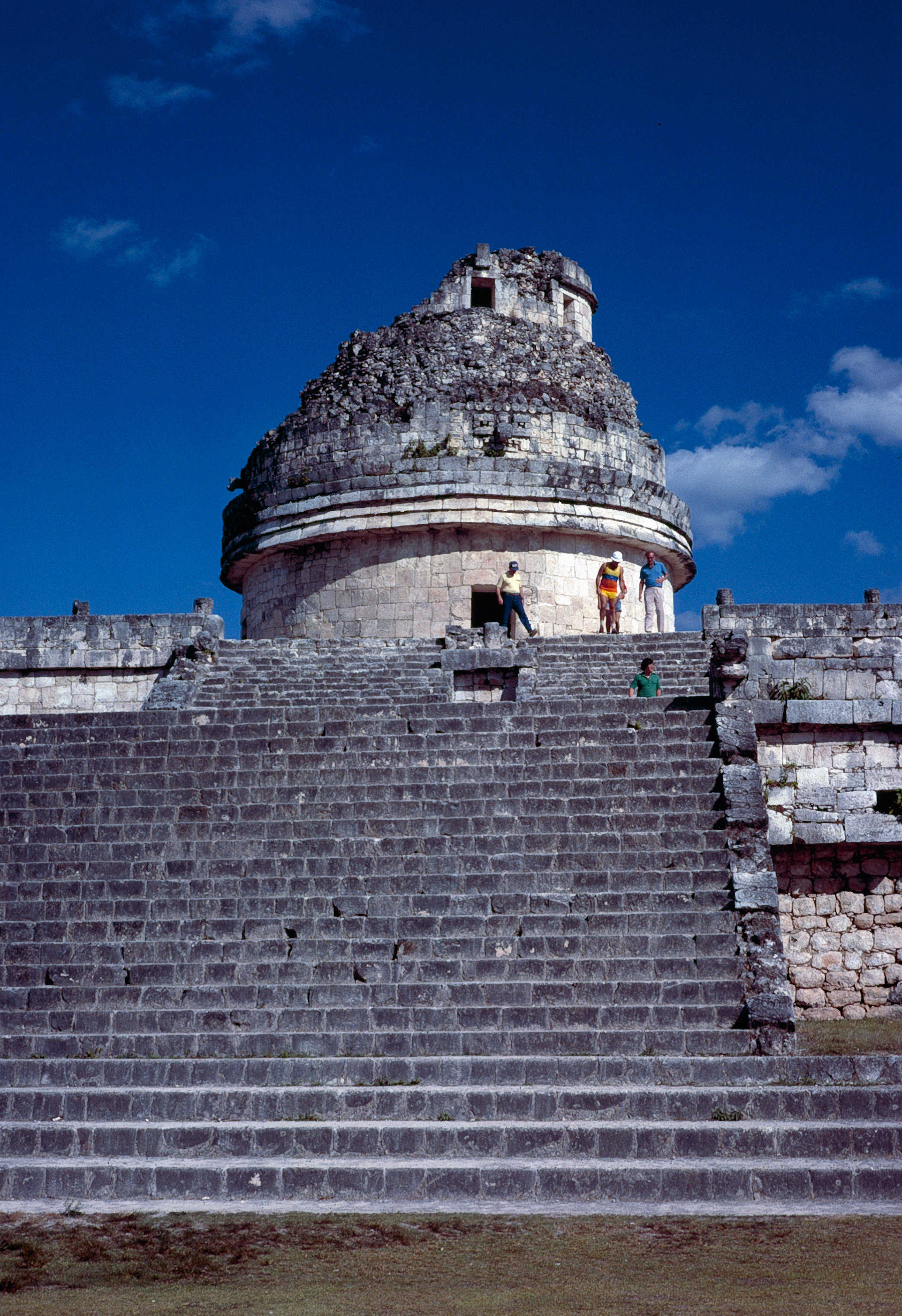
Treppe zum Schneckenturm
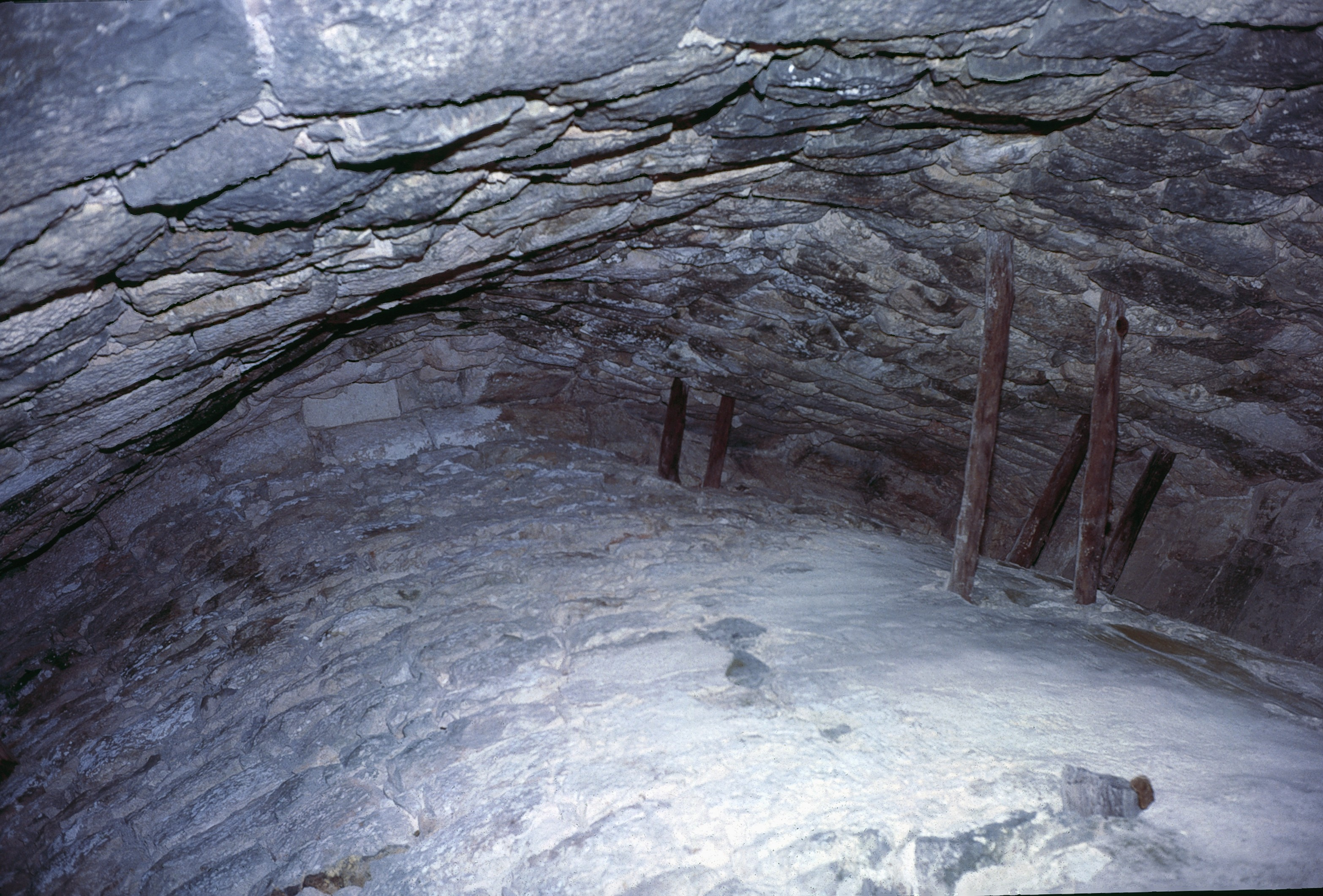
Blick von unten in das runde Mayagewölbe
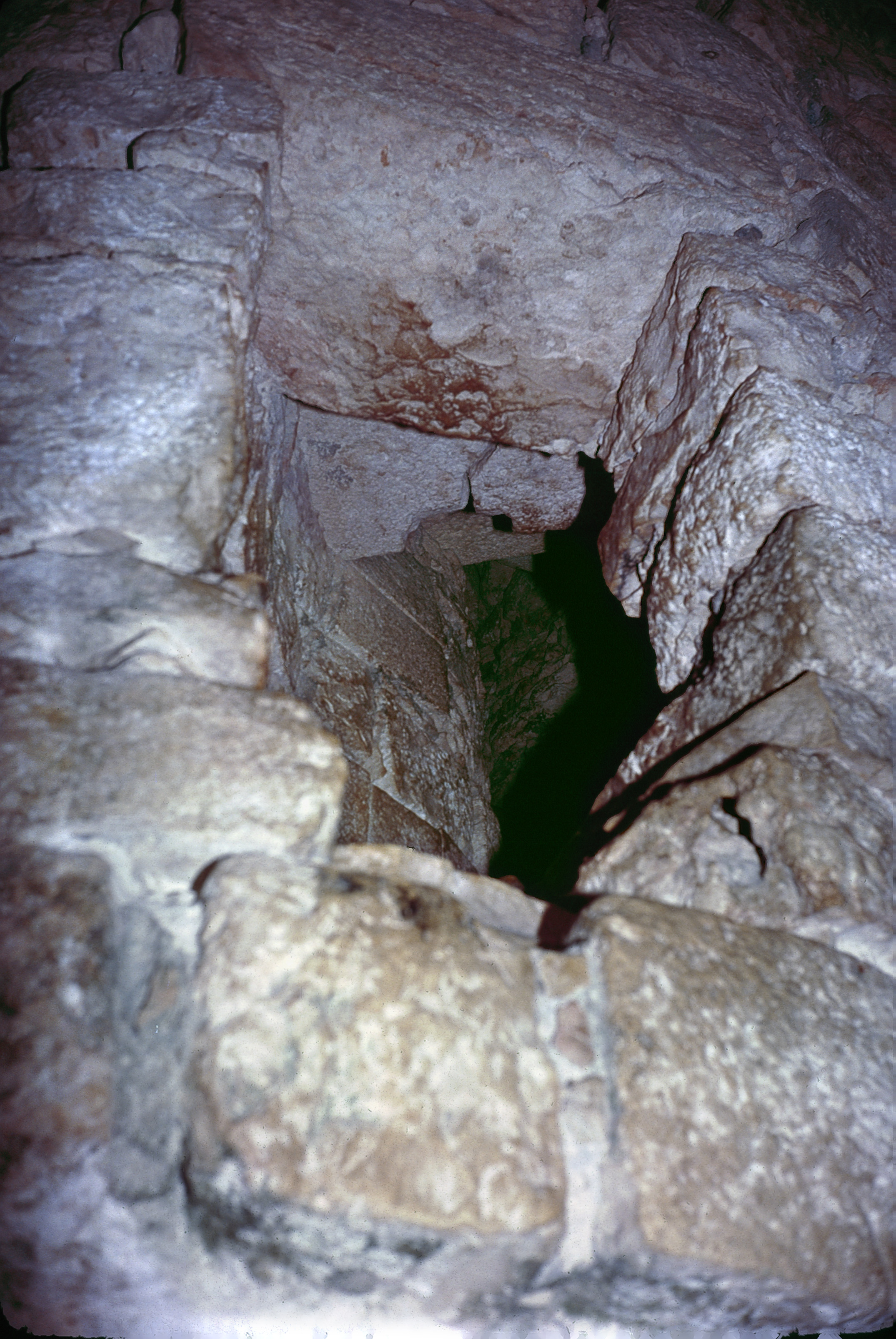
Eingang der schnecken-förmigen Treppe
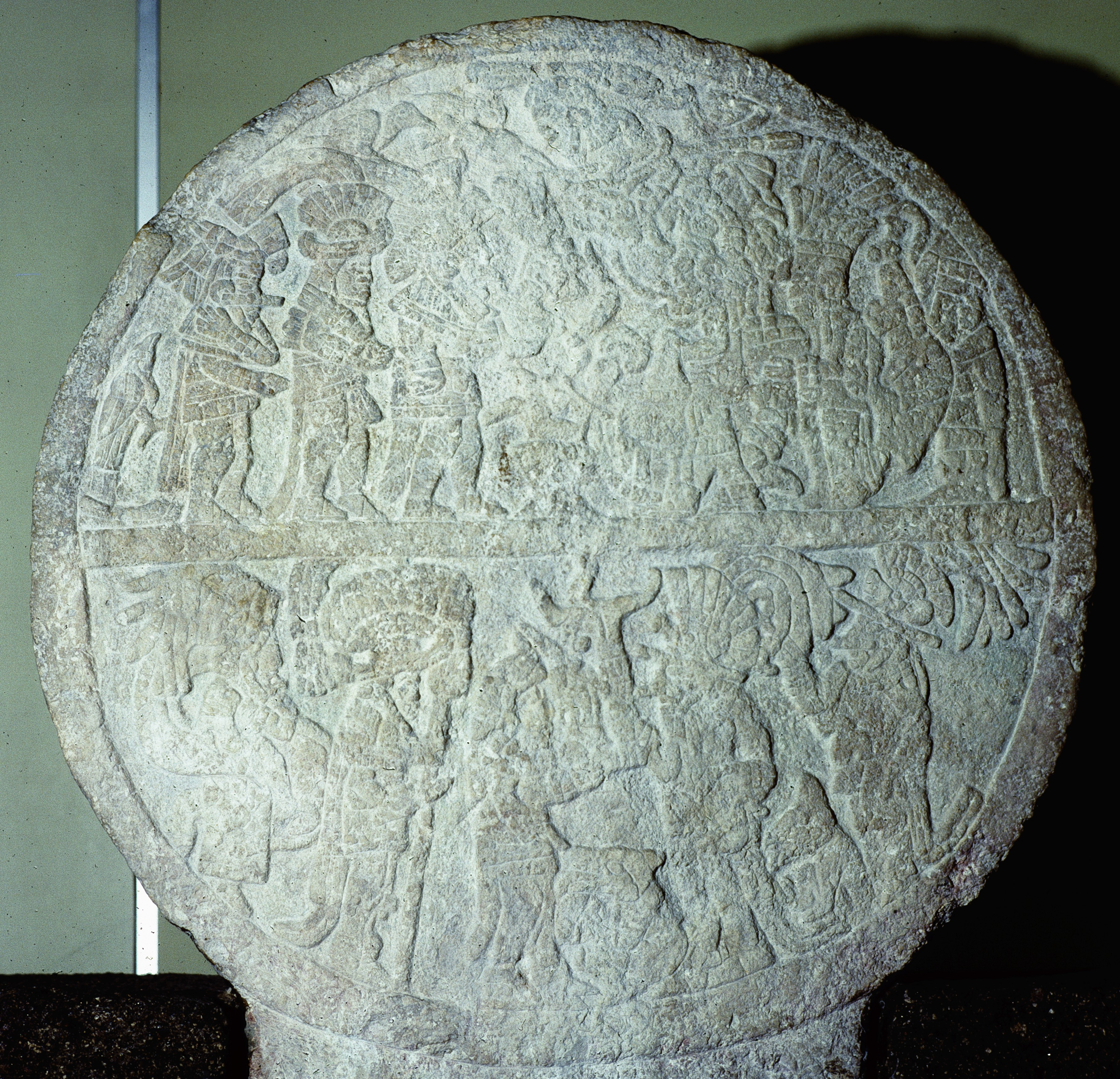
Steinscheibe mit Reliefdarstellungen

#### Las Monjas
Das Gebäude Las Monjas liegt auf einer Plattform, die es mit dem Caracol und zahlreichen kleineren Bauten teilt. Es hat eine große Zahl von baulichen Umgestaltungen erfahren und dürfte damit zu einem der komplexesten in Chichén Itzá gehören. Eine sehr umfassende Ausgrabung durch die Carnegie Institution of Washington fand in den Jahren 1933 und 1934 unter Leitung von John S. Bolles statt.

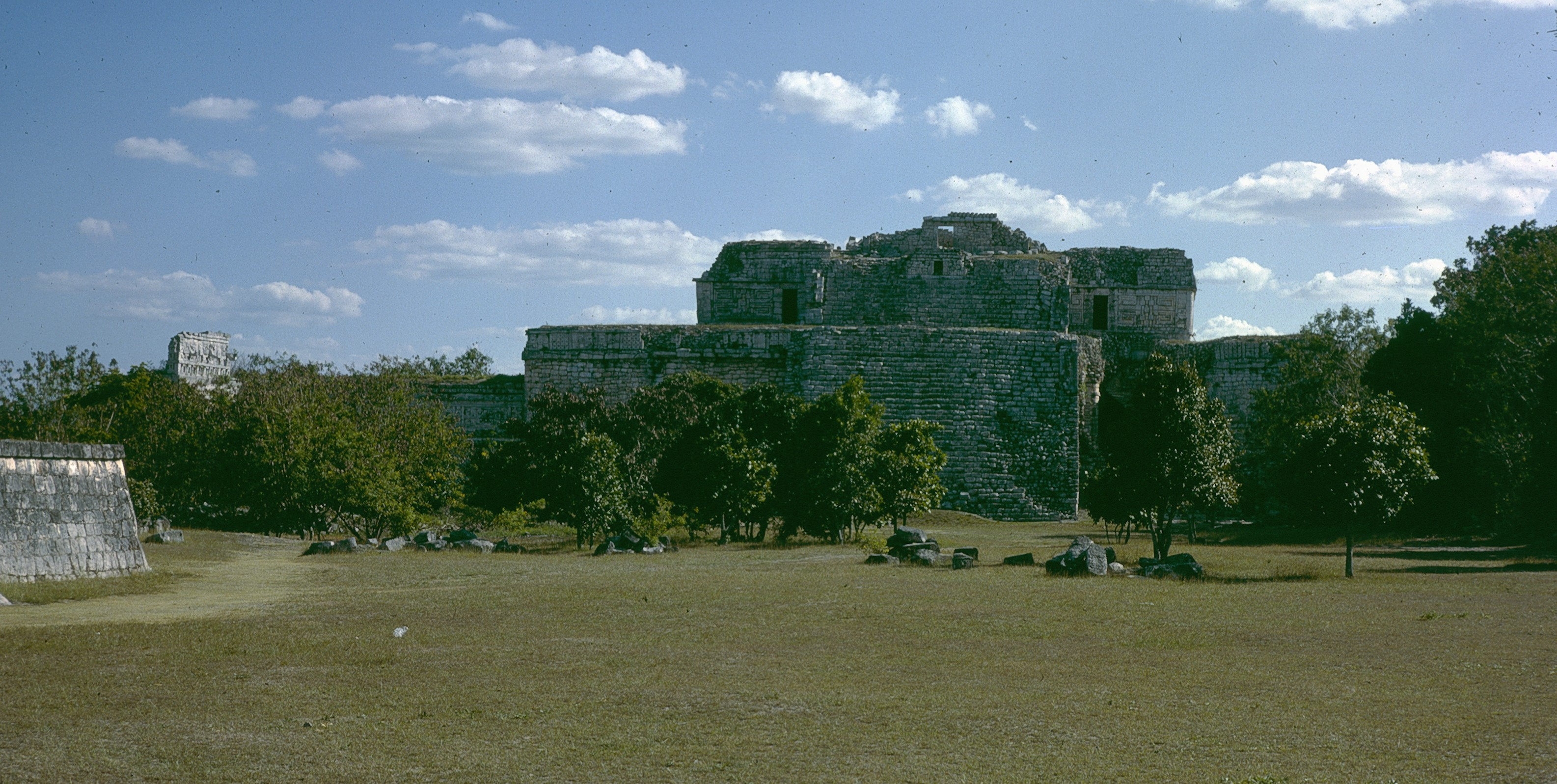
Gesamtansicht von Norden

Das Gebäude scheint aus zwei nicht zusammengehörigen Teilen zu bestehen: aus dem östlichen Teil, der meist als Annex bezeichnet wird, und einer hohen Plattform mit weit vorgeschuhter Treppe von Norden, die zu einem Gebäude im zweiten Stockwerk führt, über dem die Reste eines weiteren Stockwerkes mit vorgelagerter Treppe sichtbar sind.

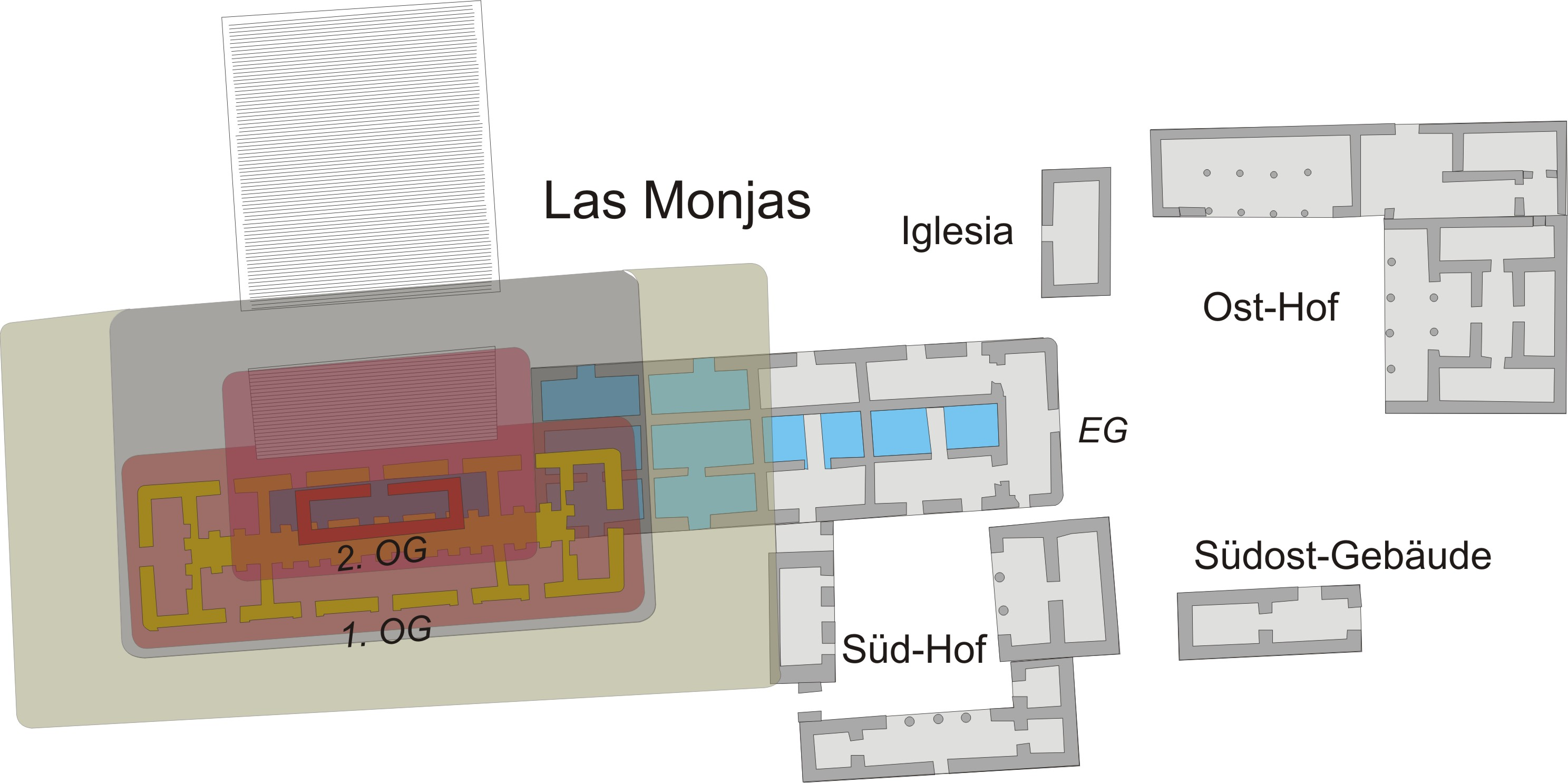
Rekonstruktiver Plan

Die tatsächliche Baugeschichte ist anders: Am Anfang stand eine einfache Plattform mit gerundeten Ecken, etwas über zwei Meter hoch, mit einer vorspringenden Treppe von Süden. Diese Plattform ist heute nur noch in der durch Einsturz entstandenen großen Öffnung im Westteil des Komplexes sichtbar. Anschließend wurde diese Plattform ungefähr auf das Doppelte erhöht und auf ihrer Oberfläche ein aus einem Raum bestehendes Gebäude mit drei nach Norden weisenden Toröffnungen errichtet. Südlich an die Plattform wurde nun der Flügel gebaut, der als Annex bezeichnet wird. Er bestand ursprünglich aus 13 Räumen, gebildet aus drei parallelen Reihen und einem abschließenden, quer liegenden Raum im Osten. Die mittlere Raumreihe war von den im Süden liegenden Räumen zu betreten. Der Endraum hatte Durchgänge zu den anschließenden Räumen der äußeren Räume sowie einen kleinen Seiteneingang nach außen.
Die Raumaufteilung mit dem Endraum und der Fassadendekor machen deutlich, dass sich der Fokus des Gebäudes auf den im Osten liegenden Hof verlagert hatte. Während die untere Wandfläche der nördlichen und die südlichen Fassade einfach gehalten sind, indem zwischen den Türen unterschiedlich breite Felder mit Kreuzsteinen den einzigen Schmuck bilden, sind die Gebäudeecke und die gesamte Fassade im Osten voll dekoriert. Die obere Wandfläche der Nord- und Südseite weisen unterschiedlich gestaltete Chaak-Masken auf sowie auch Felder mit diagonal gesetzten Sägesteinen und Rosetten. Auch die Friese dieser Seiten sind relativ einfach gehalten.

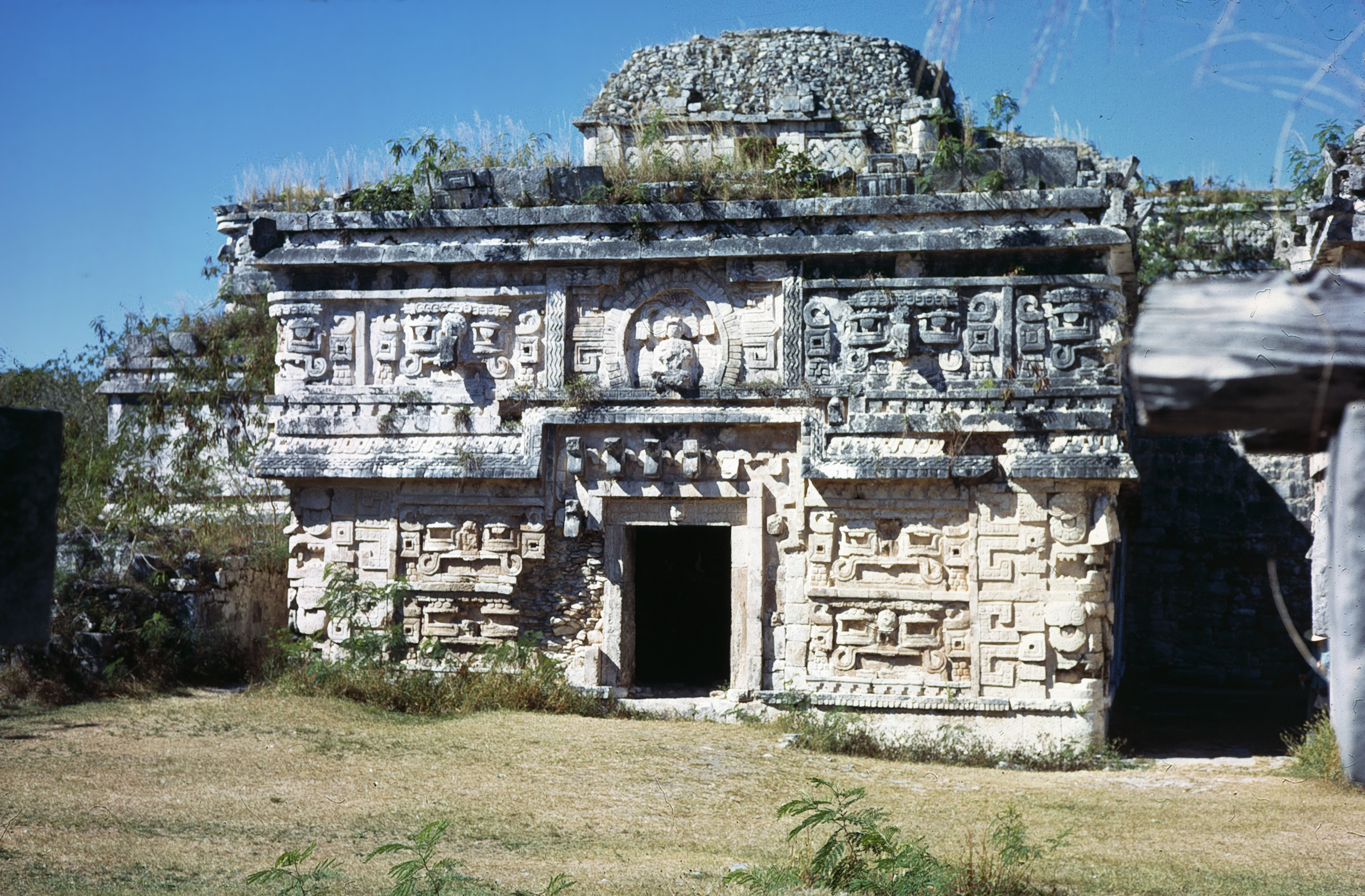
Las Monjas: Ostseite

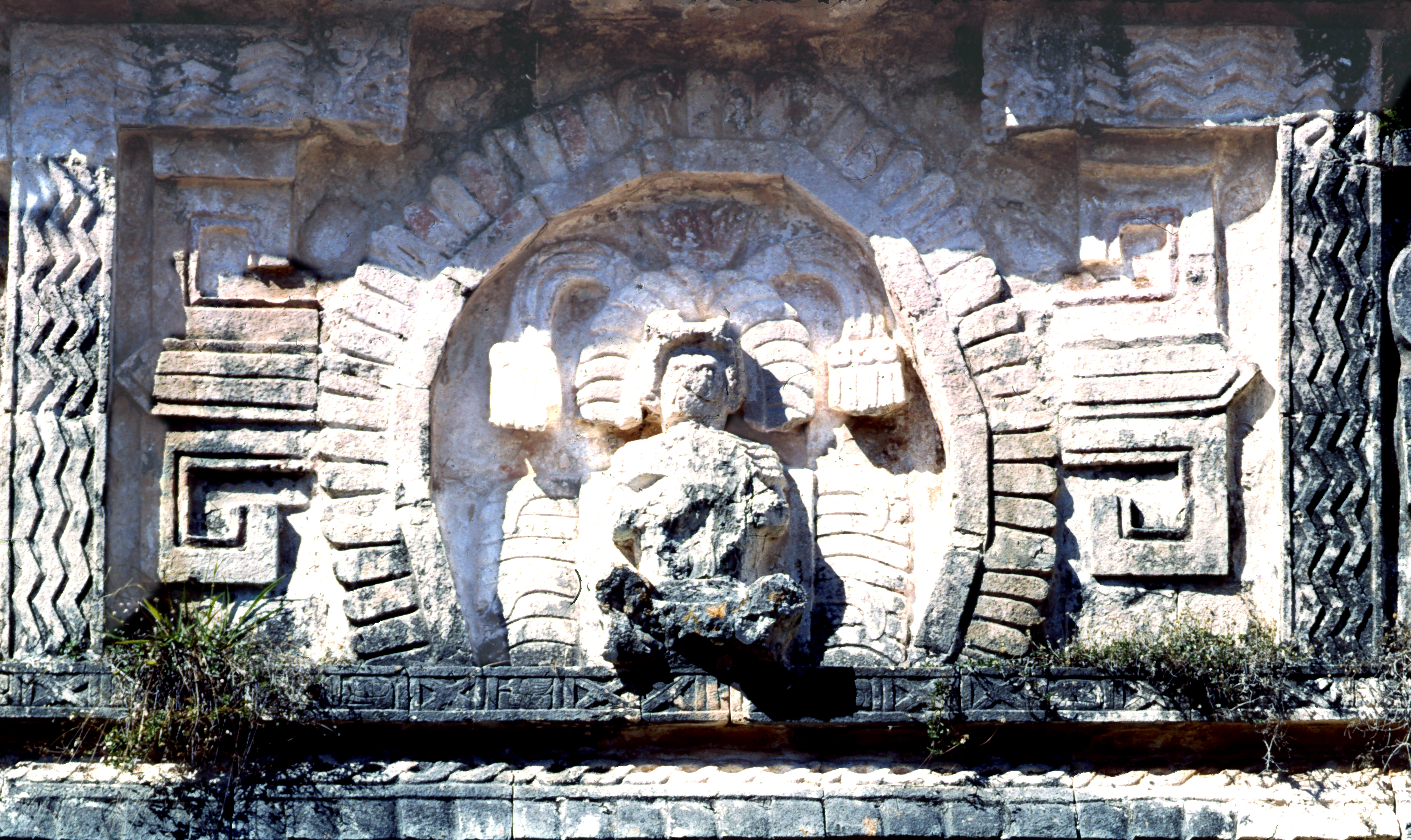
Herrscherfigur an der Ostseite

Das Bildprogramm der Schauseite rund um den östlichen Eingang kombiniert Motive aus dem gesamten nördlichen Maya-Raum: Rings um die Eingangstür sind die Zähne eines Schlangenmauleingangs angeordnet. Aber es handelt sich nur um ein eklektizistisches Zitat – für ein vollständiges Schlangenmaul fehlen die Augen über der Tür und die Nasen samt Nasenpflock auf den Seiten. An deren Stelle sind flache Chaak-Masken in doppelter Kaskade angeordnet. Die identischen Masken finden sich auch auf der oberen Wandfläche. An den Ecken treten dieselben Masken in der Eck-Form auf, insgesamt sind also auf dieser Seite 12 Masken zu sehen. Diese Art der Verzierung ist ein sehr anschauliches Beispiel für den Chenes-Stil. Auch das Innere des Gebäudes ist mit Chaak-Motiven versehen. Über der Tür sitzt in einem ovalen Rahmen, aus dem eckige Voluten treten, die Figur eines Herrschers mit großem Federkopfschmuck. Es mag sich um den Herrscher handeln, der sich in diesem Gebäude auf sieben steinernen Türbalken unter dem Datum des 8. Februar 880 verewigt hat.

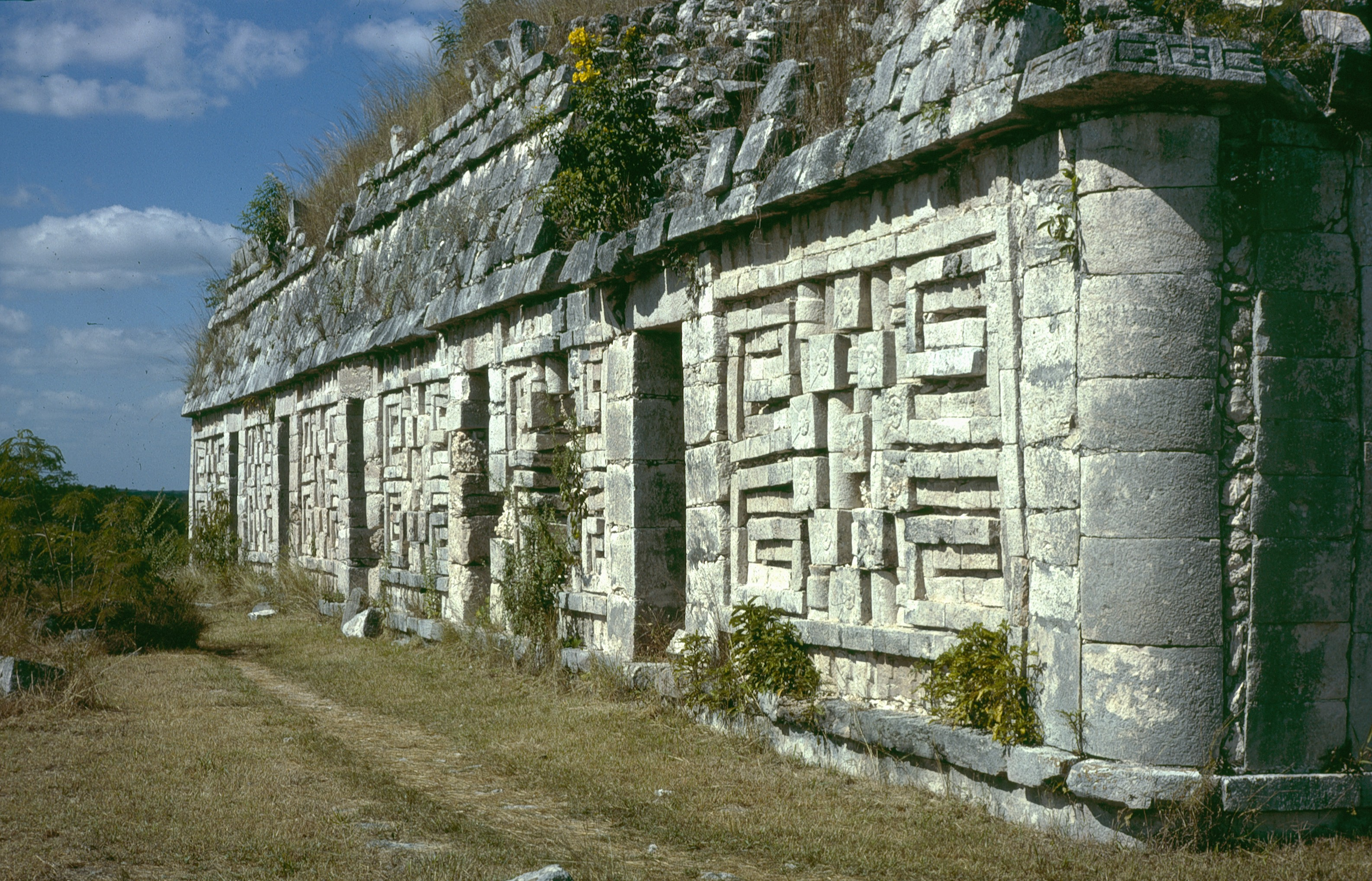
Obergeschoss, Südseite

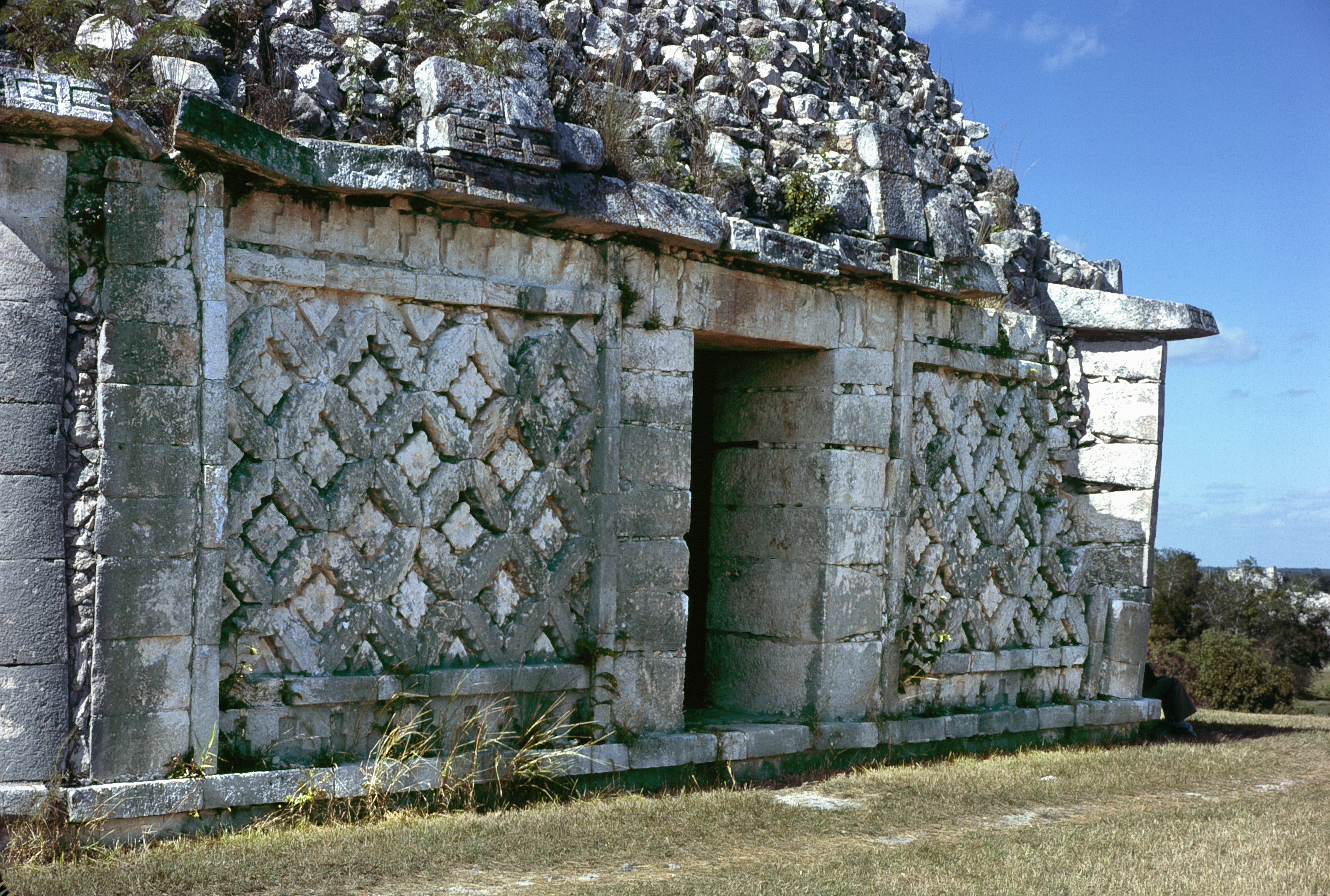
Obergeschoss, Schmalseite

Das Gebäude ruht auf einem unüblich hohen Sockel, der durch ein einfaches Gesimsband in Fiederform abgeschlossen ist. Das mittlere Gesimsband, das, um Platz für den Pseudo-Schlangenmaul-Eingang zu lassen, über diesen in eckiger Form hochspringt, weist fünf horizontale Bänder auf: ein Flechtband, ein Band, das ein anders gestaltetes Flechtband wiedergibt, ein glattes Element, darüber eine Reihe von ik-Zeichen, die von einem weiteren glatten, schmalen Band zu hängen scheinen. Der obere Fries hat nur vier Elemente: zwei glatte vorstehende, die ein vertieftes Feld mit schräg gestellten Sägesteinen einrahmen, und darüber die üblichen schräg nach vorne ragenden Abschlusssteine, in die in Abständen ein weiteres Flechtmotiv eingesetzt ist, das an das mixtekische Jahresträgerzeichen erinnert.
Wenn die genannten Daten des Jahres 880 die Fertigstellung dieses Flügels angeben, dann wurde im beginnenden 10. Jahrhundert die hohe Plattform erweitert, so dass vor dem Gebäude nun eine breite Plattform entstand. Diese Erweiterung überdeckte die drei westlichen Räume des Baus im Erdgeschoss, die zu diesem Zweck entweder weitgehend abgerissen oder mit Schuttmauerwerk gefüllt wurden. Diese erweiterte Plattform ließ jedoch nicht ausreichend Platz für eine Erweiterung des Gebäudes im ersten Stockwerk, was eine neuerliche Vergrößerung der Plattform erforderlich machte. Dabei gingen die nächsten drei Räume (von Osten gesehen) verloren, die unter der Plattform zu liegen kamen. Auch sie wurden aus statischen Gründen mit Geröll gefüllt. Die oberste Plattform, die nun an der Außenseite gut sichtbar war, wurde ringsum mit abwechselndem Steinmosaik-Dekor versehen.
Damit war die Voraussetzung für die endgültige Ausgestaltung des oberen Gebäudeteils gegeben: das ursprünglich einräumige Gebäude wurde auf acht Räume erweitert, von denen sechs parallel zueinander lagen (ein großer mittlerer mit drei Eingängen und zwei kleinere Räume an den Seiten), während an den östlichen und westlichen Enden je ein Querraum lag. Die Fassade zeigt große, leicht vertiefte Felder mit diagonal gesetzten Sägesteinen an den Schmalseiten und mit jeweils vier Stufenmäandern an den Längsseiten. Die obere Wandfläche neigt sich leicht nach innen. Vor die Nordfassade wurde eine Treppe vorgesetzt, die zu einem kleinen Gebäude auf dem nächsten Niveau führte. Die Treppe überspringt die Fassade nicht mit einem Mayagewölbe, sondern mit einer Flachdecke aus Steinblöcken. Das oberste Gebäude war schmucklos und hatte nur einen Raum, hingegen finden sich Reliefornamente auf den letzten Treppenstufen.
In unklarem Zusammenhang mit den Erweiterungen der hohen Plattformen wurden auch die restlichen beiden Innenräume mit Schutt angefüllt, wobei Teile des Gewölbes abgetragen wurden. Allerdings ließ man in Verlängerung der Eingänge zu den Mittelräumen schmale, blind endende Gänge frei, die in späterer Zeit Angriffspunkte für Raubgräber bildeten.

#### Iglesia – die „Kirche“

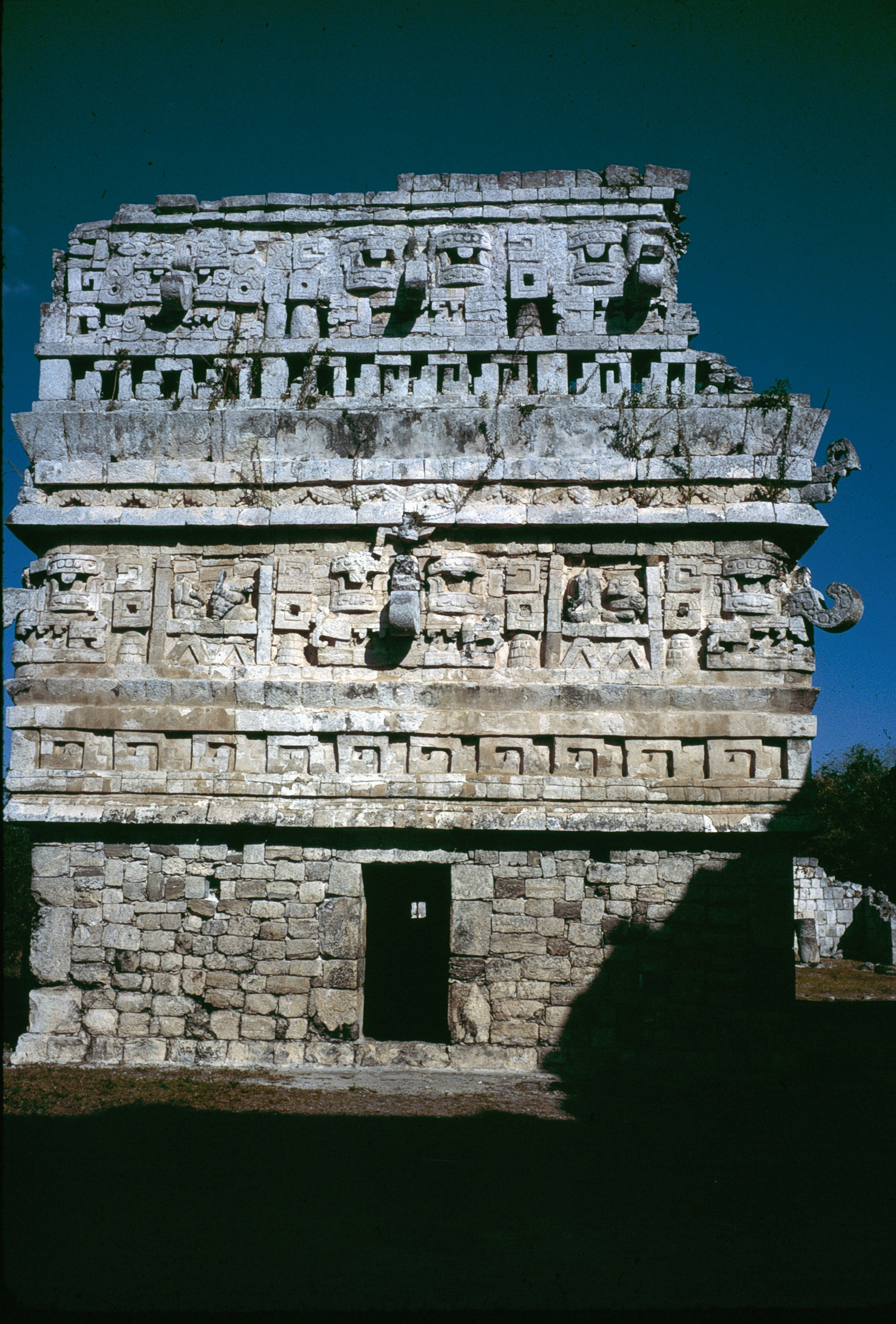
Ostfassade der Iglesia

Die sogenannte Iglesia („Kirche“) befindet sich in unmittelbarer Nachbarschaft des Gebäudes Las Monjas. Es handelt sich um einen sehr kleinen Bau mit nur einem Raum und einem einzigen Zugang von Osten. Die Gestaltung der Fassaden zeigt einen deutlichen Kontrast zwischen den unteren Wandflächen, die aus wenig bearbeiteten Steinen in unregelmäßigen Reihen bestehen, und dem Steinmosaik darüber. Es scheint, dass hier an Stelle der üblichen Steinverkleidung eine Art Vorhang aus Tüchern verwendet wurde, denn an der Unterkante des mittleren Gesimses finden sich zahlreiche Bohrungen, die zu ihrer Befestigung gedient haben. Dies ist eine Form der veränderlichen Fassadengestaltung, die sonst im Mayagebiet nicht bekannt ist.

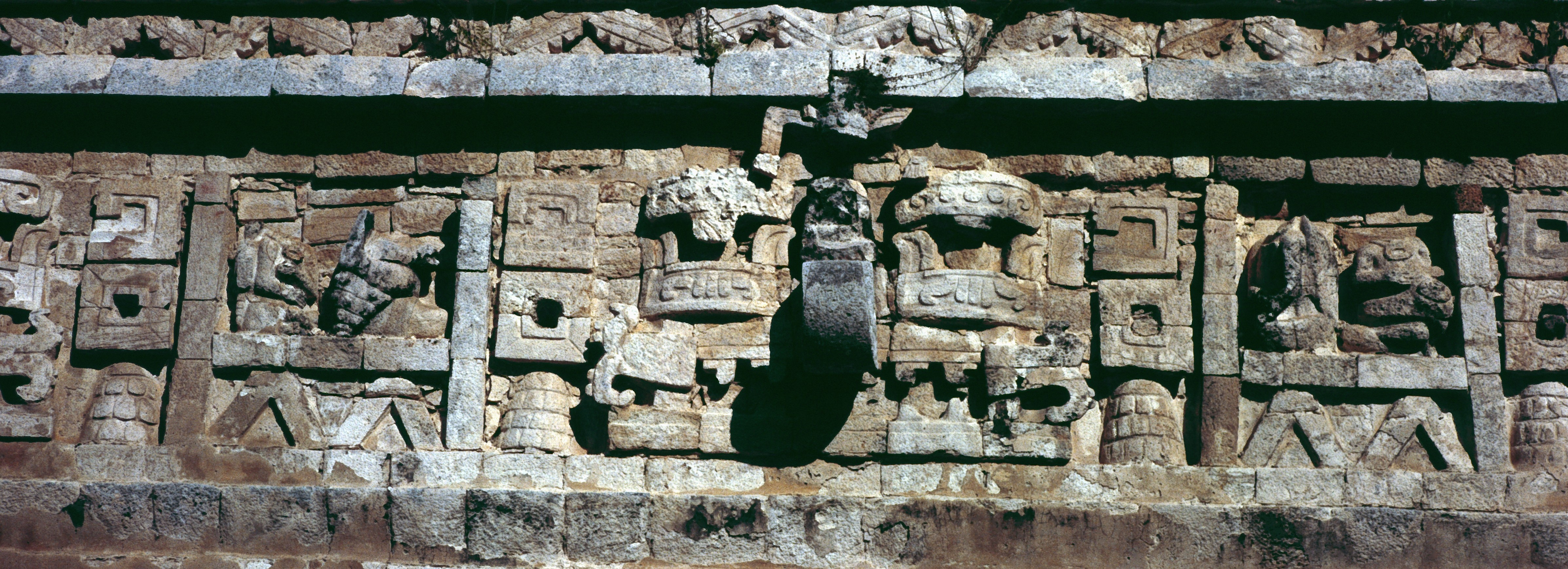
Detail der Ostfassade der Iglesia

Das untere Gesims weist fünf horizontale Bänder auf, das mittlere davon besteht aus einem in Relief gearbeitetem Stufenband. Das Gesims zieht sich gleich um das ganze Gebäude. Die darüber liegende Wandfläche zeigt auf der Frontseite drei große Chaak-Masken (zwei davon an den Ecken), zwischen denen in zwei kleinen quadratischen Nischen jeweils zwei sitzende tier-menschliche Figuren zu sehen sind. Sie stellen (von Nord nach Süd) ein Gürteltier, eine Schnecke, eine Schildkröte und einen Krebs dar. Ihre Körper sind mit Zapfen tief in die Mauer eingelassen. Die Köpfe, die vollplastisch ausgearbeitet waren, sind in allen Fällen abgeschlagen worden. Sie werden als Figuren der Bacabs, mythischer Gestalten, die den Himmel tragen, interpretiert.
Auf der Rückseite des Gebäudes finden sich ebenfalls drei Masken, zwischen denen flache Mäandermotive eingefügt sind, die man identisch auch auf den Schmalseiten antrifft. Das obere Gesims zieht sich ebenfalls identisch um das ganze Gebäude und besteht aus vier Bändern, wobei das zweite von unten aus schräg gegeneinander gestellten Sägesteinen besteht. An den Ecken ragten Schlangenköpfe aus diesem Band, die nur noch teilweise erhalten sind.
Über der Fassade ragt ein Dachkamm auf, der auf einem Band aus Stufenmäandern ruht. Darüber folgen eine Wandfläche mit drei nur nach vorn ausgerichteten Masken und ein einfacher Abschluss nach oben. Auf der Rückseite ist der Dachkamm mit diagonal gestellten Steinen flächig dekoriert. Die Funktion des Gebäudes ist unklar, das häufige Auftreten der Chaak-Masken gibt nicht notwendigerweise einen Hinweis.

#### Assoziierte Bauten

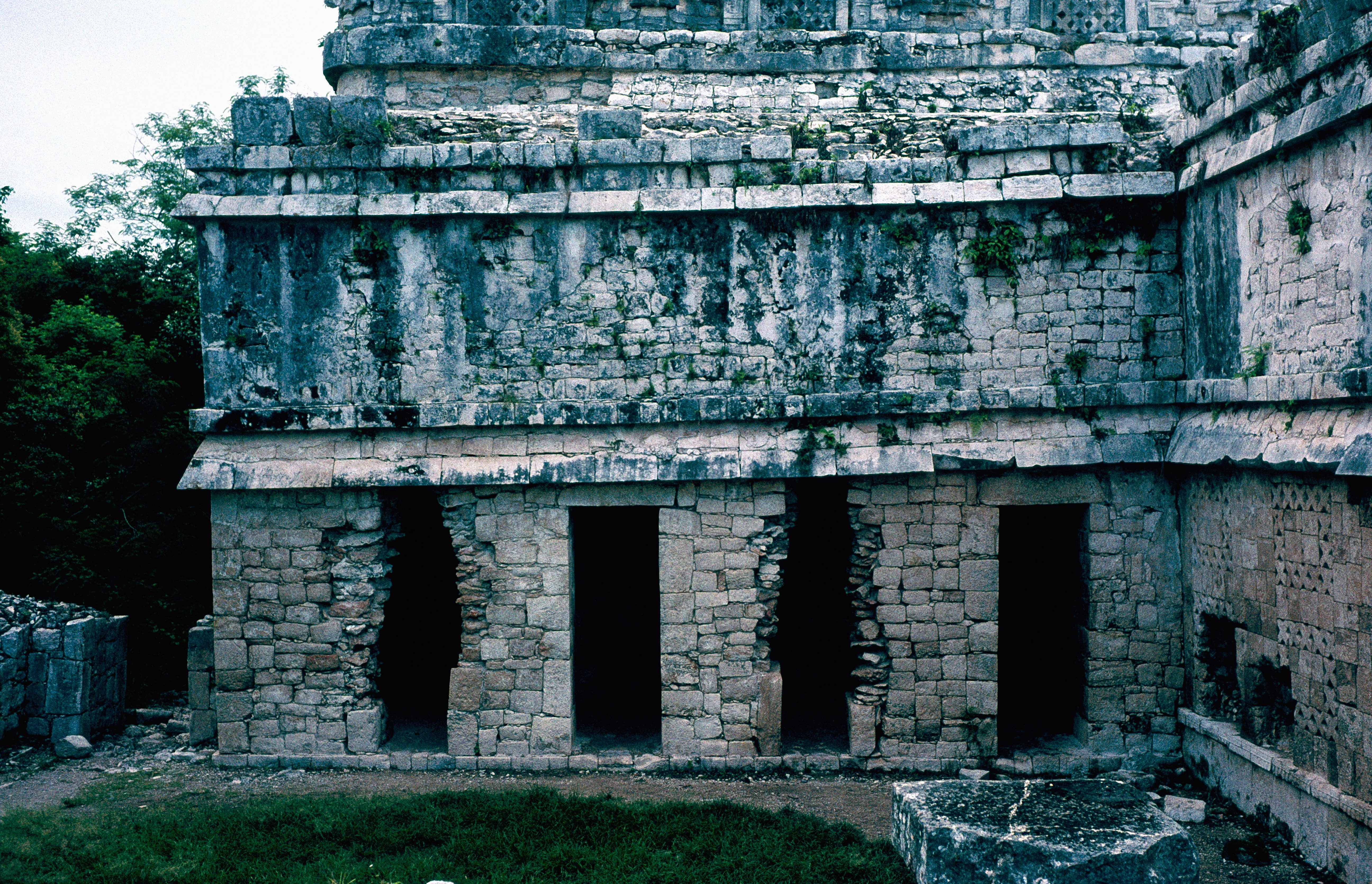
Monjas, Westgebäude des Südhofes

Östlich und südlich des Monjas-Annexes befinden sich zwei kleine und relativ abgeschlossene Höfe, die zu den letzten Bauaktivitäten in diesem Bereich gehören. Eine Änderung oder Erweiterung der Nutzung des Komplexes könnte damit verbunden sein. Der Südhof hat von außen nur zwei schmale Zugänge: der eine im Nordosten verläuft entlang der Ecke des Annexes, während der Zugang von Westen in alter Zeit noch einmal durch zwei Mauerstücke schmaler gemacht wurde. Eigenartig ist das westliche Gebäude: Bei Baubeginn dieses an den späteren Baukörper der Monjas angelehnten Gebäudes wurden vier Eingänge geplant, wie sich an den untersten Steinen der Türlaibung erkennen lässt. Fortgeführt wurden aber nur zwei Türen, während bei den restlichen beiden die Laibungen aus rohem Mauerwerk bestehen. Dass die Türen nicht fertiggestellt wurden, ist auch am Fehlen der Türstürze zu erkennen.
Der Osthof ist etwas offener. Nach Norden liegt eine kleine Säulenhalle, danach folgt ein verwinkeltes Geflecht von Räumen, deren enger Eingang in der Ecke als Maßnahme zur Kontrolle und Begrenzung des Zuganges angesehen wird. Das östliche Gebäude weist ähnliche Kennzeichen auf, auch wenn der Portikus-Zugang zunächst offen wirkt. Es handelt sich bei diesen Bauten offensichtlich um einen „privaten“ Bereich, der nicht allgemein zugänglich sein sollte.

#### Templo de los Paneles Esculpidos

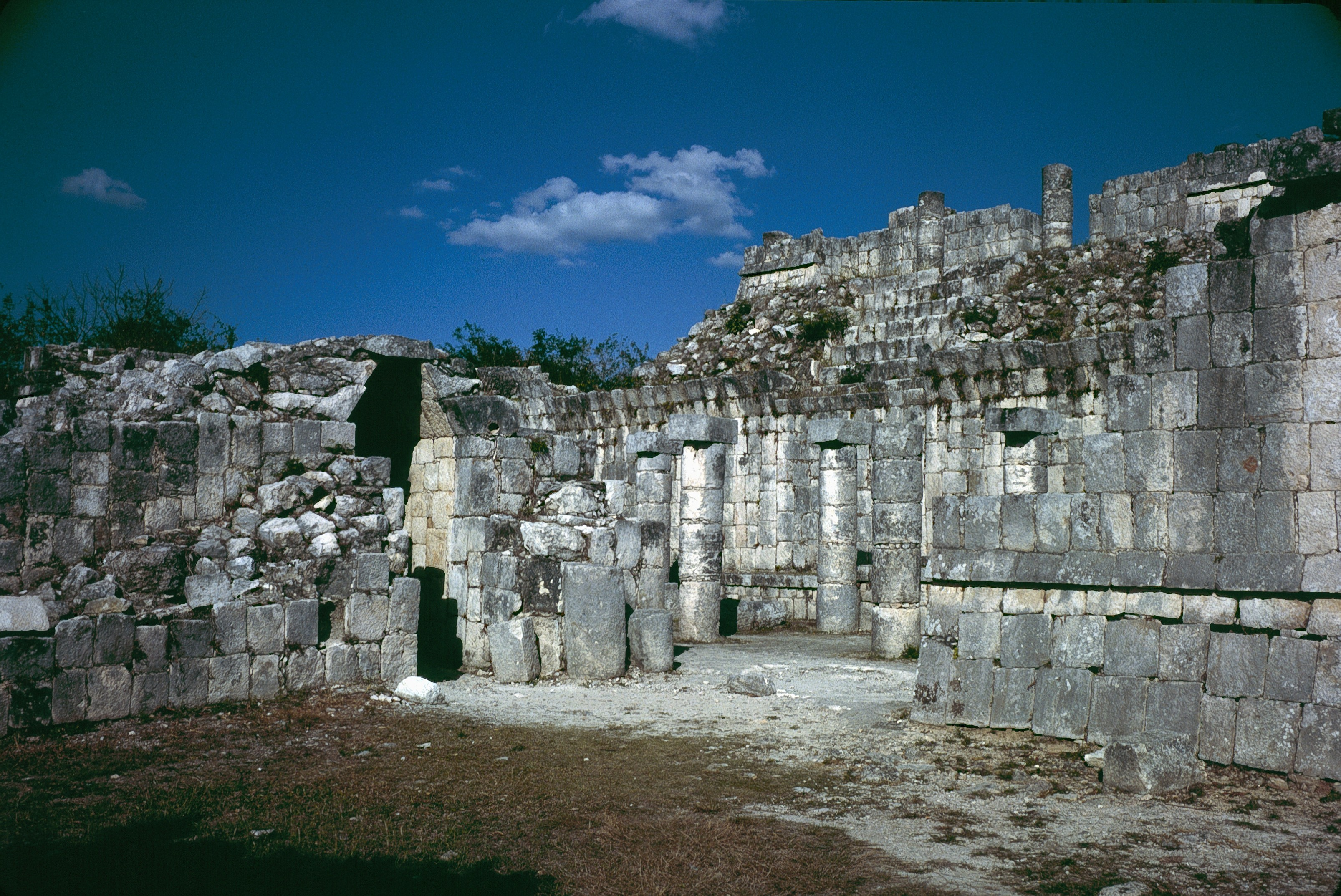
Templo de los Paneles Esculpidos

Der Tempel der skulptierten Wandflächen, der auch unter anderen inhaltlich ähnlichen Namen auftritt (technische Bezeichnung 3C16) liegt etwas südlich der Plattform des Caracol und damit nordöstlich von Las Monjas. Ursprünglich bestand nur eine Plattform von 17 × 12 Metern, auf deren oberer Fläche ein Tempel mit zwei parallelen Räumen stand. Der erste Raum bildet einen Portikus mit nur zwei Säulen, der dahinter liegende ist durch einen zentralen Eingang zu erreichen.

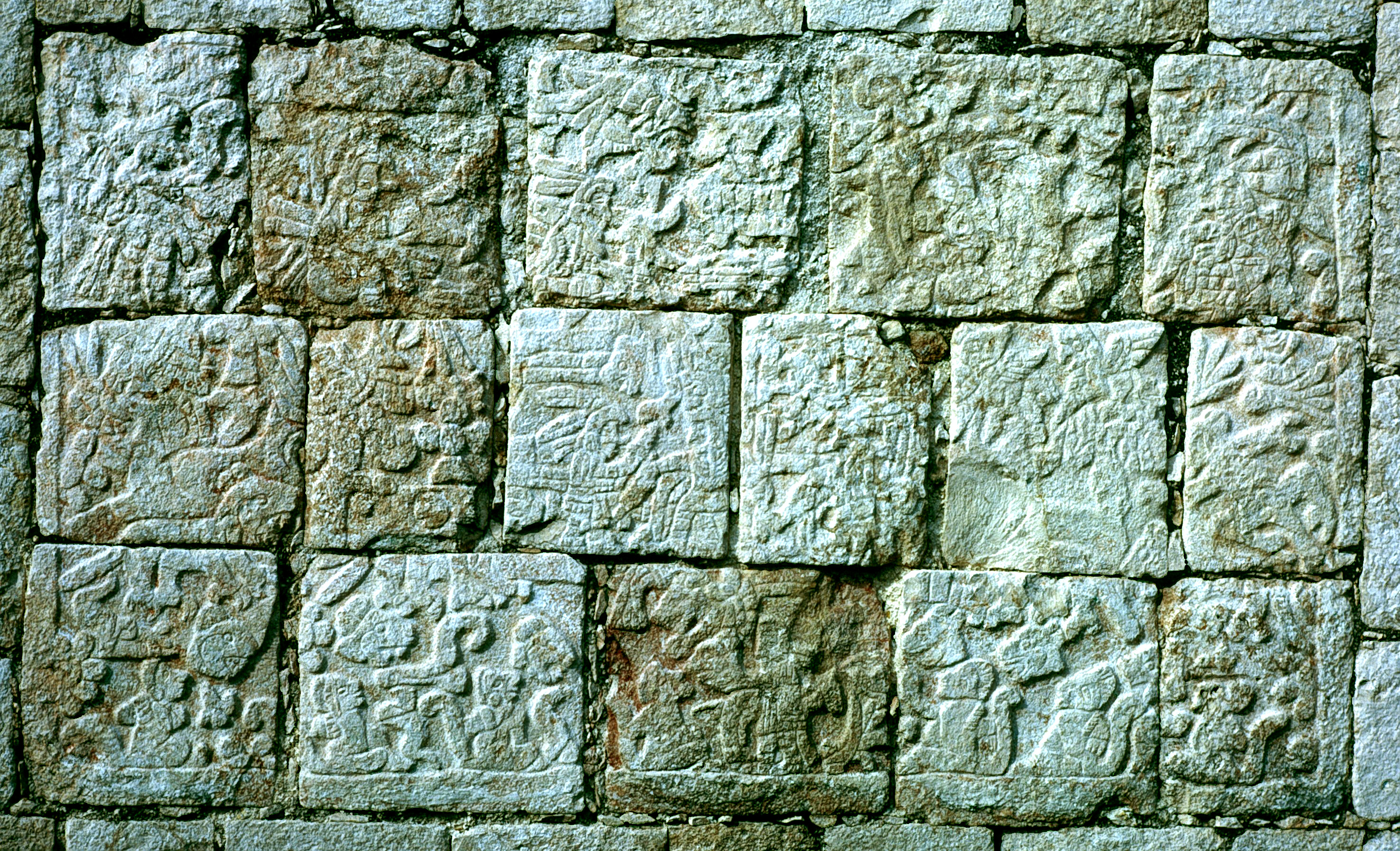
Flachrelief

Dem Gebäude wurde später eine die gesamte Breite der Plattform einnehmende Säulenhalle vorgelagert. Zu diesem Zweck wurde die ursprüngliche Treppe abgerissen und durch eine vor die Säulenhalle verlegte Treppe ersetzt, die auf das Dachniveau der Säulenhalle hinaufführte, von wo der oberste Teil der ursprünglichen Treppe erreicht wurde. Unter dieser späteren Treppe befindet sich vor der eigentlichen Säulenhalle ein mit einem kleinen Gewölbe gedeckter Durchgang. Noch später wurden die Seitenwände der Treppe mit einer zusätzlichen Mauer verstärkt. Namengebend für das Gebäude sind zwei leicht eingesenkte Felder auf den Wänden der Schmalseiten der Säulenhalle. Sie zeigen in Flachrelief mit einer sehr groben Ausführung Szenen mit zahlreichen Personen. Die Flachreliefs waren ursprünglich mit fein modelliertem Stuck bedeckt und bunt bemalt.

#### Akab Dzib

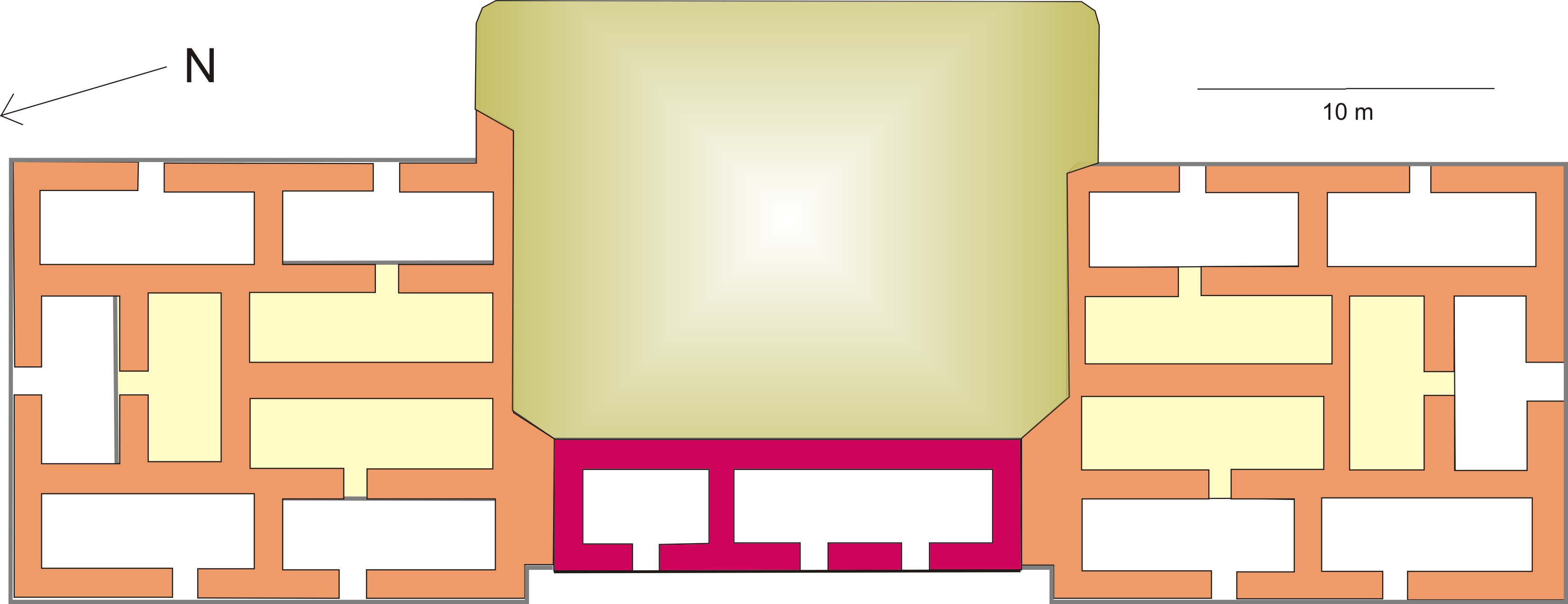
Schematischer Plan des Akab Dzib nach Ruppert

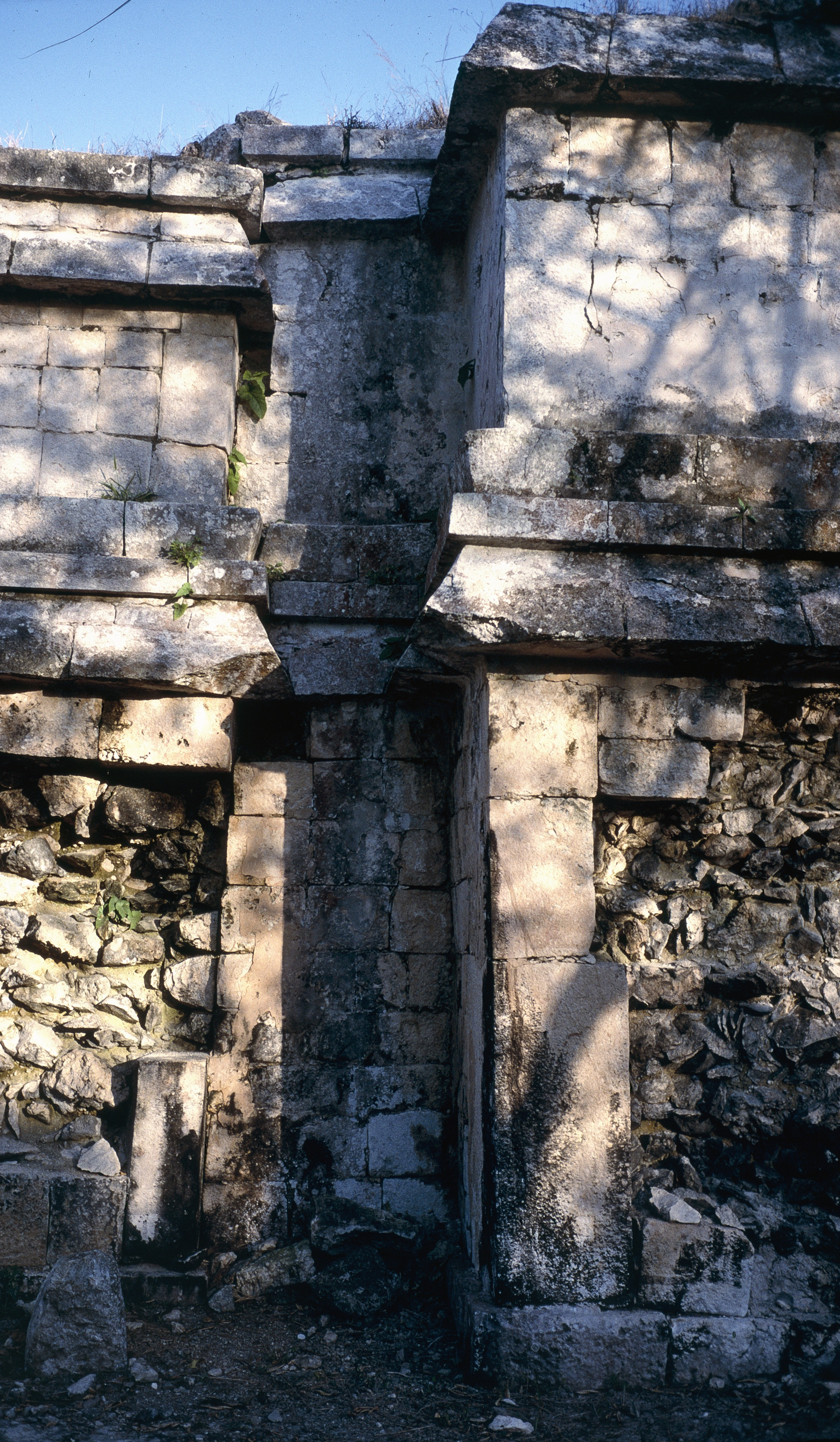
Zusammenstoß der zwei Bauphasen des Akab Dzib

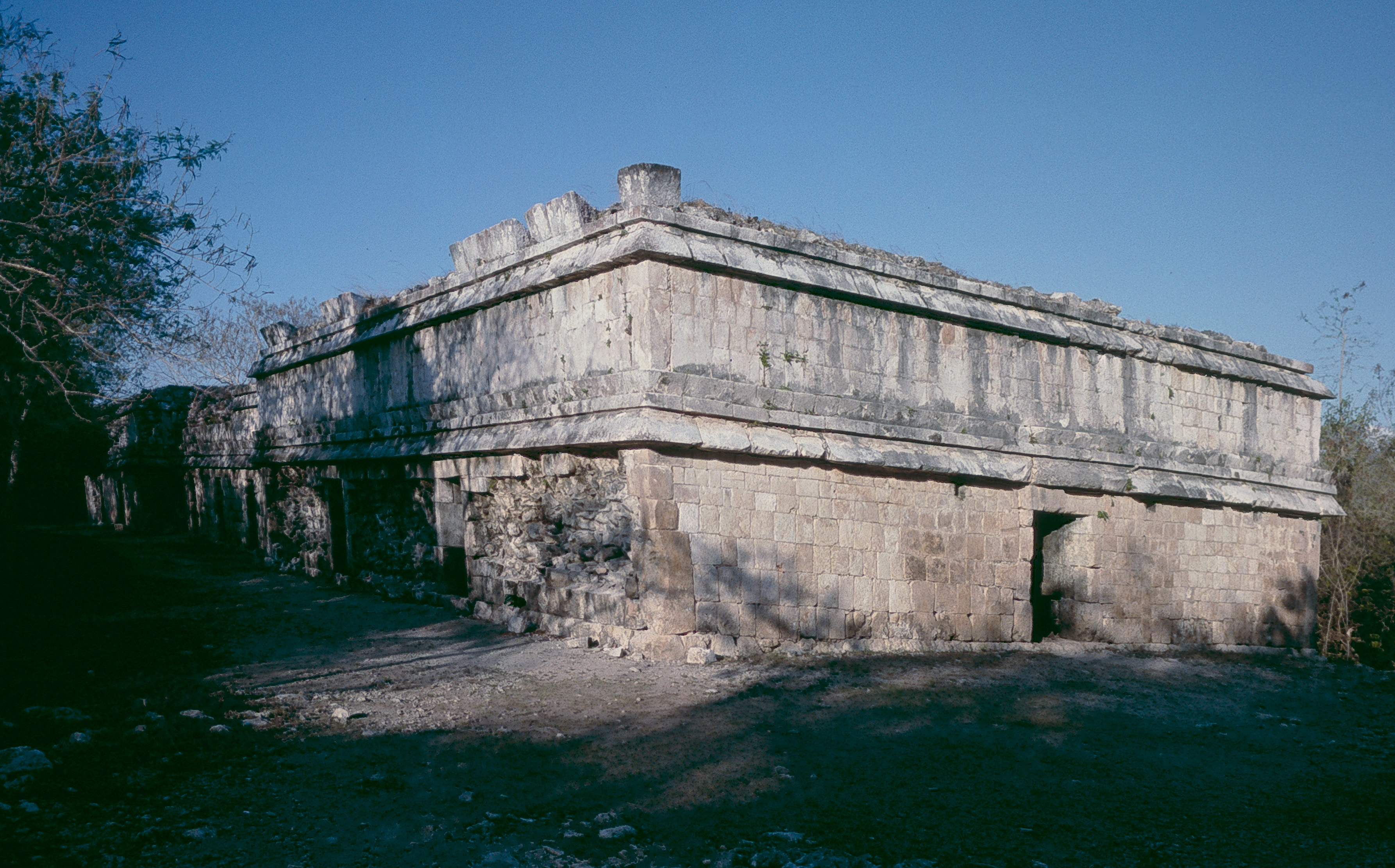
Südfassade des Akab Dzib

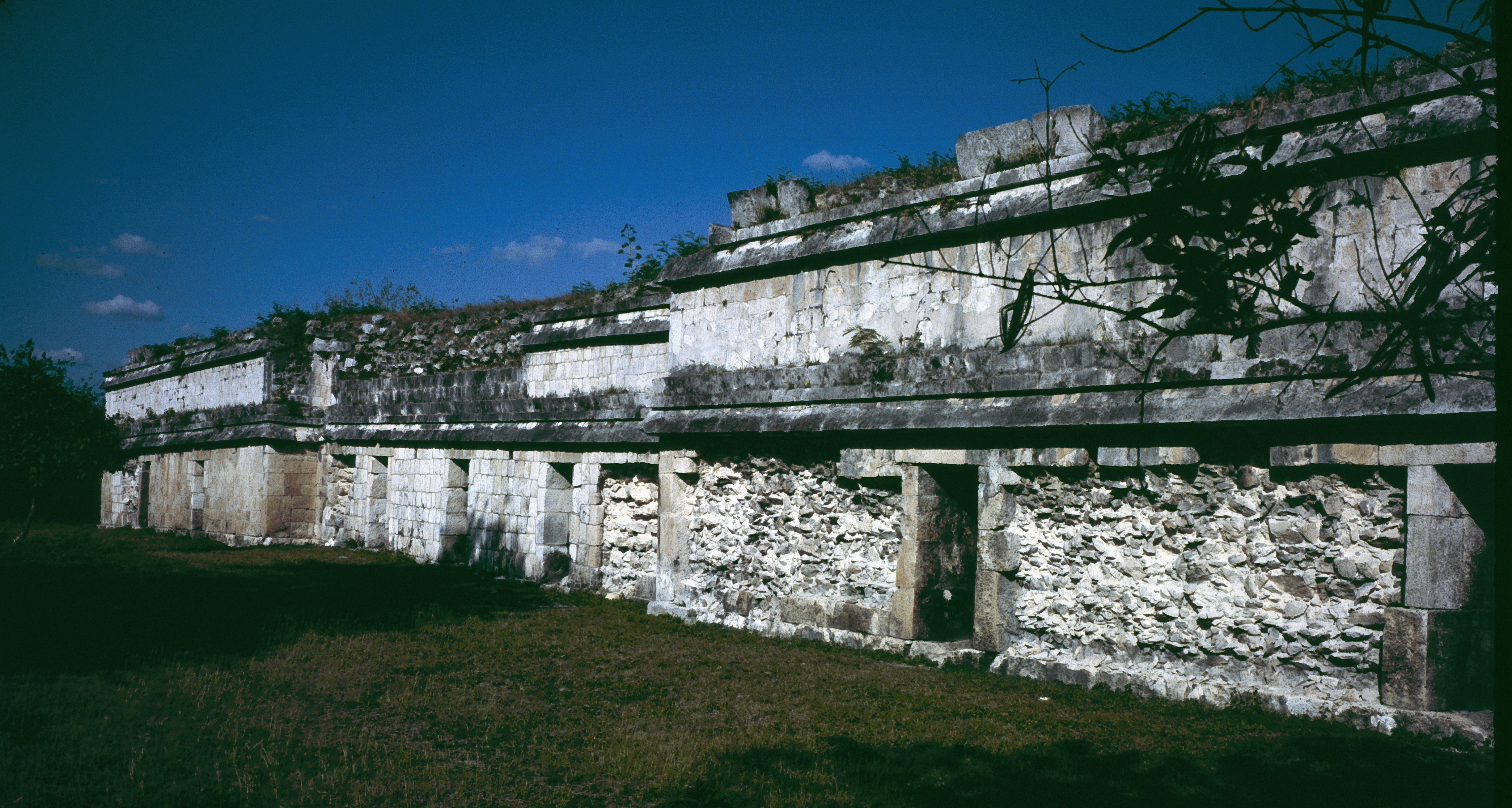
Westfassade des Akab Dzib

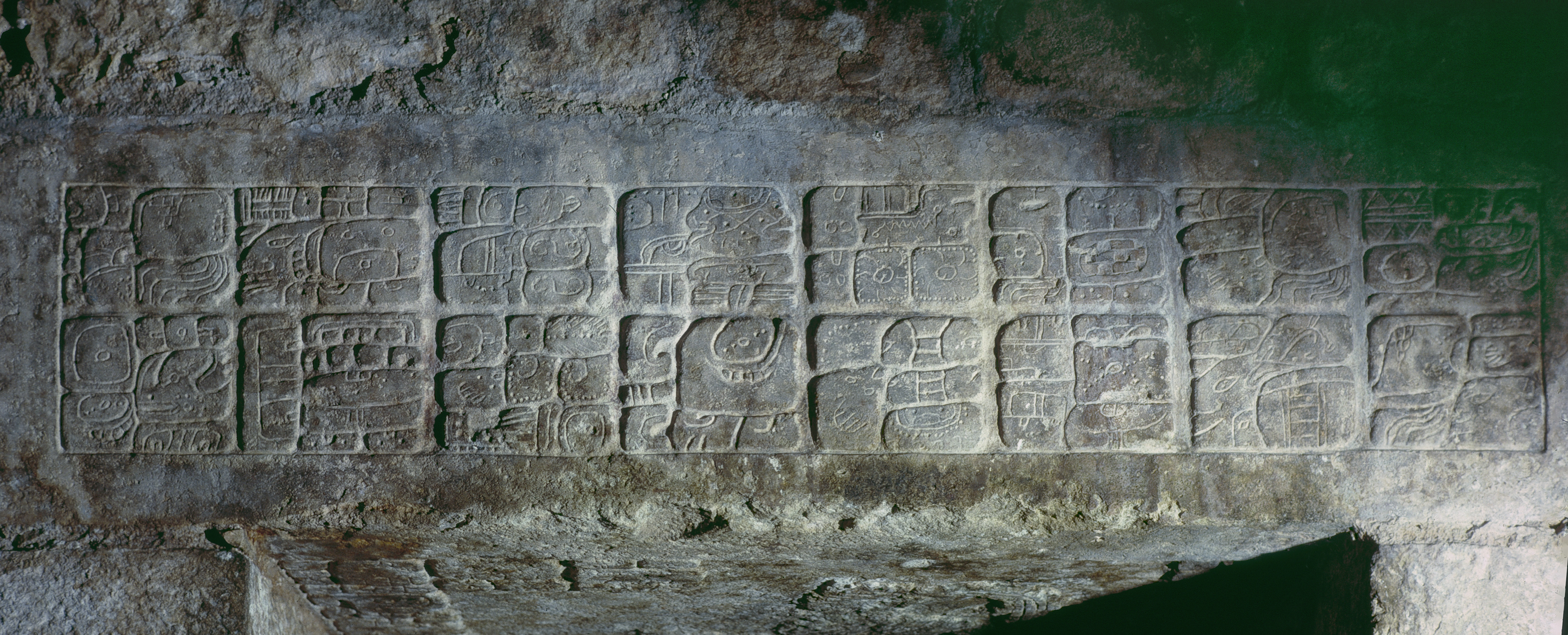
Hieroglypheninschrift auf der Vorderseite des Türbalkens im Akab Dzib

Der Akab Dzib liegt rund 150 Meter östlich von Las Monjas im Wald verborgen, dicht an einer in Yucatán als Rejoyada bezeichneten Einbruchsdoline, die nicht bis zum Grundwasserniveau reicht. Es ist ein komplexes Gebäude, das seinen Namen, der „dunkle Schrift“ bedeutet, einer Hieroglypheninschrift auf der Unter- und Vorderseite des Türbalkens am Südende verdankt.
Das Gebäude besteht aus einem stilistisch frühen Gebäude mit zwei nach Westen orientierten Räumen ungleicher Größe, zu denen drei Eingänge führen. Diese beiden Räume bilden auch baustratigraphisch den ältesten Teil des Gebäudes. Zu beiden Seiten, im Norden und Süden dieses kleinen Gebäudes, wurden zwei spiegelbildliche Blöcke von jeweils acht Räumen mit Zugängen von drei Seiten angefügt. Ihr Anschluss an das ältere Gebäude ist durch die unterschiedliche Höhe der Dekorbänder der Fassade deutlich zu erkennen (Bild). Die Bautiefe der beiden Blöcke machte es erforderlich und ermöglichte, dass hinter den meisten äußeren Räumen ein weiterer, ungefähr gleich großer, Raum errichtet wurde, der wie üblich eine Stufe höher gelegen war. Mit dieser Anordnung werden Baumuster des frühen Puuc-Stils aufgenommen und abgewandelt. Die Fassaden des Gebäudes sind schlicht, ebenso wie die dreigliedrigen Friese. Hinter (östlich) des älteren Bauteils liegt ein massiver Kern aus Schüttmauerwerk, auf dem vermutlich ein zweites Stockwerk errichtet werden sollte, wozu es aber nicht kam. Der Zugang zu diesem Stockwerk wäre dann über eine „fliegende Treppe“ über die Fassade des älteren Bauteils erfolgt.
In der Hieroglypheninschrift sagt Yahawal Cho’ K’ak’, ein Angehöriger der Familie der Kokom, dass er dieses Gebäude besessen hat. Zur Errichtung eines offenbar geplanten zweiten Stockwerkes auf dem Kern aus Schüttmauerwerk kam es nicht.

### Grupo de la Fecha

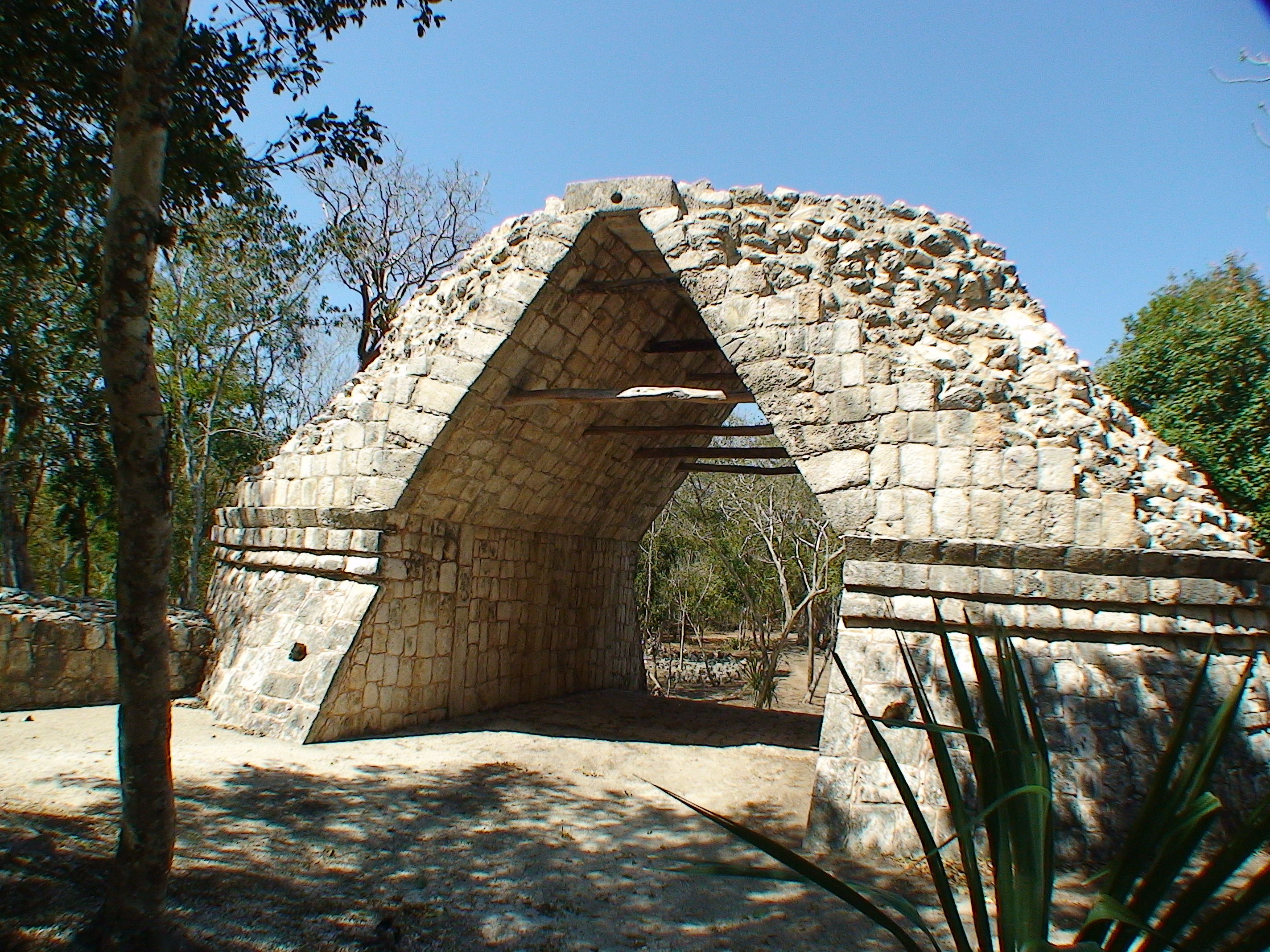
Grupo de la Fecha: Mit (rekonstruiertem) Torbogen überwölbter Hauptzugang

Im Süden in einer Entfernung von rund 1,2 Kilometer vom Castillo, nahe dem Sacbé 7 liegt der Grupo de la Fecha („Gruppe des Datums“) oder Grupo de la Serie Inicial, ein von einer Mauer umgebener und durch einen großen und einen kleinen Torbogen zu betretender Komplex großer Bauten.

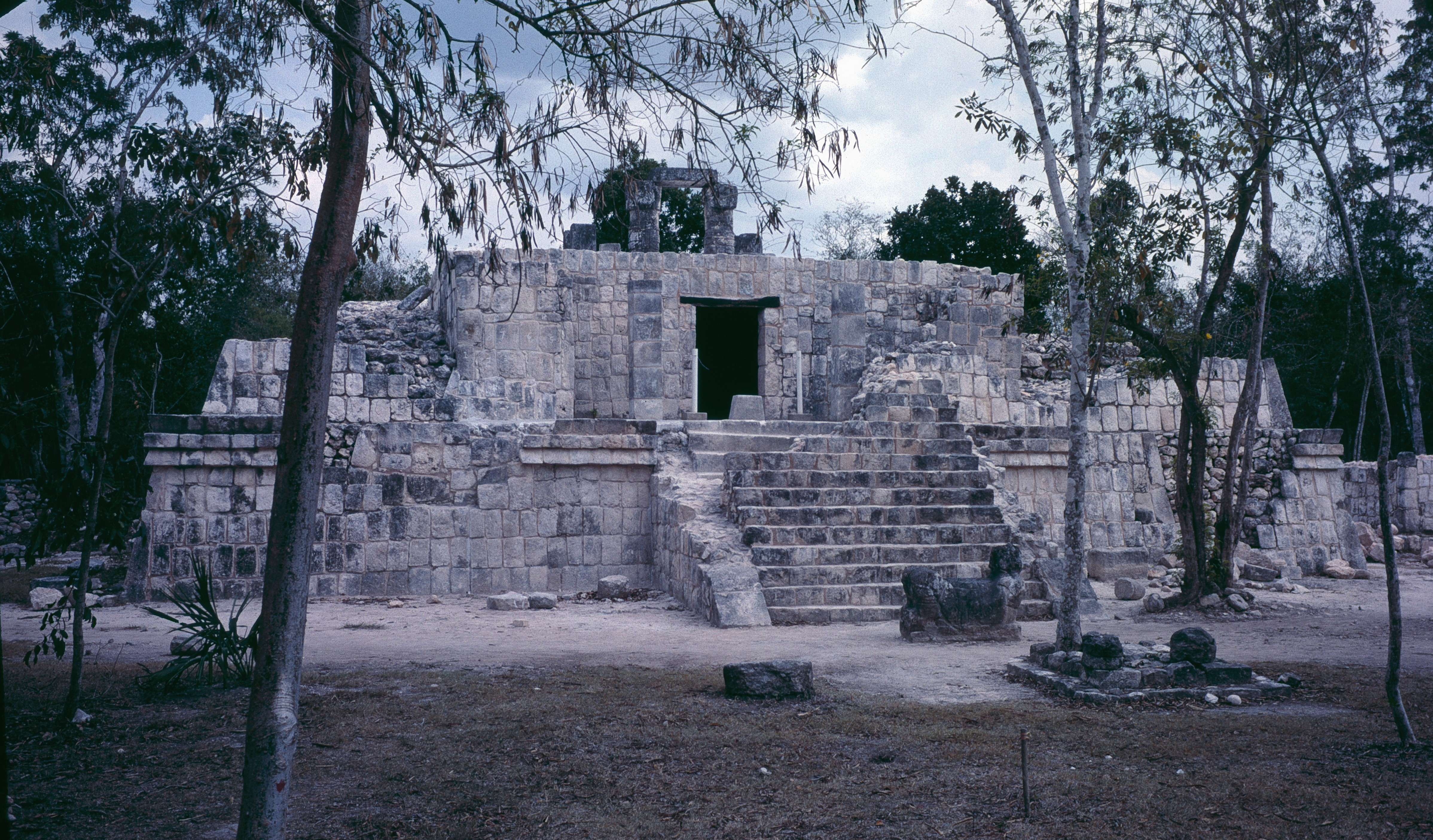
Tempel der Gruppe des Datums

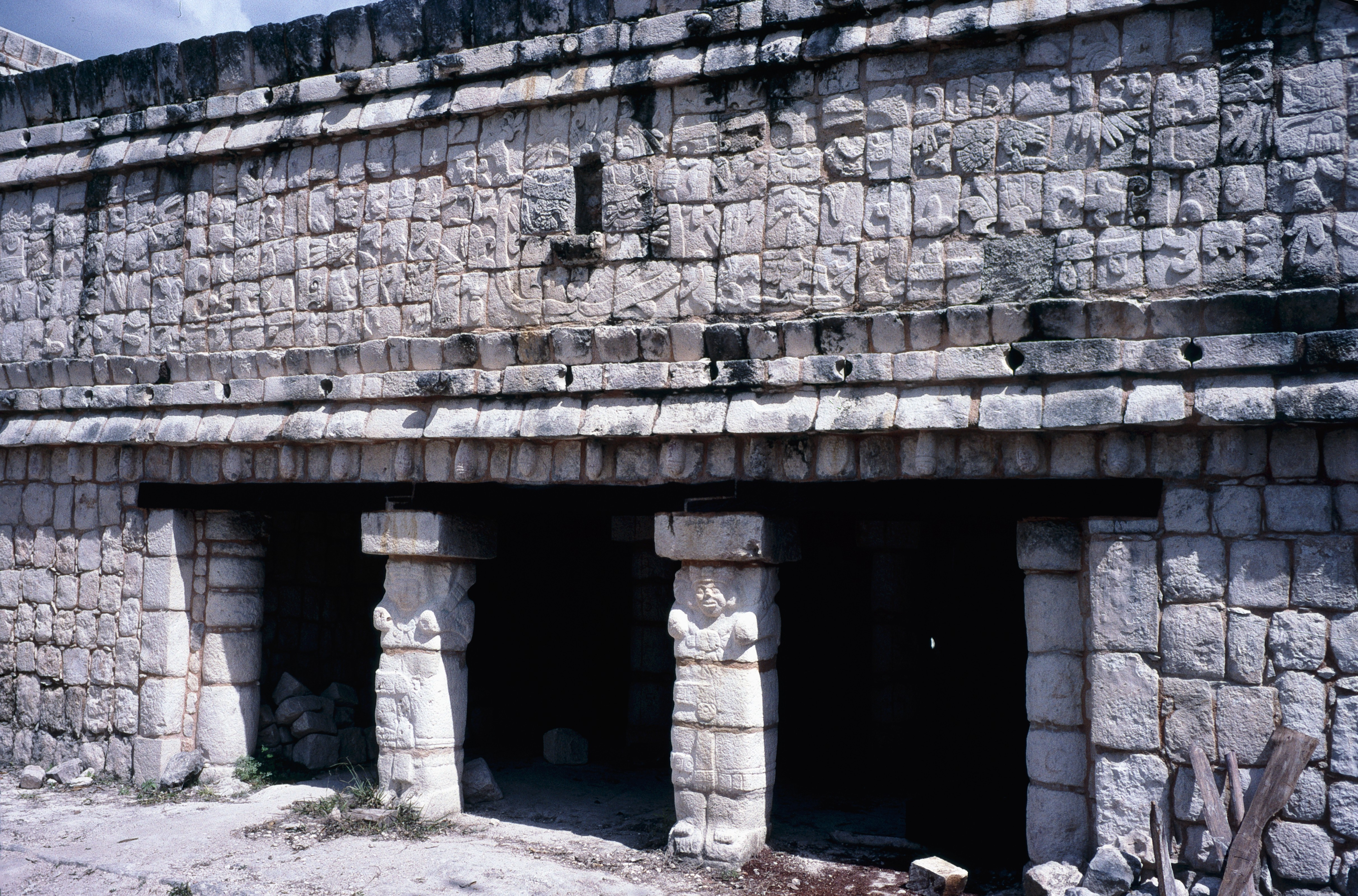
Haus der Schnecken mit skulptiertem Fries

Zentraler und namengebender Bau ist der relativ kleine Tempel, der in mindestens vier verschiedenen Bauphasen errichtet wurde. Der Türsturz trägt eine Inschrift mit dem einzigen Datum von Chichén Itzá in der Langen Zählung, das dem 30. Juli 878 entspricht. Er wurde einem älteren Bauwerk entnommen und hatte ursprünglich eine andere Funktion; er datiert deshalb das gegenwärtige Gebäude nicht.
Bedeutend ist auch das sehr komplex gestaltete und eine lange Baugeschichte aufweisende Gebäude Casa de los Caracoles („Haus der Schnecken“), so benannt nach den Schneckengehäusen am mittleren Gesims, mit einem sehr großen Flachrelief in der oberen Wandhälfte der Westfassade. In die Windungen eines Rankenwerkes sind Szenen eingefügt, die vielleicht die mythische Herkunft der Erbauer und Eigentümer des Gebäudes, vermutlich der wichtigen Familie der Cupul, schildern. Andere Szenen sind auf verschiedenen Friesflächen des Gebäudes und dem kleinen Bau auf dem zweiten Niveau enthalten. Diese Reliefs wurden im Schutt gefunden und in ihrer originalen Form wieder aufgerichtet. Dies war möglich, da keine Steine fehlten. Zentraler Teil des Gebäudes war ein (teilweise rekonstruierter) großer Innenraum, dessen Gewölbe von mehreren Säulen getragen wurde. Gegen Ende der Nutzung wurden Durchgänge verschlossen, Wände durchbrochen und Kochherde eingerichtet, was auf eine markante Veränderung in der Zweckbestimmung hinweist.
Auch andere Bauten der Gruppe weisen prinzipiell dieselben, etwas grob gearbeiteten und ursprünglich farbig gefassten Fassadenreliefs auf, jedoch mit anderen Motiven. So der kleine Tempel Casa de los Buhos („Haus der Uhus“) und das Haus Casa de los Monos („Haus der Affen“). Bemerkenswert ist ferner ein Rundaltar in Gestalt einer monumentalen Schildkröte. Die Gruppe ist beinahe vollständig ausgegraben und rekonstruiert worden, sie war 2010 nicht für den Tourismus freigegeben.

### Grupo Principal del Suroeste
Diese Gruppe im Südwesten des Zentrums, in geringer Entfernung westlich des Grupo de la Fecha ist bisher nicht weiter archäologisch untersucht worden und ist auch für Besucher nicht zugänglich. Sie umfasst ein recht enges Konglomerat von meist kleinen Bauten auf einer gemeinsamen Plattform, darunter auch eine lange Säulenhalle. Hier steht auch eine Tempelpyramide (Castillo Viejo), deren oberes Gebäude mit seinen Pfeilern Gebäuden auf der Großen Plattform ähnelt (z. B. Templo de las Mesas).

### Chichen Viejo

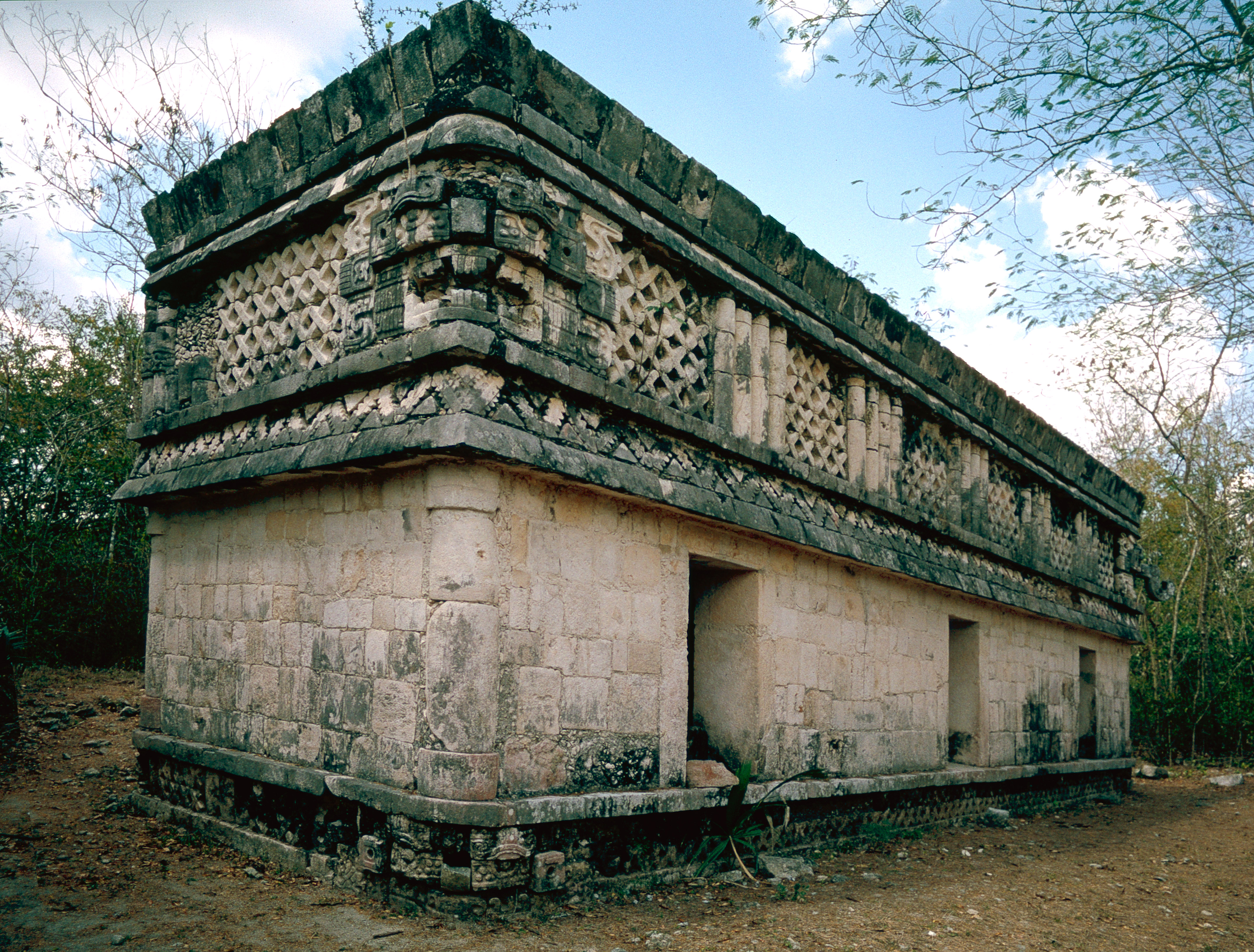
Tempel der drei Türstürze

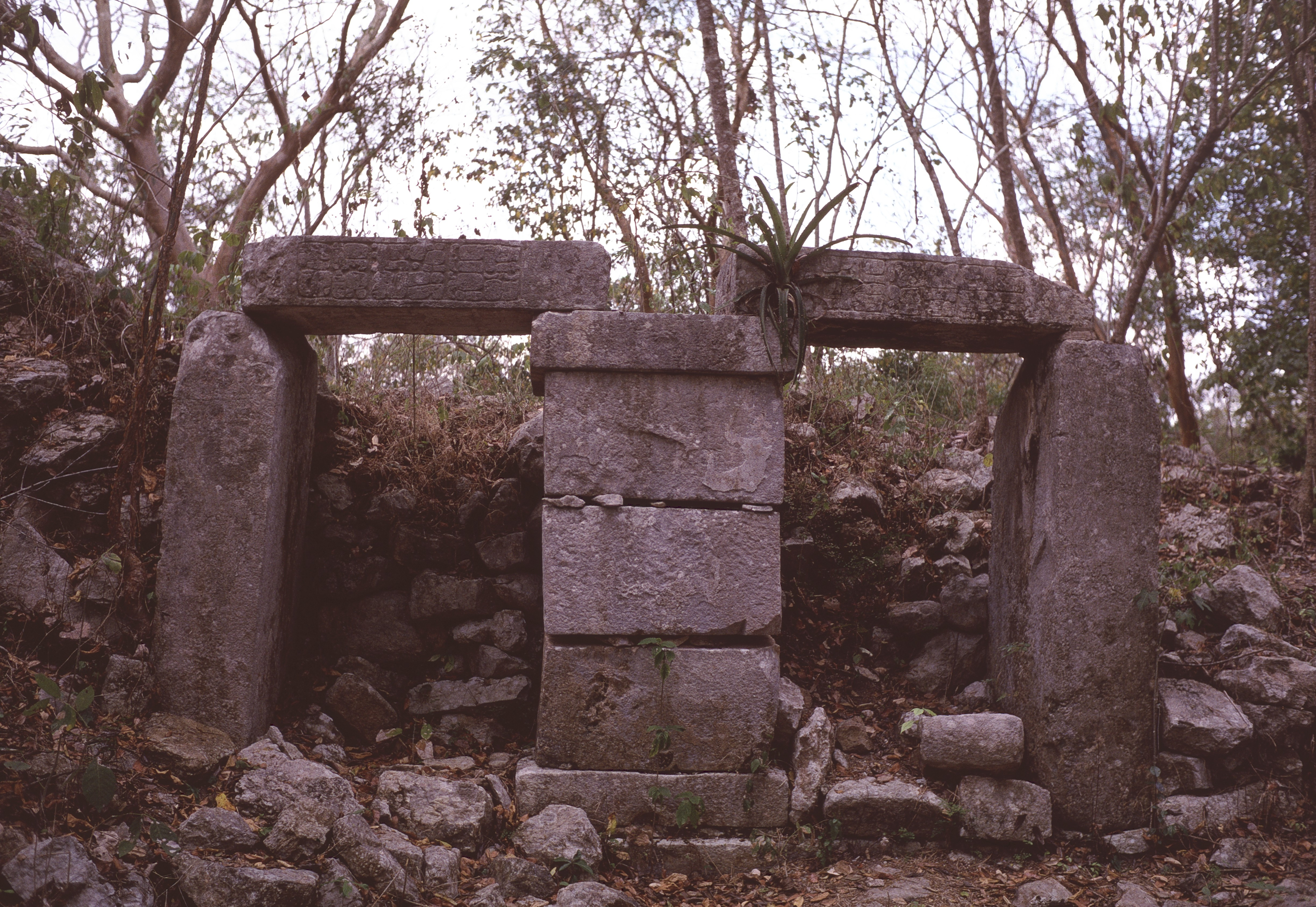
Tempel der vier Türstürze

Am äußersten südlichen Ende des Sacbé Nr. 7 in Entfernung von rund 2,3 Kilometern vom Castillo liegt eine Gruppe von kleinen Gebäuden, deren Türbalken mehrere Inschriften tragen. Nur eines der Gebäude ist freigelegt und restauriert. Zu dieser Gruppe führt ein Sacbé, auf dem Edward Thompson eine Pferdebahn für die Besucher einrichtete, deren Schienen teilweise noch vorhanden sind. Der Zugang ist jedoch (2010) nicht gestattet. In der Nähe befindet sich eine tiefe Karstdoline, die nicht bis zum Grundwasserniveau reicht. An ihrem tiefsten Punkt wurde in alter Zeit ein aus Bruchsteinen gemauerter Brunnen gebaut, der die lokale Wasserversorgung ermöglichte.

#### Templo de los Tres Dinteles – Tempel der drei Türstürze
Beim Templo de los Tres Dinteles handelt es sich um ein Gebäude mit drei Räumen in einer Reihe. Das Gebäude (7B3) ist in der für Chichén Itzá typischen Variante des Puuc-Stils gehalten. Der Fassadendekor beschränkt sich auf den ungewöhnlich hoch gehaltenen Sockel, dessen mittleres versenktes Band mit Kreuzsteinen gefüllt ist und der an den Ecken große Chaac-Masken zeigt. Die obere Wandfläche oberhalb des Gesimses ist im Prinzip ähnlich gestaltet, nur dass von oben und zwischen den drei Türen insgesamt fünf Gruppen von jeweils vier dekorationslosen kleinen Säulen eingesetzt sind. Das mittlere Gesims wird durch die im Zickzack angeordneten sägeartigen Steine dominiert. Die Eingänge zu den drei Räumen haben steinerne Türstürze mit Hieroglypheninschriften (zu den Daten siehe Tabelle).

#### Templo de los Cuatro Dinteles – Tempel der vier Türstürze
Von dem völlig eingefallenen Gebäude des Templo de los Cuatro Dinteles (7B4) stehen nur zwei Türeingänge mit den Türstürzen, die Hieroglypheninschriften an der Frontseite tragen (zu den Daten siehe Tabelle). Ausgrabungen oder Rekonstruktionen haben hier bisher nicht stattgefunden.

### Weitere Gruppen im Südwesten
Insbesondere westlich des Sacbé 7 liegen im dichten, weglosen Wald zahlreiche Gruppen von Bauten, die bisher nur kartiert und grob beschrieben wurden. In vielen von ihnen finden sich Tempel ähnlich dem Templo de las Mesas oder dem Tempel der Grupo Principal del Suroeste. Eine kleinere Gruppe desselben Typs befindet sich südlich des Hotel Hacienda mit einer entsprechenden Tempelpyramide (5D1).

### Grupo Chultun
Unter diesem Namen wird eine Ansammlung von teils monumentalen Bauten verstanden, die rund 1,3 Kilometer östlich des Zentrums weit jenseits der Umgehungsstraße liegt und mit diesem durch eine Sacbé-Straße (Nr. 19) verbunden ist. Bemerkenswert ist ein sehr großer Ballspielplatz. Die Gruppe ist bisher nicht ausgegraben und nicht zugänglich.

### Grupo del Noroeste
Die bisher nicht ausgegrabene kleine nordwestliche Gruppe von Bauten liegt unweit westlich des großen Ballspielplatzes im dichten Wald. Hier ist auffällig, dass die Pfeiler eines der Gebäude offenbar nicht für dieses Gebäude hergestellt, sondern von anderswo weggenommen wurden, denn sie passen, wie die Reliefs zeigen, nicht aufeinander. Der Bereich ist für Besucher nicht freigegeben.

Bisher nicht freigelegte Bereiche
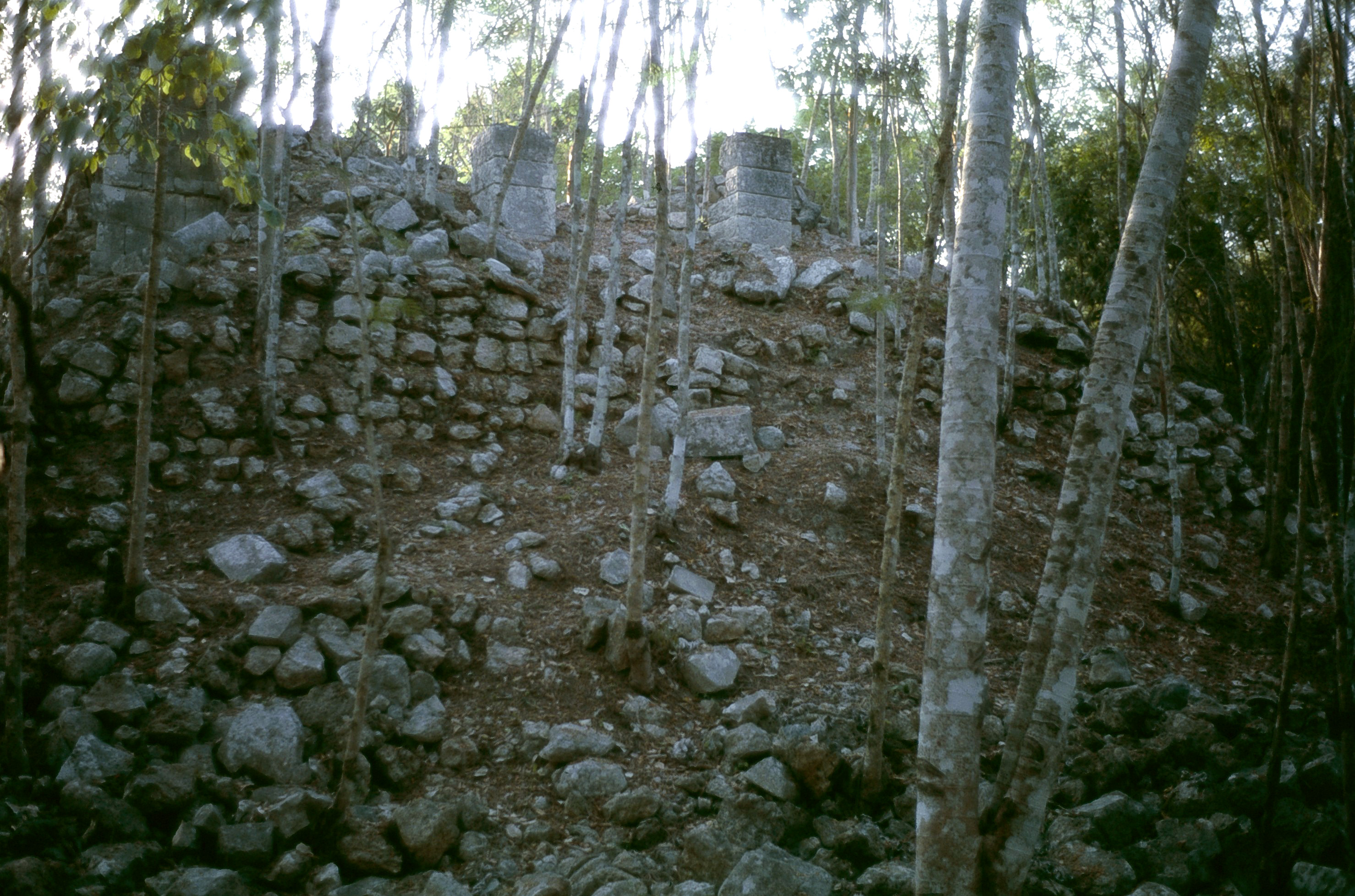
Tempelpyramide (Castillo Viejo)
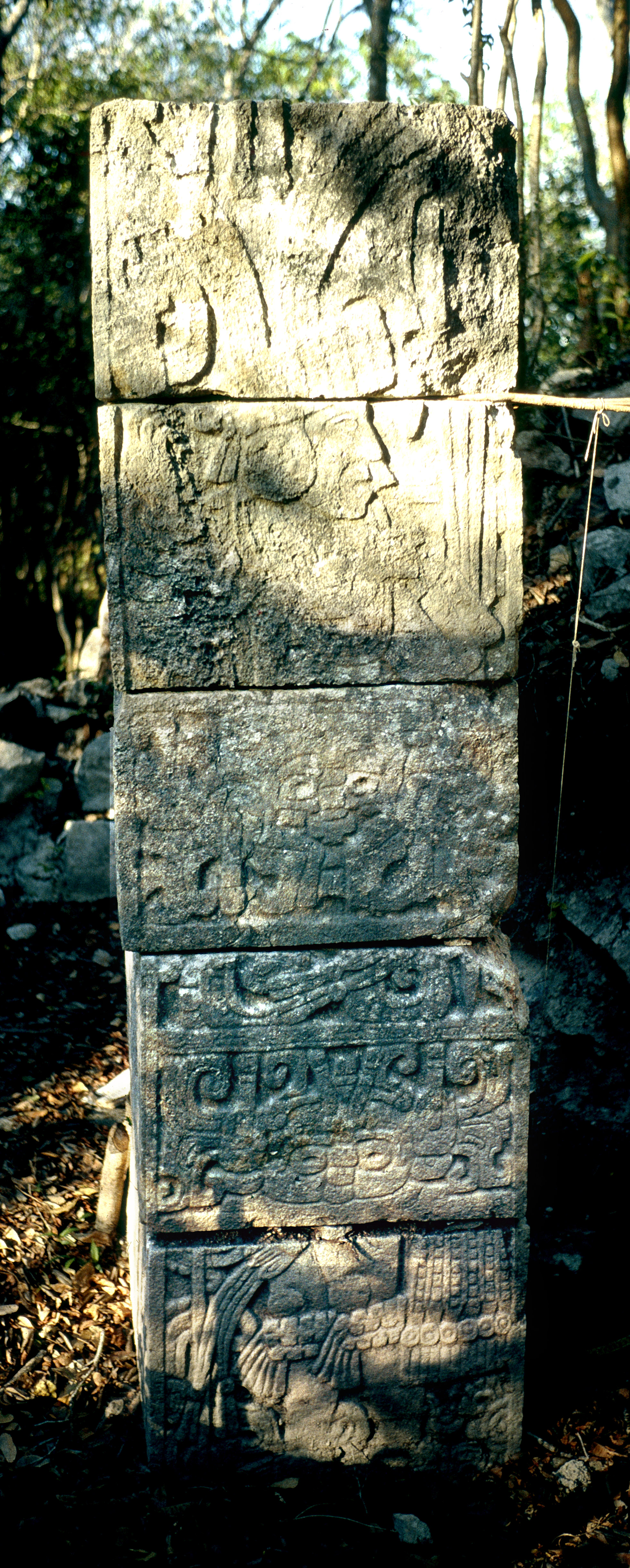
Nordwest-Gruppe: Pfeiler mit nicht passenden Blöcken
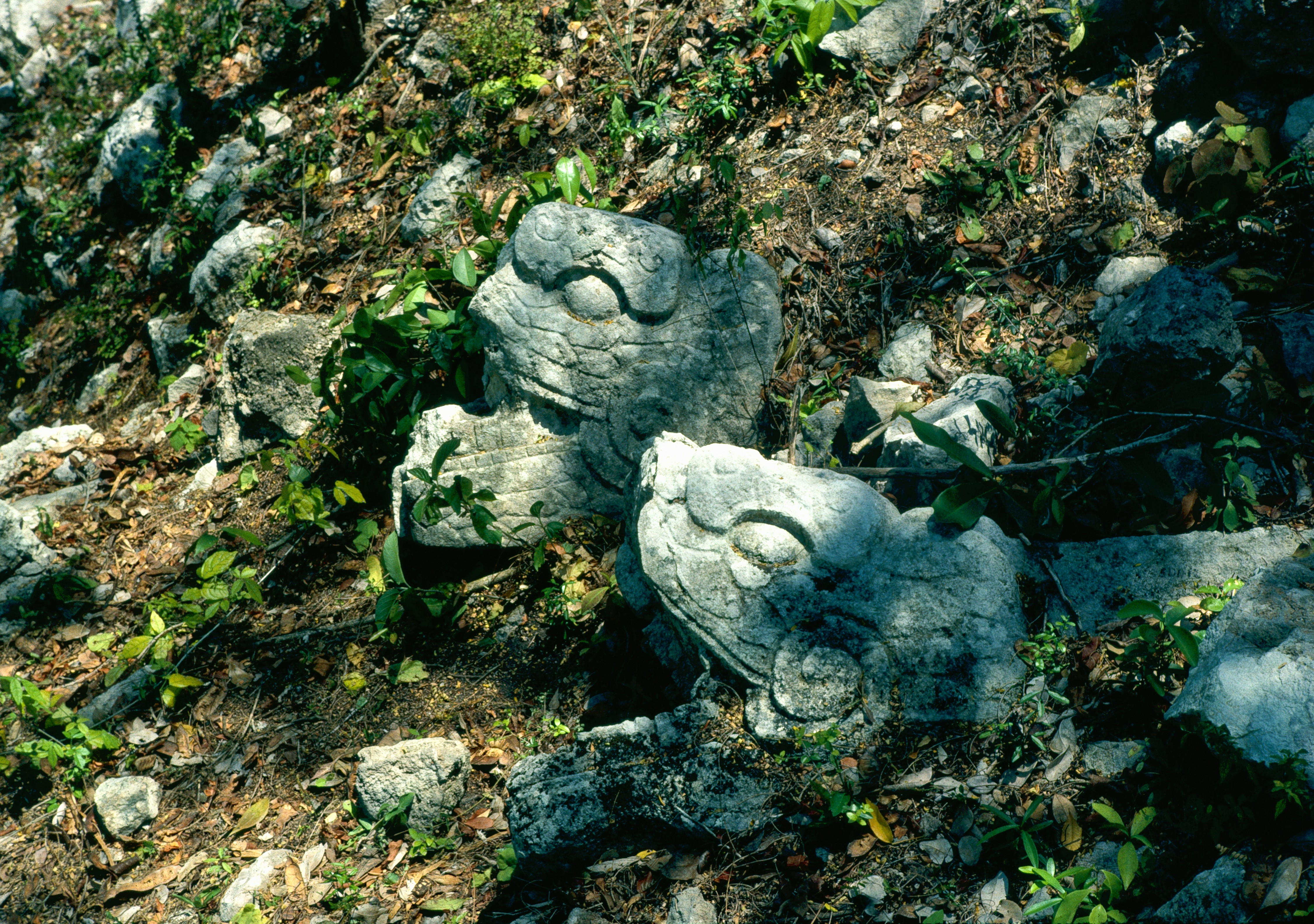
Schlangenköpfe am Fuß der Treppe zur Pyramide 5D1
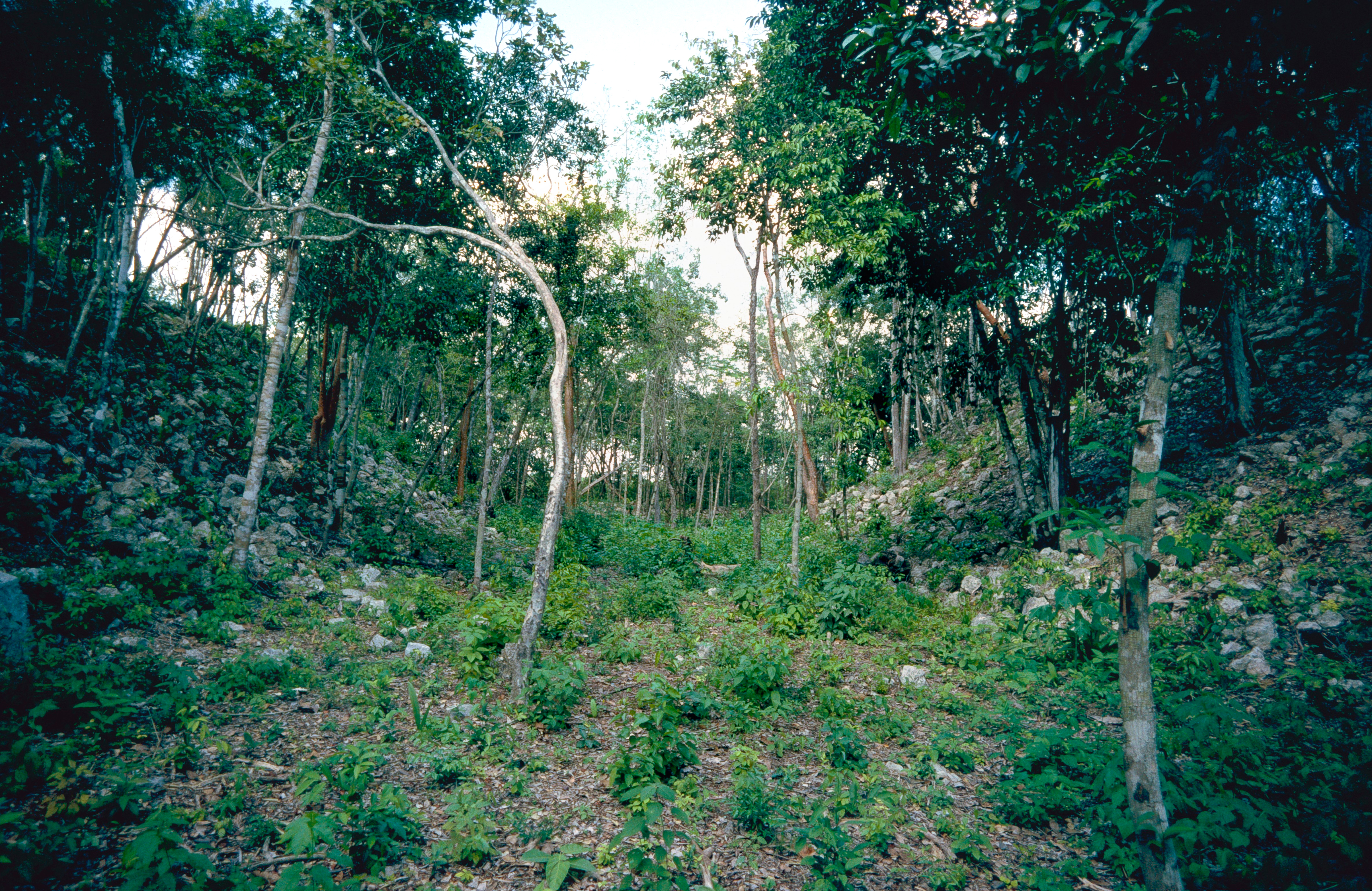
Großer Ballspielplatz der Gruppe Chultun

## Heutige Bedeutung
Die UNESCO erklärte Chichén Itzá 1988 zum Welterbe.
2007 wurde Chichén Itzá im Rahmen einer Privatinitiative nach Angaben der Veranstalter von weltweit 70 Millionen Menschen zu einem der „neuen sieben Weltwunder“ gewählt. Sowohl die UNESCO als offizielle Hüterin des Weltkulturerbes, als beispielsweise auch Ägypten (Antike Weltwunder: Pyramiden von Gizeh), distanzierten sich von der als „private Kampagne“ ohne wissenschaftliche Kriterien bezeichneten Wahl.

## Tourismus
Der Tourismus begann schon vor über einem Jahrhundert, nachdem der Amerikaner John Lloyd Stephens das zweibändige Buch Incidents of Travel in Yucatan 1843 veröffentlichte. Heute ist Chichén Itzá die am zweithäufigsten besuchte archäologische Stätte in Mexiko. So gut wie alle Gebäude wurden von dem verwaltenden Instituto Nacional de Antropología e Historia für den öffentlichen Zugang gesperrt. Besucher sind nur auf den freien Flächen zugelassen. Als störend wird empfunden, dass Stände fliegender Händler alle Wege säumen.
In Chichén Itzá wurden mehrfach große Veranstaltungen mit bis zu 20.000 Zuschauern durchgeführt, die nichts mit der Bedeutung der Ruinenstätte zu tun haben (beispielsweise ein Konzert von Luciano Pavarotti im Jahre 1997 und eins von Plácido Domingo am 4. Oktober 2008) und gegen die sich insbesondere aus konservatorischen Gründen Protest erhob. Die Zahl der jährlichen Besucher liegt bei weit über einer Million.

## Dokumentationen
- Die Machtzentren der Maya – Chichén Itzá. (1 / 3) TV-Dokumentation in HD von Claire Denavarre und Fabrice Buysschaert; CH 2020; Deutsche TV-Premiere: 13. Juni 2021 auf ZDFinfo.